# Cáceres
Cáceres es una ciudad y municipio español situado en el centro de la comunidad autónoma de Extremadura. La localidad es la capital de la provincia homónima y alberga la sede del Tribunal Superior de Justicia de Extremadura. El municipio, que no pertenece a ninguna mancomunidad integral, limita con otros municipios de su misma provincia pertenecientes a las mancomunidades de Sierra de San Pedro, Tajo-Salor, Trujillo y Montánchez, así como con la vecina provincia de Badajoz. Desde el punto de vista de la geografía física, el municipio abarca tanto una parte llana en la penillanura trujillano-cacereña como una parte montañosa en la sierra de San Pedro; la ciudad se ubica sobre un conjunto de colinas, los Alcores, que sobresalen en la citada penillanura.
El término municipal de Cáceres, con una superficie de 1750,23 km², es el más extenso de España (similar en tamaño a toda la provincia de Guipúzcoa) y en el mismo se ubican tanto la ciudad de Cáceres como tres pedanías: Estación Arroyo-Malpartida, Rincón de Ballesteros y Valdesalor. Existen además numerosos lugares habitados diseminados por el municipio, incluyendo castillos y cortijos con varios siglos de historia y ocho núcleos irregulares. La ciudad se organiza desde 2008 en cuatro distritos: Centro-Casco Antiguo, Norte, Oeste y Sur; un quinto distrito, Pedanías, abarca la parte no urbana del término. Según los datos oficiales del INE de 2021, el municipio tenía ese año una población de 95 418 habitantes, de los cuales 94 326 vivían en la propia ciudad, siendo el segundo núcleo más poblado de Extremadura tras Badajoz. Es el centro de un área urbana que supera los cien mil habitantes, en la cual vive entre la cuarta y tercera parte de la población provincial.
La ciudad está habitada desde tiempo inmemorial, siendo su principal resto prehistórico la cueva de Maltravieso, cuyo arte rupestre está siendo estudiado por su posible origen neandertal. La actual localidad tiene su origen en la colonia romana Norba Caesarina, fundada en el año 34 a. C. durante el Segundo Triunvirato, que durante varios siglos fue una de las ciudades más importantes de Lusitania, situándose sobre la Vía de la Plata. Tras quedar abandonado el asentamiento durante el período de las grandes migraciones, se recuperó como un ḥiṣn durante el período andalusí. Cuando fue definitivamente reconquistada por Alfonso IX de León el 23 de abril de 1229, se le otorgaron unos fueros que la definieron como una villa de realengo, quedando en los siglos siguientes dirigida por una mesocracia de caballeros agrícolas; esto favoreció la construcción de numerosos palacios y casas nobles que todavía se conservan en su casco antiguo.
Fue una villa rural hasta el siglo XVIII, cuando la crisis de la trashumancia llevó a asentarse aquí a una pequeña burguesía de ganaderos y comerciantes, procedentes principalmente de Cameros y Cataluña. A ellos se añadieron funcionarios al establecerse aquí la sede de la Real Audiencia de Extremadura en 1790 y la capitalidad de la provincia de Cáceres en 1822. En 1864 se halló un yacimiento de fosfatos, que dio lugar al poblado de Aldea Moret y a que en 1881 se inaugurara la primera estación de ferrocarril. En 1882, Alfonso XII dio a Cáceres el título de ciudad. En los años posteriores se desarrolló un ensanche, superando el municipio los veinte mil habitantes en la década de 1910 y los cuarenta mil en la de 1940. Desde 1957 es sede episcopal de la diócesis de Coria-Cáceres y desde 1973 una de las sedes de la Universidad de Extremadura. Tras superar los ochenta mil habitantes en la década de 1980, su economía se desvió hacia una grave burbuja inmobiliaria, que amplió el espacio urbano mucho más allá de su crecimiento demográfico; tras el estallido de la burbuja, la ciudad vive en el siglo XXI un estancamiento económico con alto nivel de paro.
La economía cacereña es extraordinariamente dependiente del sector servicios, que en 2020 empleaba a nueve de cada diez trabajadores. Además de albergar a numerosos empleados públicos y contar con unos mil quinientos establecimientos privados comerciales y de servicios, la ciudad es un importante centro de turismo con unas cuatrocientas mil pernoctaciones de visitantes al año: dicho turismo se concentra en la ciudad vieja de Cáceres, uno de los conjuntos urbanos de la Edad Media y del Renacimiento más completos del mundo, declarada Patrimonio de la Humanidad por la Unesco en 1986. Se ha advertido sobre la necesidad de aumentar la industria en la ciudad, ya que el sector servicios es incapaz de reducir el elevado paro, la construcción es para muchos jóvenes un tabú por los estragos de la burbuja inmobiliaria y el sector primario está limitado al abarcar los espacios naturales protegidos dos tercios del término.
|  |

## Toponimia
No se ha alcanzado consenso entre los historiadores respecto a la etimología de Cáceres, considerando unos su procedencia romana, y otros un origen árabe. Entre filólogos sí que existe consenso en que se trata de una voz latina deformada por el árabe, hasta finalmente adaptarse a la definitiva denominación cristiana, porque es lo que ha pasado con la práctica totalidad de los topónimos de origen antiguo, al menos en la mitad sur de la península ibérica.
En cuanto a su posible origen romano, se conocen dos nombres latinos que pudieron derivar al actual «Cáceres». Uno de ellos procedería de la colonia Norba Caesarina (fundada en 34 a. C.), Norba en honor a la ciudad natal de Cayo Norbano Flaco, general romano fundador de la villa, y Caesarina en memoria de Julio César. El otro nombre es Castra Caecilia, otorgado por el cónsul Quinto Cecilio Metelo Pío a uno de los campamentos militares de las cercanías de la colonia. Con cualquiera de estos topónimos basados en castra «campamento», su ablativo castris, que significa «en el campamento», habría suministrado la forma originaria del actual «Cáceres».
Respecto a cuál de estos es su verdadero origen se han producido debates entre los historiadores, ya que hasta el siglo XIX se pensaba erróneamente que Norba Caesarina era Alcántara, mientras que se creía que el recinto amurallado de Cáceres era Castra Caecilia. Debido a la oscuridad documental del período visigodo, no está claro con qué nombre se conocía al lugar cuando los musulmanes llegaron aquí, pues existen documentos de los siglos III y IV que apuntan a que el nombre de la zona había sido acortado en la forma coloquial Castris.
Tras una última mención del itinerario de Rávena que fija el uso de Castris en el siglo IV, las siguientes menciones de la localidad reaparecen en textos musulmanes: el geógrafo bagdadí Ibn Hawqal ubicó en este lugar una localidad llamada ḥiṣn Qāṣras. Siglo y medio más tarde, el ceutí Al-Idrisi reitera dicha denominación. Existe una tercera fuente del final del período musulmán, escrita a finales del siglo XII o principios del siglo XIII por Yaqut, que sugiere que pasó a llamarse Qāṣr As de forma separada. En cualquier caso, las fuentes de la época son escasas, ya que los musulmanes nunca consideraron a Cáceres como una localidad importante más allá de su uso como fortificación militar.
Tanto la transliteración al alfabeto latino del topónimo árabe como la creación de una denominación en las lenguas romances fueron dispares. En algunos escritos antiguos y documentos medievales aparecen diversas denominaciones, como por ejemplo:
- «Caceres» en una bula de 1168 del papa Alejandro III, a través de la cual adjudicaba el territorio a la diócesis de Coria en la primera conquista leonesa;
- «Castes» en un documento castellano de 1171 del rey Alfonso VIII, a través del cual reconocía a los Fratres de Cáceres como dueños de la tierra;
- «Carceres» en el mandato de Alfonso IX de León fechado en el año 1222 (no obstante, el mismo rey adopta la forma «Caceres» en otro documento del mismo año firmado durante el asedio);
- «Canceres» escrito el documento de 1229 mediante el cual Alfonso IX daba concesiones a la Orden de Santiago.

### Gentilicio
En cuanto al gentilicio, según el Diccionario de la lengua española y el uso corriente entre la población local, la forma habitual de designar a los habitantes de esta ciudad es «cacereño, -a». Sin embargo, no es infrecuente leer en los textos historiográficos locales la forma culta o arcaica «cacerense», que no está reconocida por el Diccionario de la lengua española y apenas se utiliza en el lenguaje corriente, pero que fue impulsada por investigadores de principios de siglo XX como Publio Hurtado.

## Símbolos

### Escudo
Las armas del escudo cacereño se repiten tanto en el escudo de la ciudad como en el escudo de la provincia. Según su descripción heráldica se trata de un escudo dividido en dos partes: la primera sección representa sobre fondo rojo un castillo de oro con tres almenas, la segunda sección representa un león rojo con lengua y uñas sobre fondo de plata. El resto de las figuras heráldicas son diferentes en ambos escudos, en el escudo provincial de Cáceres se encuentra una corona real abierta como timbre y una cruz de Alcántara con filo de oro sobre la que se reproduce el blasón de la provincia.
Para explicar el origen de este escudo debemos indagar en la historia de Cáceres. Podríamos suponer que la imagen del león en el escudo representaría al Reino de León, puesto que fue el que reconquistó la provincia de Cáceres.
Parece ser que, en un principio la ciudad de Cáceres fue reconquistada por Fernando II de León en el año 1169, pero los almohades recuperaron su territorio y, fue en 1229 que Cáceres entró a formar parte del reino de León cuando Alfonso IX de León tras varios intentos pudo volver a hacerse con ella. Para afianzar su reconquista aprueba unos fueros y otorga abundantes terrenos a los colonos a cambio de su permanencia allí. Los nuevos pobladores eran en su mayoría leoneses y ocuparon la parte alta, mientras que la parte baja fue ocupada por asturianos, gallegos y castellanos; esto poco a poco se convirtió en dos bandos cuyos enfrentamientos eran frecuentes y violentos, llegando incluso a existir dos concejos; de ahí el aspecto de fortaleza de algunas viviendas.
Los caballeros de San Julián Pereiro establecieron su sede central en la ciudad de Alcántara, por lo que fueron cambiando su nombre poco a poco hasta que en 1253 sus maestres se hacían llamar de la Orden de Alcántara. El escudo de la Orden de Calatrava consistía en una cruz griega con flores de lis en los extremos y de color rojo, mientras que el escudo de la Orden de Alcántara consistía en un peral silvestre con las raíces al aire y sin hojas, así surgió la cruz de Alcántara que después se ha representado en el escudo heráldico de la provincia de Cáceres. El motivo de esta modificación de las armas de Alcántara se debe a la dependencia que tenían de la Orden de Calatrava.

### Bandera
La bandera de la ciudad de Cáceres está basada en el pendón de San Jorge, un pendón medieval en cuyo lado izquierdo se bordó un castillo y en cuyo lado derecho se bordó un león rampante. Dicho pendón, que fue la bandera del concejo cacereño, está fechado en los primeros años del reinado de San Fernando y es mencionado en el Fuero de Cáceres. Es el emblema más antiguo en el que aparecen juntos los símbolos heráldicos de León y Castilla y la bandera local más antigua de España. El ayuntamiento conserva la versión más antigua de este pendón, que fue restaurada en 2006.

## Geografía

Término municipal de Cáceres con respecto a su provincia

El término municipal de Cáceres es el más vasto de España al contar con una superficie de 1750,33 km², similar a la provincia de Guipúzcoa en su conjunto (1997 km²). Sus límites son:
- Casar de Cáceres, Malpartida de Cáceres y Arroyo de la Luz al noroeste;
- Brozas, Herreruela y Alburquerque al oeste;
- Aliseda enclavado al oeste;
- Badajoz, Puebla de Obando, Mérida, Carmonita y Cordobilla de Lácara al suroeste;
- Casas de Don Antonio, Aldea del Cano, Torreorgaz, Torrequemada, Torremocha, Valdefuentes, Botija y Plasenzuela al sureste;
- Sierra de Fuentes enclavado cerca de Torreorgaz;
- Santa Marta de Magasca al este;
- Trujillo, Talaván, Santiago del Campo y Garrovillas de Alconétar al norte.

### Poblaciones

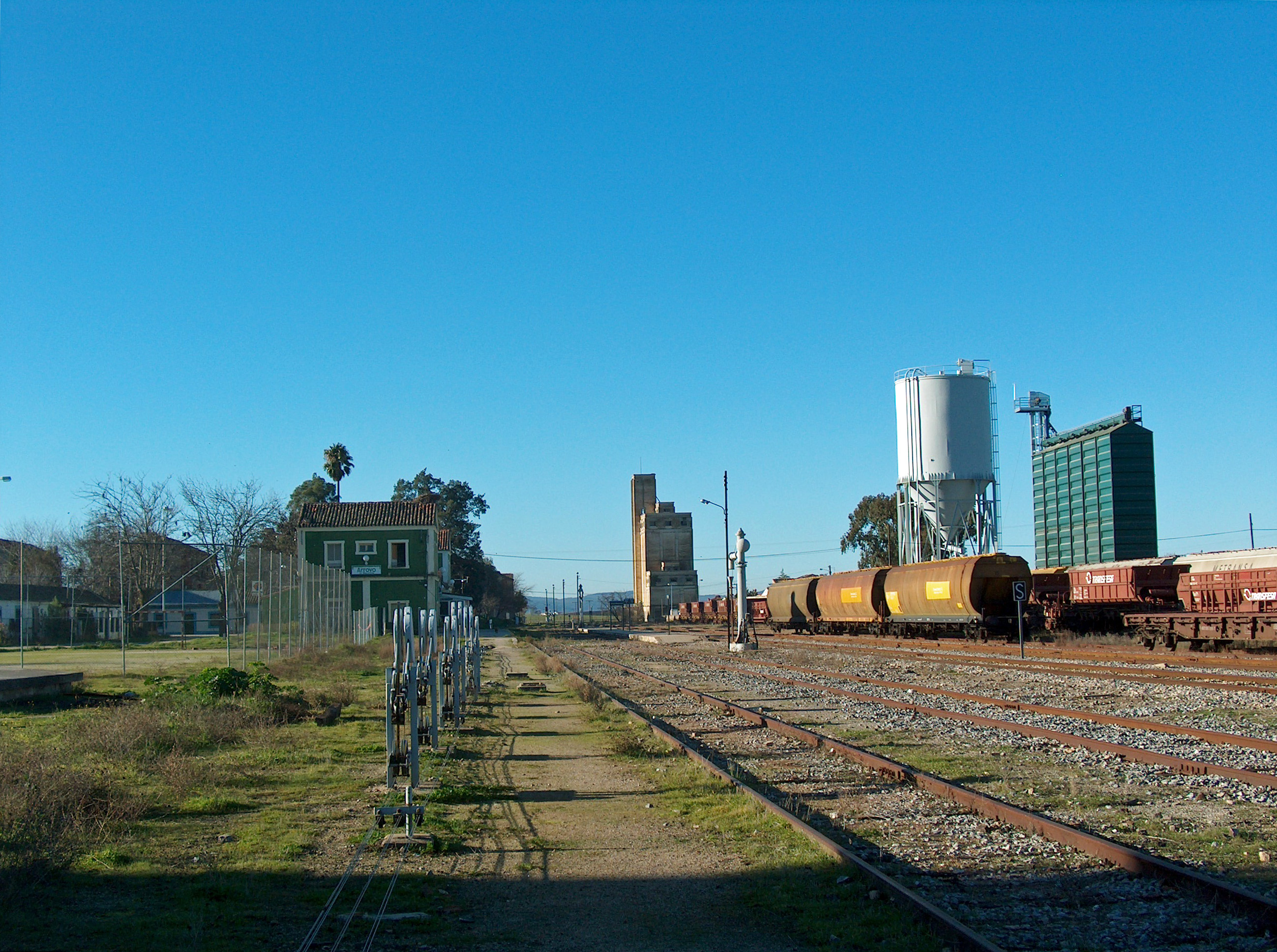
Estación Arroyo-Malpartida, una de las pedanías del municipio

Dentro del término municipal, la ciudad de Cáceres se encuentra al norte, entre un enclave del término municipal de Casar de Cáceres y el término enclavado de Sierra de Fuentes. El municipio cuenta con tres pedanías: Rincón de Ballesteros, al sur del término cerca de Carmonita y Cordobilla de Lácara; Valdesalor, entre la ciudad de Cáceres y el término de Aldea del Cano; y Estación Arroyo-Malpartida, al oeste en una esquina del término entre Malpartida de Cáceres y Arroyo de la Luz.

### Clima
De acuerdo con la clasificación climática de Köppen el clima de Cáceres es mediterráneo (Csa), pudiéndose considerar mediterráneo continentalizado de acuerdo con otras fuentes, por tener una amplitud térmica notablemente mayor que en la costa mediterránea. La temperatura media en el observatorio de Cáceres en el periodo 1982-2010 es de 16,3 °C, alcanzándose el máximo en el mes de julio con 26.2 °C y el mínimo en enero con 7,8 °C. La temperatura media en invierno supera los 10 °C de máxima todos los meses, siendo el más frío enero con 11,8 °C, llegando a 4 °C de mínima con algunas heladas ocasionales. En verano es julio el mes más cálido donde la temperatura media es 33,0 °C de máxima y 18,7 °C de mínima, con máximas que superan en ocasiones los 40 °C como los 43,7 °C del 14 de julio de 2017, los 42,6 °C del 7 de agosto de 2005 o los 42,4 °C del 11 de agosto de 2012. El valor de irradiación es de 2891 horas de sol anuales, encontrándose el máximo durante el mes de julio con 370 horas mensuales y el mínimo en diciembre con 123 horas/mes. La media anual de precipitaciones es de 523 mm, alcanzándose el máximo en el mes de diciembre con 87 mm y el mínimo en julio con 7 mm. Las precipitaciones son abundantes en los meses de octubre, noviembre, marzo, abril y mayo, pero muy intermitentes.
| Parámetros climáticos promedio de observatorio de Cáceres (394 m s. n. m.) (periodo de referencia: 1991-2020, extremos: 1982-presente) | Parámetros climáticos promedio de observatorio de Cáceres (394 m s. n. m.) (periodo de referencia: 1991-2020, extremos: 1982-presente) | Parámetros climáticos promedio de observatorio de Cáceres (394 m s. n. m.) (periodo de referencia: 1991-2020, extremos: 1982-presente) | Parámetros climáticos promedio de observatorio de Cáceres (394 m s. n. m.) (periodo de referencia: 1991-2020, extremos: 1982-presente) | Parámetros climáticos promedio de observatorio de Cáceres (394 m s. n. m.) (periodo de referencia: 1991-2020, extremos: 1982-presente) | Parámetros climáticos promedio de observatorio de Cáceres (394 m s. n. m.) (periodo de referencia: 1991-2020, extremos: 1982-presente) | Parámetros climáticos promedio de observatorio de Cáceres (394 m s. n. m.) (periodo de referencia: 1991-2020, extremos: 1982-presente) | Parámetros climáticos promedio de observatorio de Cáceres (394 m s. n. m.) (periodo de referencia: 1991-2020, extremos: 1982-presente) | Parámetros climáticos promedio de observatorio de Cáceres (394 m s. n. m.) (periodo de referencia: 1991-2020, extremos: 1982-presente) | Parámetros climáticos promedio de observatorio de Cáceres (394 m s. n. m.) (periodo de referencia: 1991-2020, extremos: 1982-presente) | Parámetros climáticos promedio de observatorio de Cáceres (394 m s. n. m.) (periodo de referencia: 1991-2020, extremos: 1982-presente) | Parámetros climáticos promedio de observatorio de Cáceres (394 m s. n. m.) (periodo de referencia: 1991-2020, extremos: 1982-presente) | Parámetros climáticos promedio de observatorio de Cáceres (394 m s. n. m.) (periodo de referencia: 1991-2020, extremos: 1982-presente) | Parámetros climáticos promedio de observatorio de Cáceres (394 m s. n. m.) (periodo de referencia: 1991-2020, extremos: 1982-presente) |
| Mes | Ene. | Feb. | Mar. | Abr. | May. | Jun. | Jul. | Ago. | Sep. | Oct. | Nov. | Dic. | Anual |
| --- | --- | --- | --- | --- | --- | --- | --- | --- | --- | --- | --- | --- | --- |
| Temp. máx. abs. (°C) | 21.2 | 23.0 | 27.1 | 34.4 | 37.1 | 42.0 | 43.4 | 43.7 | 42.3 | 34.6 | 26.6 | 21.0 | 43.7 |
| Temp. máx. media (°C) | 12.2 | 14.2 | 17.6 | 19.9 | 24.6 | 30.3 | 34.0 | 33.7 | 28.7 | 22.4 | 16.1 | 12.7 | 22.2 |
| Temp. media (°C) | 8.0 | 9.4 | 12.2 | 14.3 | 18.3 | 23.2 | 26.4 | 26.3 | 22.3 | 17.2 | 11.8 | 8.7 | 16.5 |
| Temp. mín. media (°C) | 3.8 | 4.5 | 6.8 | 8.6 | 11.9 | 16.1 | 18.9 | 19.0 | 15.8 | 12.0 | 7.5 | 4.7 | 10.8 |
| Temp. mín. abs. (°C) | -5.6 | -5.6 | -3.6 | -1.4 | 2.8 | 5.4 | 10.0 | 11.0 | 7.4 | 2.4 | -2.2 | -4.6 | -5.6 |
| Precipitación total (mm) | 52 | 48 | 52 | 51 | 46 | 13 | 5 | 6 | 32 | 81 | 78 | 65 | 530 |
| Días de precipitaciones (≥ 1 mm) | 7.0 | 5.9 | 6.5 | 7.3 | 6.2 | 2.1 | 0.7 | 0.9 | 3.7 | 7.3 | 7.8 | 7.7 | 63.0 |
| Días de nevadas (≥ 0.01 mm) | 0.2 | 0.2 | 0.1 | 0.0 | 0.0 | 0.0 | 0.0 | 0.0 | 0.0 | 0.0 | 0.0 | 0.1 | 0.5 |
| Horas de sol | 155 | 187 | 232 | 261 | 310 | 354 | 391 | 360 | 273 | 214 | 162 | 136 | 3032 |
| Humedad relativa (%) | 80 | 72 | 64 | 60 | 53 | 42 | 35 | 38 | 48 | 65 | 76 | 81 | 60 |
| Fuente: Agencia Estatal de Meteorología                                                                                                | | | | | | | | | | | | | |

### Hidrografía

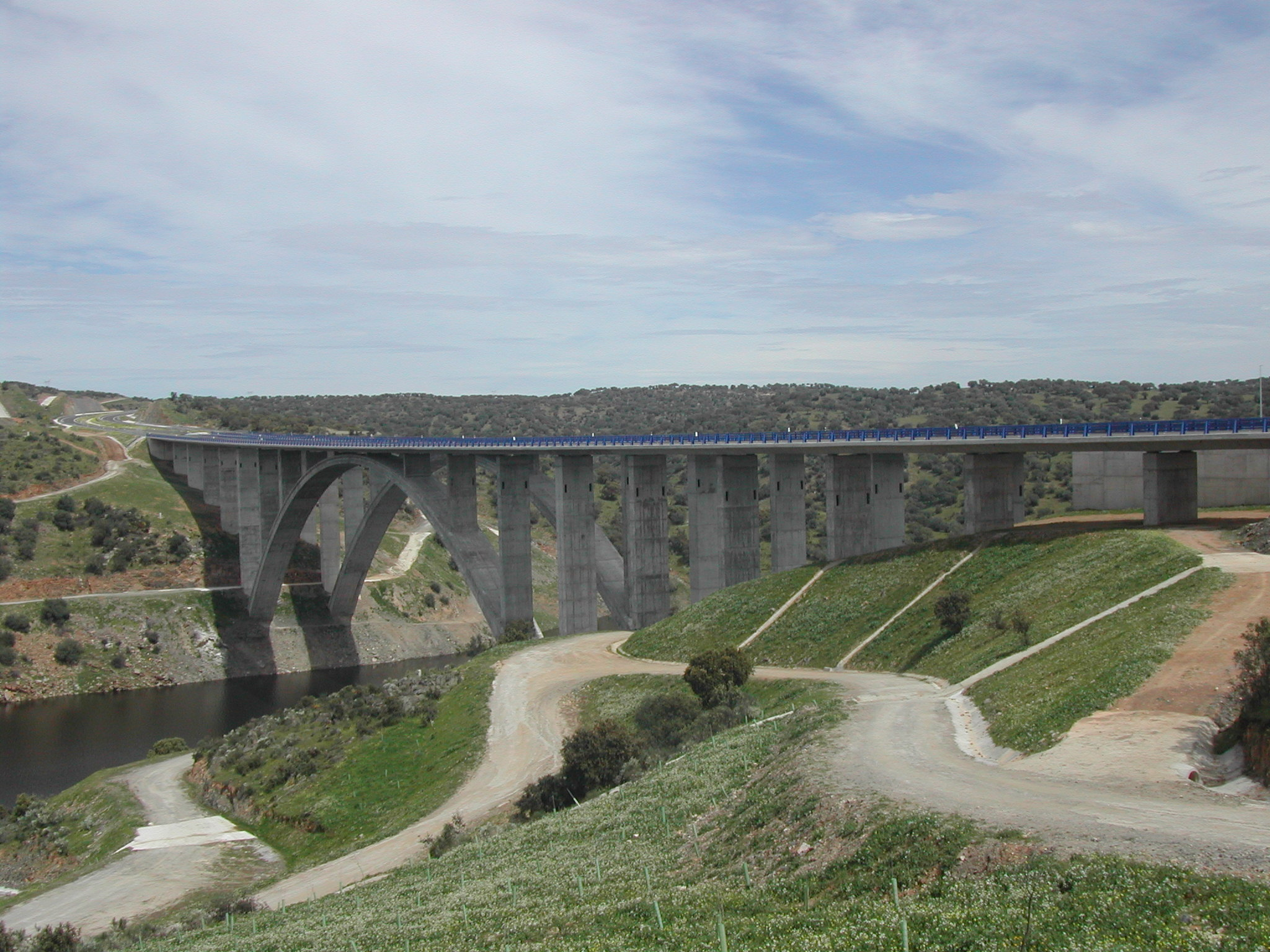
Puente de la autovía A-66 sobre el río Almonte, marcando el río el límite municipal con Santiago del Campo

El municipio de Cáceres forma parte del espacio natural de los Llanos de Cáceres, clasificado como ZEPA en 1989. Estos llanos son una penillanura situada entre la sierra de San Pedro y la sierra de Montánchez.
Los principales ríos y arroyos del municipio son afluentes del Tajo, del Guadiana o de afluentes suyos. El río Almonte, afluente del Tajo, marca el límite norte del término y su afluente el río Tamuja marca el límite este. El río Guadiloba es un afluente del Almonte cuyo trayecto pasa únicamente por el término municipal de Cáceres, al este de la ciudad. Al sur de la ciudad, por el centro del término, pasa el río Salor, otro afluente del Tajo. El río Salor pasa junto a Valdesalor y su afluente el río Casillas pasa por Estación Arroyo-Malpartida. Al sur de la sierra de San Pedro nacen arroyos cuyas aguas van a desembocar en el río Guadiana. Aunque por la ciudad de Cáceres no pasa río alguno, los cacereños solían coger agua antiguamente de fuentes de la Ribera del Marco y del arroyo de Aguas Vivas. En esos arroyos se conservan aún fuentes como la Fuente del Rey, la Fuente Fría, la Fuente Concejo, la Fuente Rocha, la Fuente de Aguas Vivas, la Fuente Hinche y la Fuente Bárbara.

### Fauna

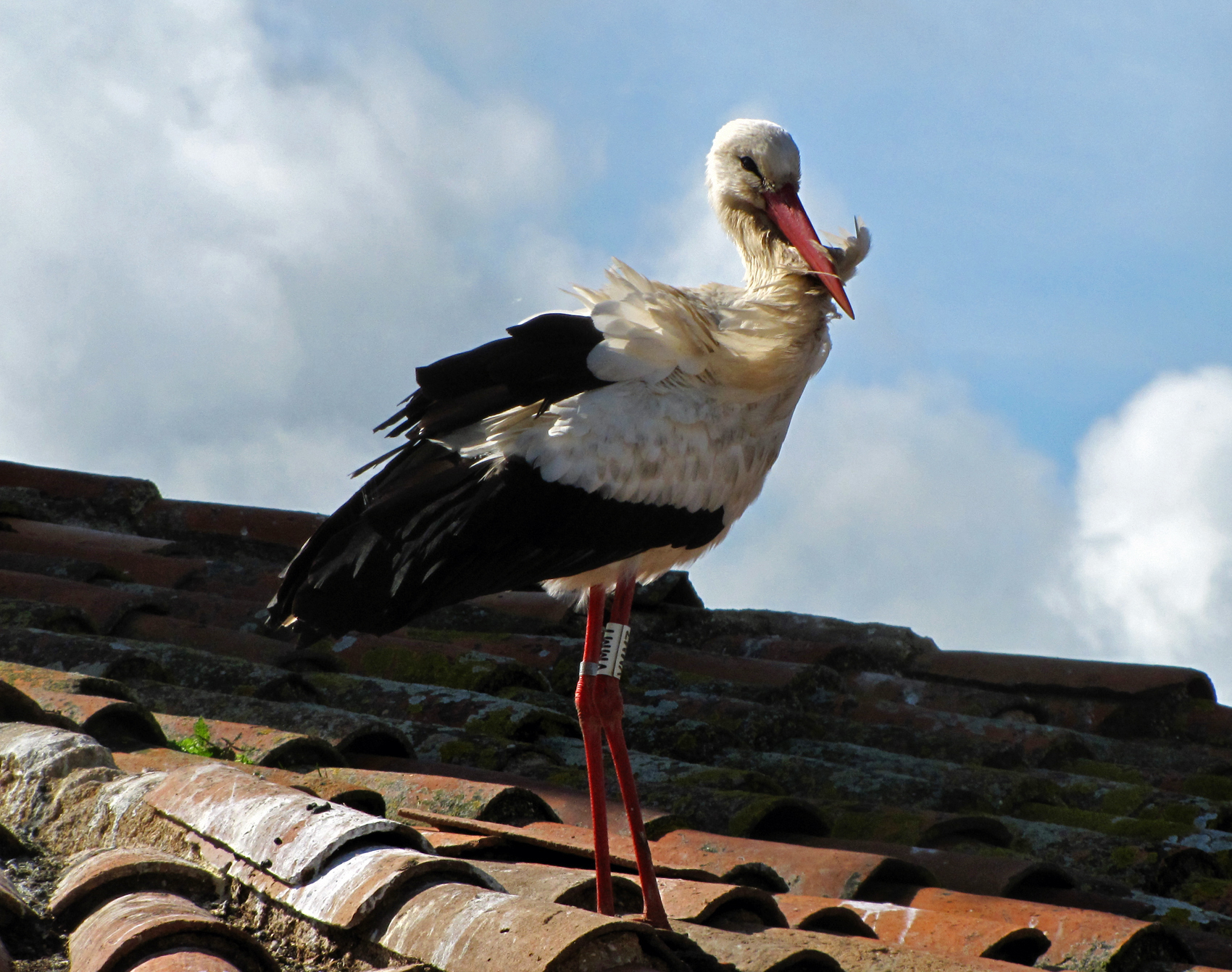
Cigüeña posada en un tejado

El casco urbano de Cáceres está poblado por numerosas especies de aves que anidan en las torres de los edificios. Cada año se celebra el Festival de las Aves Ciudad de Cáceres, que incluye paseos teatralizados por el casco histórico, observatorios ornitológicos, exposiciones, talleres medioambientales y actividades infantiles. Además, en el marco de este festival se celebra el Maratón Fotográfico Cáceres Ciudad de las Aves.

### Zonas protegidas
El término municipal de Cáceres incluye ocho zonas de especial protección para las aves (ZEPA), algunas de ellas dentro de su casco urbano, algo poco habitual.

## Historia

### Prehistoria

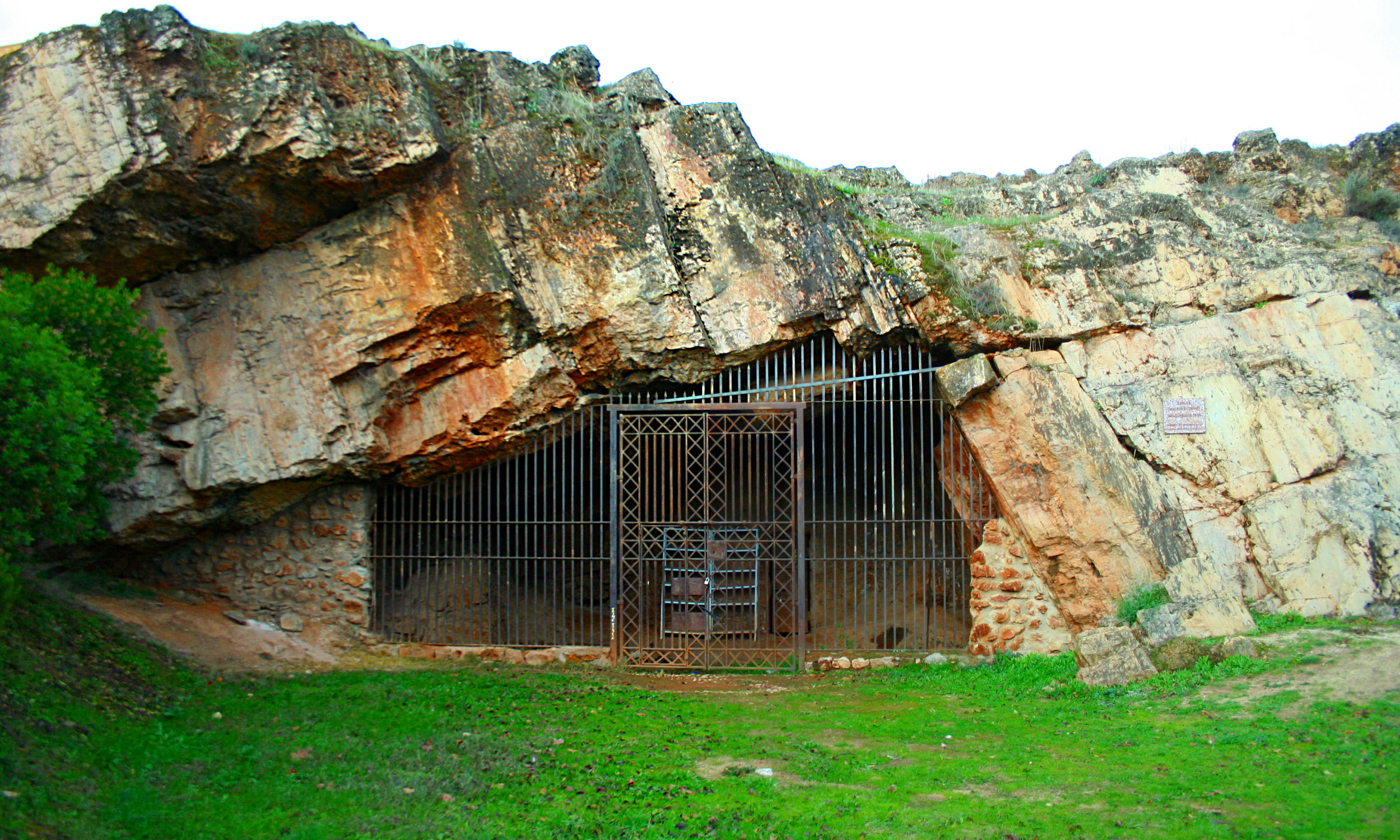
Cueva de Maltravieso

La primera presencia humana en el territorio de lo que es hoy en día Cáceres se remonta a la Prehistoria. En la zona del Calerizo existen varias cuevas, como la cueva de Santa Ana, que posee la presencia humana más antigua de Extremadura, en torno a un millón de años de antigüedad, la Cueva de El Conejar y Maltravieso (descubierta en 1956 por el académico y cronista oficial de Cáceres Carlos Callejo) donde se han encontrado vestigios pictóricos de manos humanas, con la particularidad de que tienen el dedo meñique oculto bajo una capa de pintura (en el pasado se pensaba que se trataba de amputaciones). La datación de estas pinturas comprende varias etapas del Paleolítico Superior. En la cercana cueva de El Conejar se han hallado algunas cerámicas y utensilios líticos que datan la ocupación de la cueva en el Neolítico Antiguo (VI-V milenio a. C.), tampoco hay que descartar la posibilidad de que fuera ocupada durante el Epipaleolítico. Posteriormente algunos cráneos trepanados y cerámicas decoradas apuntan a que la cueva de Maltravieso fue también ocupada durante la Edad del Bronce.

### Dominio romano

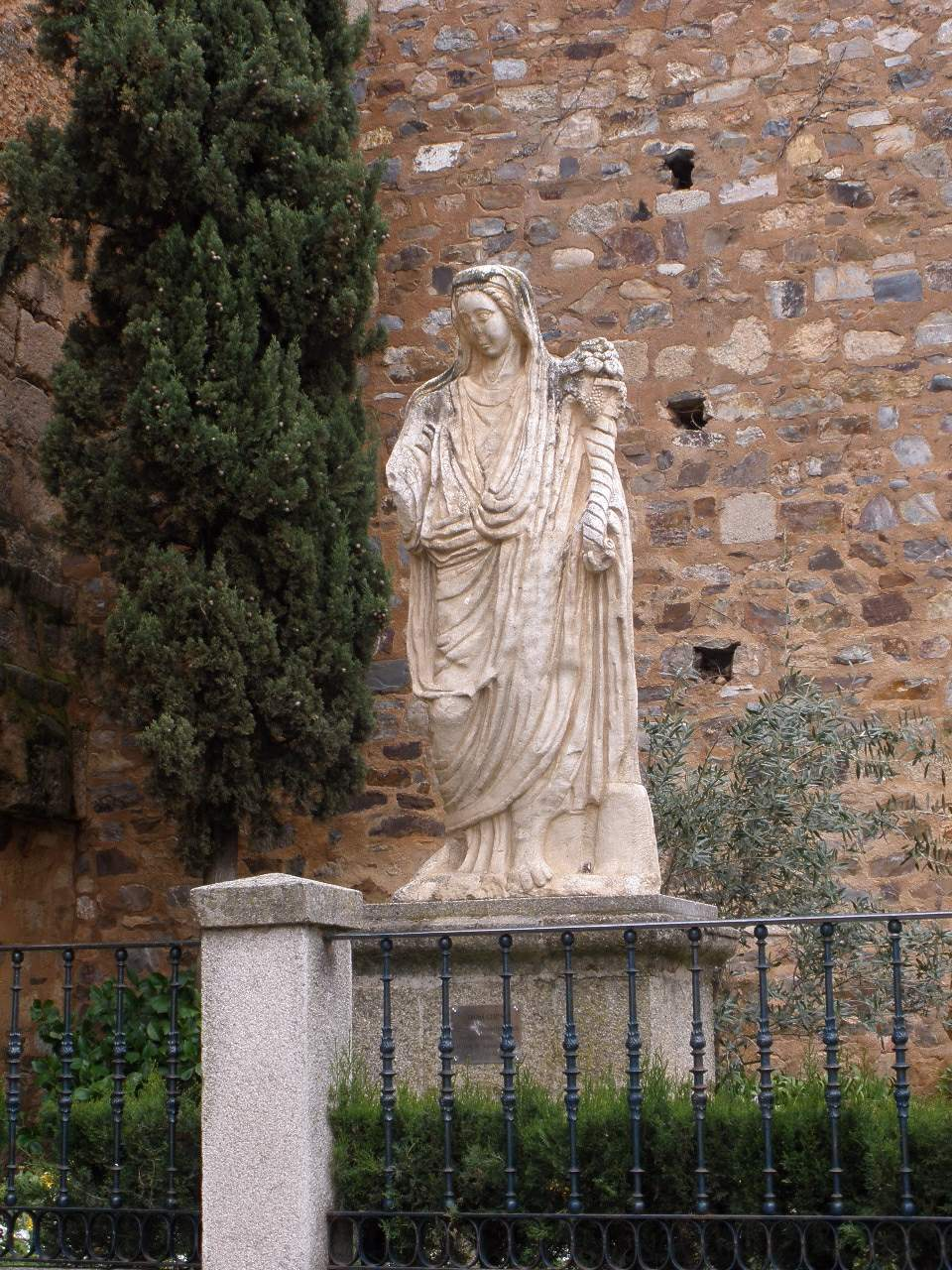
El Genio Andrógino, una estatua romana situada en el Foro de los Balbos en Cáceres

Sin embargo, fue en el siglo I a. C. cuando los romanos se asentaron en campamentos (Castra Cecilia y Castra Servilia) de manera permanente en el entorno de la colina en la que estaría la colonia Norba Caesarina junto a la importante vía de comunicaciones que después se conocería como Vía de la Plata.
A 2 km hacia el suroeste se encuentra el antiguo municipio de Aldea Moret, actualmente barriada del mismo nombre integrada dentro de la ciudad, alrededor del cual pueden contemplarse dos yacimientos arqueológicos romanos: Cuarto Roble y El Junquillo. La Vía de la Plata, señalizada, puede recorrerse al sur de la ciudad: un tramo discurre no lejos del Centro de Formación de Tropa Santa Ana en dirección sur; hay un tramo excavado en Valdesalor, en donde la calzada cruza el río Salor mediante un puente medieval, recientemente restaurado, que ocupa el lugar de un antiguo puente romano ya perdido.

### Edad Media

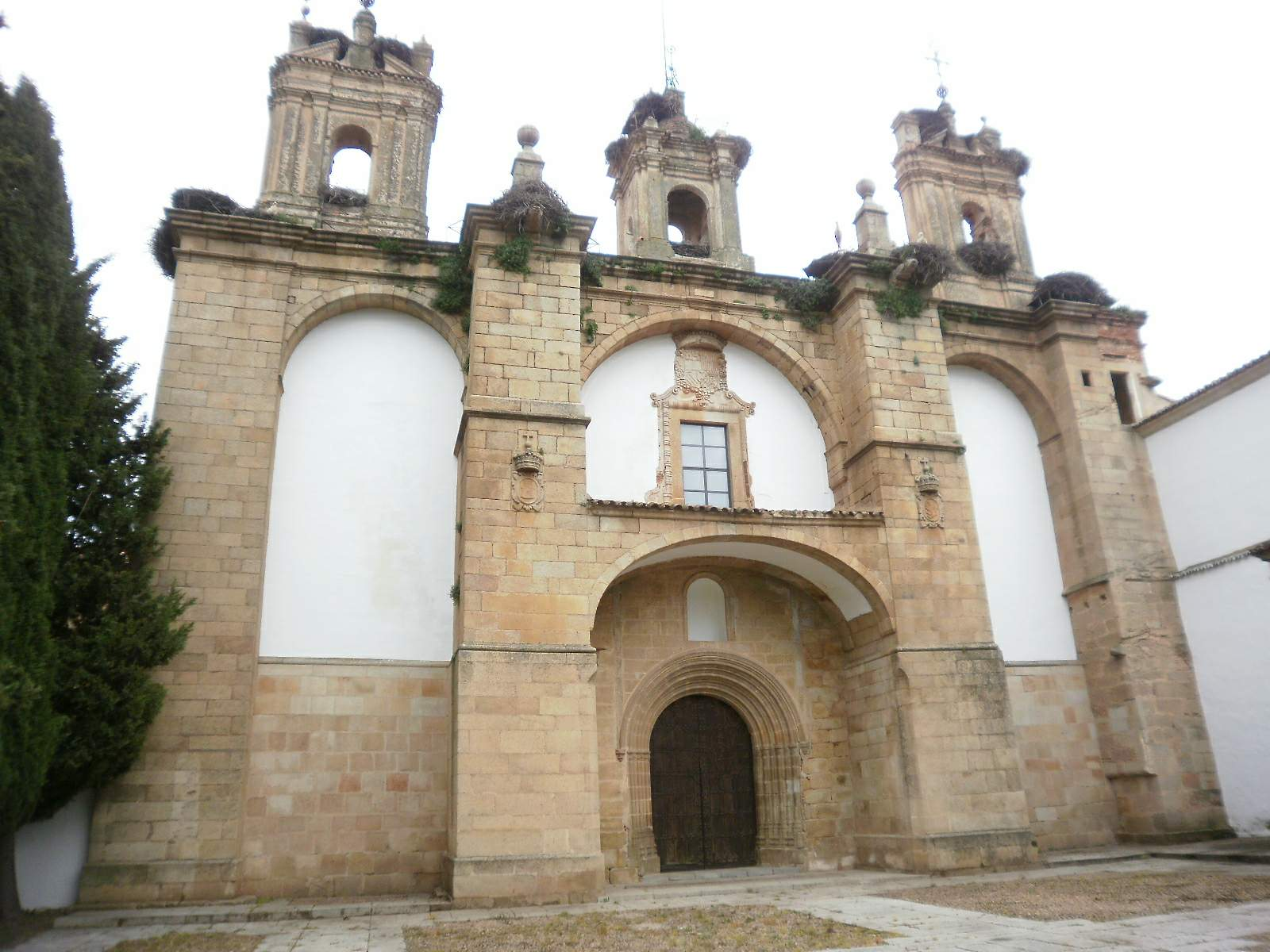
Monasterio de San Francisco el Real, hoy integrado en el casco urbano pero originalmente construido fuera de la villa en el

En torno al siglo V, los visigodos arrasaron el asentamiento romano y hasta el siglo VIII-IX no se volvió a oír hablar de la ciudad.
Fueron los musulmanes, procedentes del norte de África, los que aprovecharon el lugar estratégico sobre el cual se asentó la primitiva colonia romana como base militar para hacer frente a los reinos cristianos del norte, durante los primeros siglos de la Reconquista. Así, en el año 1147 Abd al-Mumin refundó la ciudad sobre los restos hispanorromanos y visigodos. Del árabe proviene el nombre actual de Vía de la Plata, denominación de la calzada romana que unía Astorga con Mérida (del árabe balata, calzada, de donde derivó la palabra «plata»).
La Reconquista cristiana de Cáceres se produjo en 1229 y fue el resultado de un largo proceso que tuvo lugar desde la segunda mitad del siglo XII a principios del siglo XIII. Durante este período, iniciado en 1142 con la conquista de Coria, el río Tajo marcaba una frontera inestable entre cristianos al norte y musulmanes al sur. El reino de Castilla ignoró en parte las posibilidades de conquistar esta zona y los intentos de incorporación de Cáceres vinieron del reino de Portugal y del reino de León, que querían ampliar su anchura en su expansión meridional. El portugués Geraldo Sempavor conquistó Cáceres a mediados del siglo XII en una campaña iniciada en 1165 que alcanzó todo el centro de la actual Extremadura, pero una alianza entre Fernando II de León y los almohades dio a los leoneses el control de la localidad en 1170.
Los almohades realizaron una expedición en 1174 en la cual consiguieron recuperar el control de Cáceres. Salvo un intento de asedio en 1183, los leoneses no volvieron a acercarse a la localidad musulmana hasta el siglo XIII. Tras la batalla de las Navas de Tolosa en 1212, se produjo la conquista de Alcántara en 1213, tras lo cual los cristianos asediaron Cáceres en 1218, 1222, 1223 y 1225, produciéndose la Reconquista definitiva el 23 de abril de 1229. Aunque la conquista fue liderada por Alfonso IX de León, su fallecimiento en 1230 dio lugar a que Cáceres, como parte del Reino de León, pasase a formar parte de la Corona de Castilla y León.

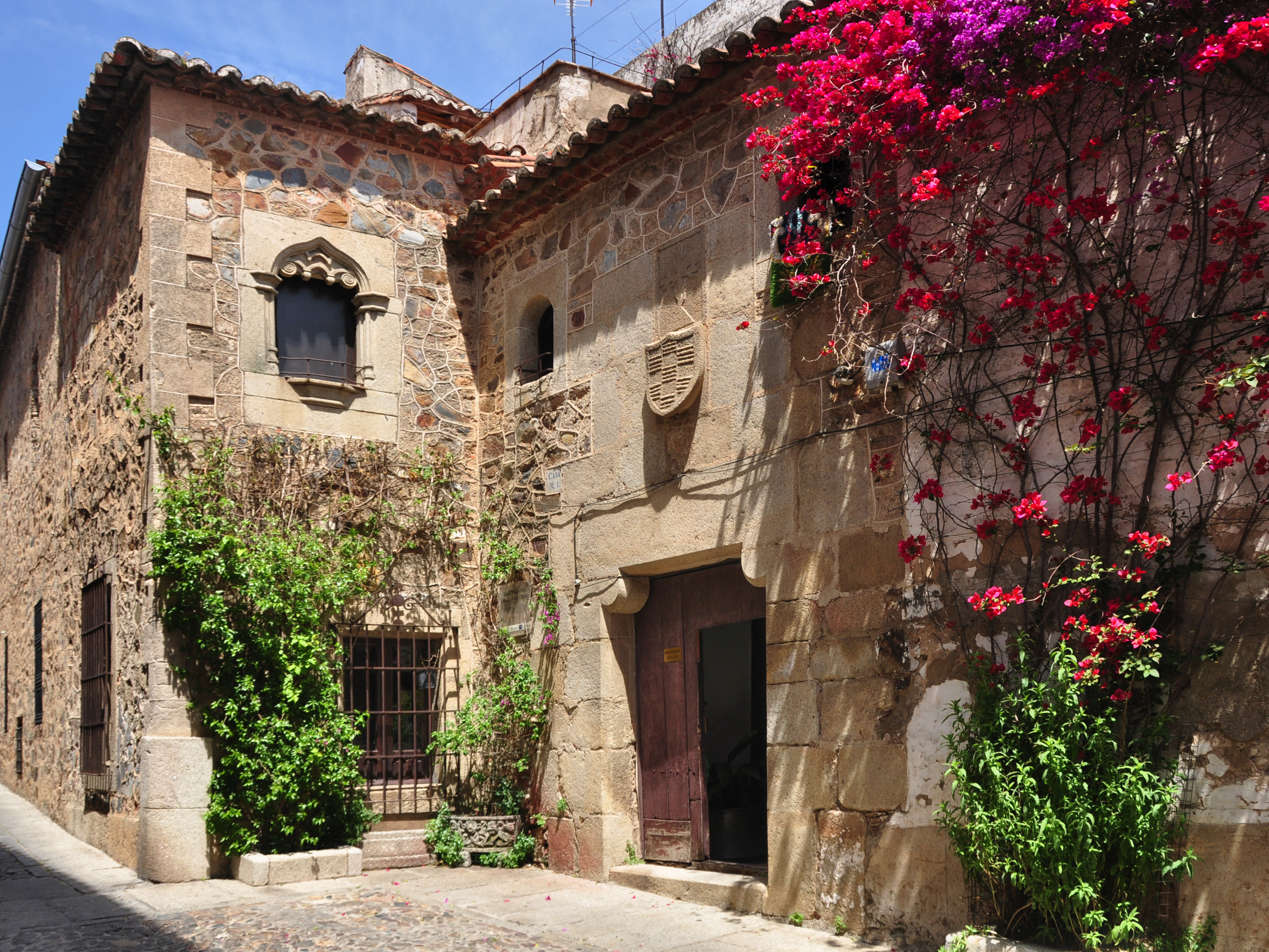
Hospital de los Caballeros, en el casco viejo de Cáceres

Los fueros de la villa reconquistada fueron otorgados por Alfonso IX y configuraron a Cáceres como una villa de realengo directamente dependiente de la Corona leonesa y sin más gobierno local que un concejo propio. A través de este fuero, la Corona se reservaba una notable porción de tierra entre las de la Orden de Santiago y las de la Orden de Alcántara. La prohibición de propiedades señoriales recogida en este fuero impidió la formación de una nobleza fuerte, quedando la villa dirigida por una mesocracia de caballeros agrícolas.
En el siglo XV, la ciudad padeció las disputas internas de la nobleza. Los Reyes Católicos dictaron varias ordenanzas y provisiones para intentar pacificar a los nobles locales; la más destacada fue la que dictó Isabel I en 1477, durante su estancia en la villa con motivo de la guerra de sucesión castellana, ya que en dicha ordenanza se estableció que los doce regidores del concejo pasarían a ser perpetuos.

### Edad Moderna

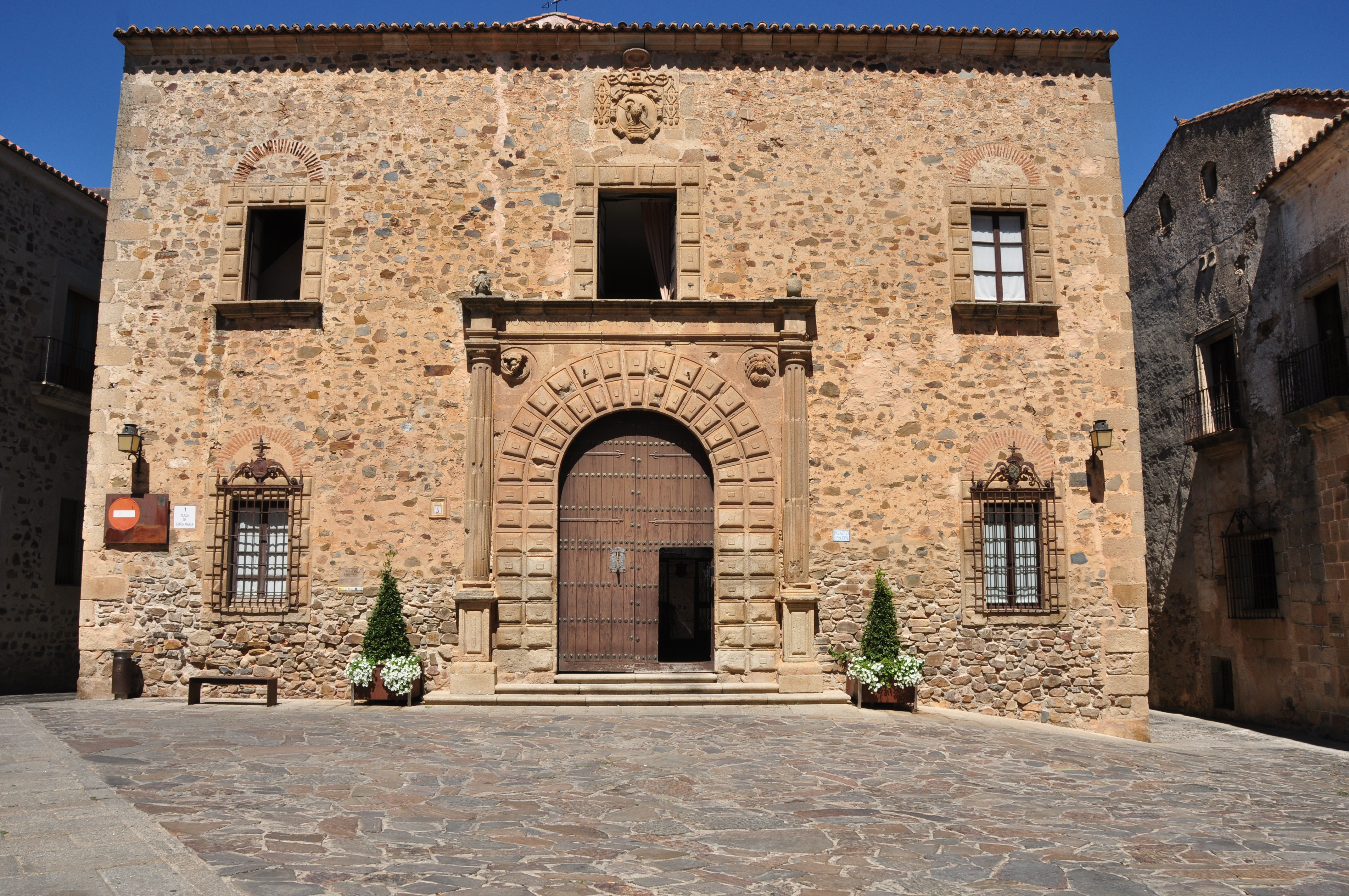
Palacio Episcopal de Cáceres

Durante la guerra de las Comunidades de Castilla llegó a unirse a las filas rebeldes. El 15 de abril de 1522 el monarca concedió la amnistía a la ciudad, a excepción de los comuneros más comprometidos.
En 1653 la villa de Cáceres adquirió, junto con otras cinco localidades de la actual comunidad autónoma, un voto conjunto en las Cortes de Castilla, dando lugar con la compra del voto a la provincia de Extremadura, que en 1822 se dividiría en las de Cáceres y Badajoz. Cáceres estuvo representada en las Cortes de Madrid de 1660-1664 como parte de dicho voto conjunto.
Hasta el siglo XVIII, Cáceres no era sino una villa más de entre las muchas que existían en Extremadura. En el Catastro de Ensenada realizado en Cáceres en 1753 se indica que en la propia localidad solamente vivían 1698 familias. Sin embargo, en la segunda mitad del siglo XVIII se empezó a producir un crecimiento en la localidad motivado por la llegada de pobladores foráneos tanto temporales como permanentes, cuya presencia dio lugar a la formación de una burguesía local hasta entonces inexistente por el carácter rural de la población. A partir de mediados de siglo XVIII, ganaderos del centro de la península, muchos de ellos de la sierra de Cameros, comenzaron a asentarse en tierras extremeñas huyendo de la crisis que sufría la trashumancia. También se asentaron aquí destacados comerciantes textiles procedentes de Cameros y Cataluña.

### Edad Contemporánea
Evolución de villa a ciudad

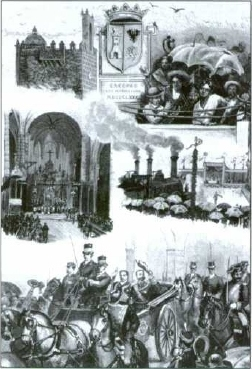
Ilustraciones de la inauguración de la línea férrea entre Madrid y Portugal, que tuvo lugar en Cáceres en 1881

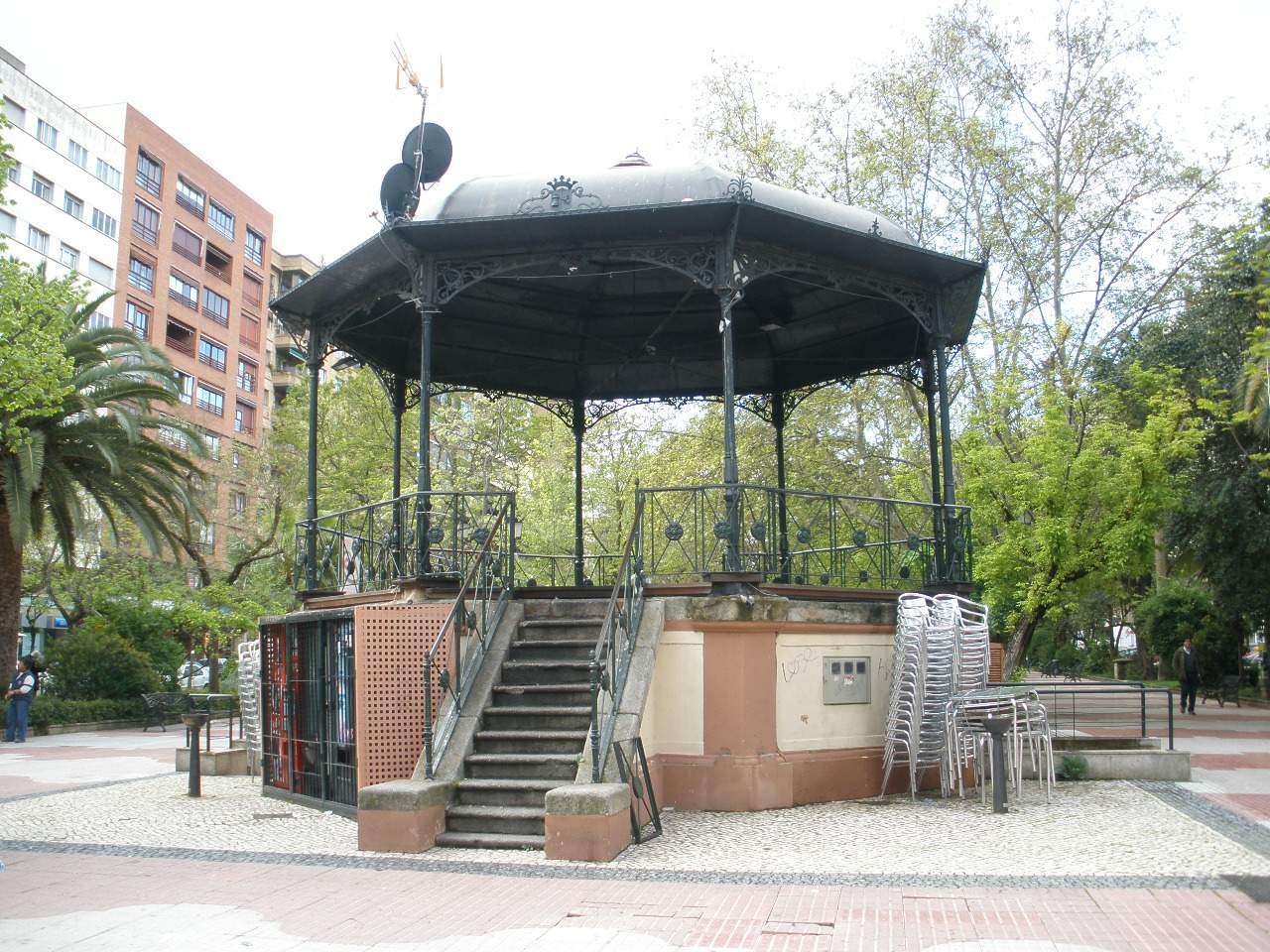
Templete de música en el centro del paseo de Cánovas, de 1887

En 1790 se produjo un hecho decisivo en la historia de Cáceres que hizo que con el tiempo pasara de ser una simple villa a una ciudad con importancia regional: Carlos IV estableció aquí la sede de la Real Audiencia de Extremadura, el máximo órgano judicial de la región. Debido a ello, comenzaron a establecerse en la villa numerosos funcionarios y profesionales procedentes de muy diversos lugares de España, que hicieron crecer el peso de la burguesía local. A principios del siglo XIX, se podían distinguir ya barrios de comerciantes en el casco antiguo de Extramuros, ubicándose sus casas en la plaza Mayor y en varias vías de sus inmediaciones como Barrionuevo, Empedrada, Parras, Pintores y Santo Domingo.
El poder judicial no fue el único sector público que aportó carácter urbano en aquella época: la defectuosa división en provincias de la Corona de Castilla provocó que muchos ilustrados reclamaran la división de Extremadura en dos provincias, lo cual benefició a Cáceres al establecerse como capital provincial. En 1810, los afrancesados intentaron crear durante la Guerra Peninsular la prefectura de Cáceres, con límites parecidos a los de la actual provincia. Diez años más tarde y durante el Trienio Liberal, en 1822 fue creada la provincia de Cáceres con capital en esta villa. Sus límites fueron muy parecidos a los actuales, aunque no incluían ni Las Hurdes ni la zona de Miajadas ni la de Guadalupe, que se añadieron en la reforma de 1834.
A lo largo del siglo XIX, el surgimiento de la capitalidad impulsó varios proyectos que consolidaron el carácter urbano. En 1846 se inauguró la plaza de toros de Cáceres, considerada una de las de mejor calidad del país en su época y que atrajo numerosos aficionados en una época en la que no existía todavía el turismo que hoy conoce el centro de la ciudad. En 1864 se descubrió en las proximidades un importante yacimiento de fosfatos y para dar cobijo a los mineros que trabajarían en su extracción se creó el poblado de Aldea Moret. El 8 de octubre de 1881 se inauguró la primera estación de ferrocarril, por el rey Alfonso XIl. Durante el discurso de inauguración, Alfonso XII tuvo un lapsus a la hora de pronunciar unas palabras, en las que elogió a la ciudad de Cáceres. Rápidamente fue advertido de su error, ya que Cáceres no era ciudad sino villa, a lo que el monarca replicó:
«Pues desde hoy es ciudad»
De esta forma, el monarca se ratificó sus palabras y Cáceres fue elevada a rango de ciudad por el rey Alfonso XII el 9 de febrero de 1882.
Durante toda la segunda mitad del siglo XIX, la población municipal se mantuvo estable en torno a los quince mil habitantes, el triple de población que había en el siglo anterior pero todavía lejos del gran crecimiento que se produjo en el siglo XX.
La construcción de la primera estación de ferrocarril, situada en la actual avenida Isabel de Moctezuma, supuso un problema urbanístico para la recién nombrada ciudad, ya que el casco urbano no se había extendido mucho más allá del casco antiguo de la villa. Para ello, se decidió construir el paseo de Cánovas, que se inauguró en 1895 como conexión entre el extremo meridional de la ciudad, situado entonces en la calle San Antón, y la estación ferroviaria. El paseo de Cánovas se convirtió en el eje vertebrador del ensanche de la ciudad, pues en torno al mismo surgió la avenida de España, donde en el siglo XX comenzaron a construirse chalés que con el tiempo darían lugar a los bloques de pisos que hoy forman el núcleo urbano más céntrico de Cáceres.
Guerra Civil

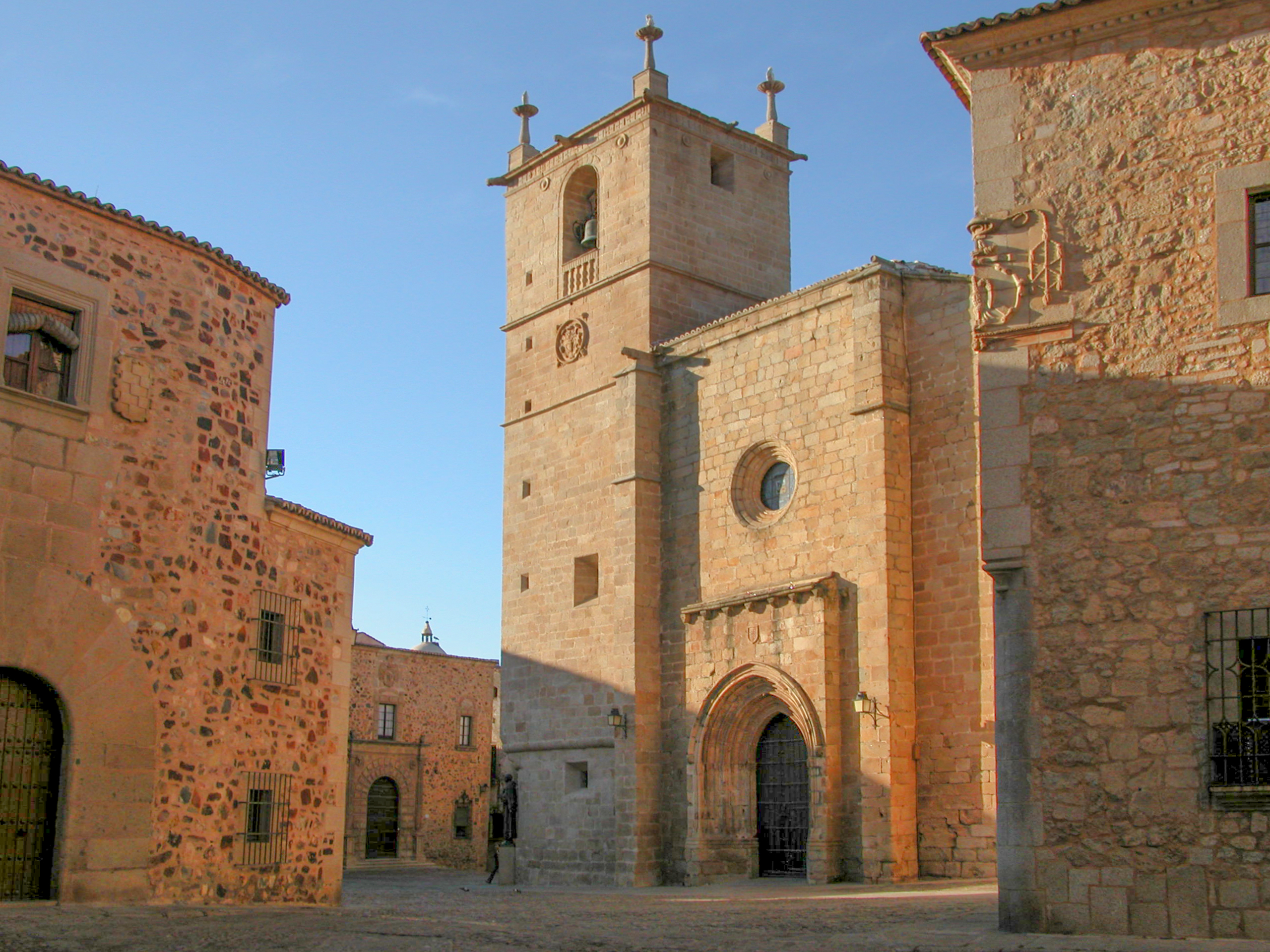
En el, la Diócesis de Coria pasó a llamarse Diócesis de Coria-Cáceres, por lo que la iglesia de Santa María fue elevada a concatedral

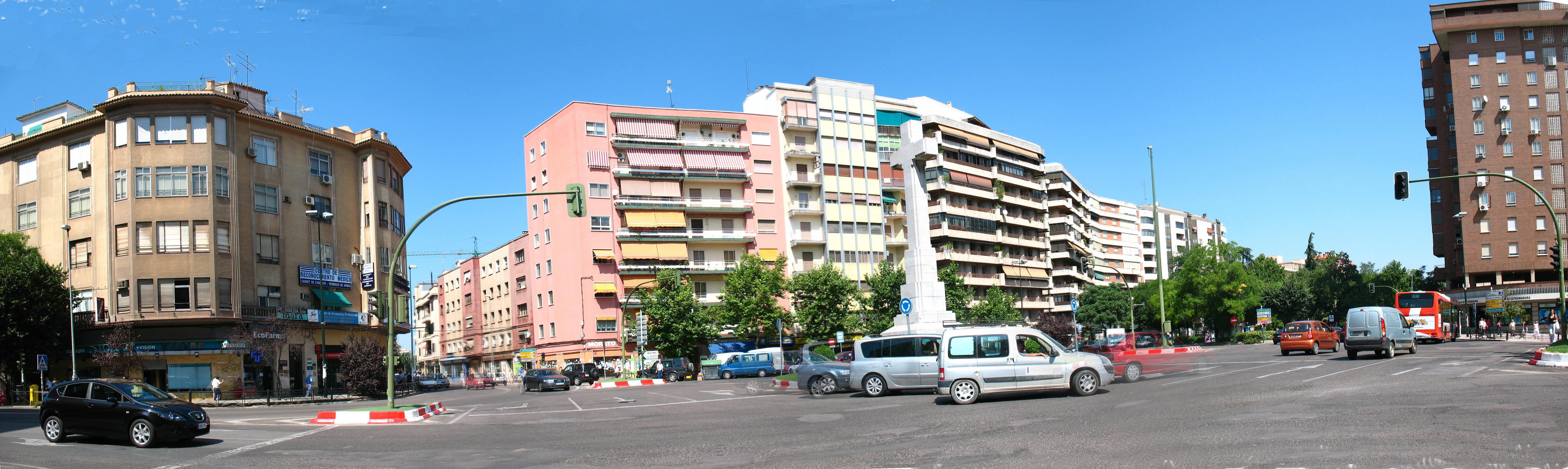
Plaza de América, confluencia de las principales calles del centro urbano

En la guerra civil española, las fuerzas militares de Cáceres apoyaron el golpe de Estado de 1936. Cuando las fuerzas sublevadas liberaron al falangista Luna, aquel movilizó en la ciudad a unos mil simpatizantes, y comenzó a dictar órdenes para ocupar los principales pueblos de los alrededores, así como la toma de los principales puntos estratégicos como son las líneas fronterizas con Portugal o el paso de puertos y puentes. La represión por parte de los franquistas comenzó de inmediato, siendo asesinados, entre otros, el director de Unión y Trabajo, Pedro Montero Rubio, y el alcalde de Cáceres Antonio Canales González, llegando a totalizar más de 600 personas fusiladas, unas 220 durante las navidades de 1937. El gobernador y el alcalde constitucionales fueron encarcelados y sustituidos por militares; el primero, Ignacio Mateos Guija, vio asesinados a tiros por falangistas y tirados al río Tajo a cuatro familiares, y confiscado ilegalmente el negocio regentado por su padre.
En el cuartel de Cáceres también fue impartida la formación militar básica a 700 voluntarios de la Brigada Irlandesa, integrada como la XV Bandera Irlandesa del Tercio la Legión Española.
Falso: Con la fuerza de la Brigada Irlandesa era la unidad más grande en la Legión Extranjera Española. Bajo el mando del Sargento Lee en agosto de 1936, después de la batalla de Badajoz, de acuerdo con informes de testigos oculares, soldados republicanos fueron liquidados por la Brigada Irlandesa, en cooperación con la Guardia Civil.(No lo quito ya que prefiero que ustedes puedan tener criterio a la hora de informarse y leer los artículos que hacen referencia a los testimonios publicados en inglés (índice [89]) donde dicen q los irlandeses se escandalizaban por los fusilamientos, la interpretación del autor de ese texto es errónea. De este hecho y del paso de los irlandeses por Cáceres se puede leer el estudio publicado en la Revista de Estudios Extremeños en 2020, (índice [88]) Otro error: Los irlandeses no aparecieron por Cáceres hasta noviembre de 1936 de la mano del General O'Duffy. PD: tengan precaución con lo que leen, es posible que les quieran manipular.
La sublevación en Cáceres facilitó el avance franquista por las carreteras de Mérida y Badajoz. El 26 de agosto de 1936, el general Francisco Franco llegó a Cáceres, donde estableció su cuartel general antes de iniciar el avance sobre Madrid. Allí recibió a su mujer Carmen y a su hija, a las que no veía desde el día del golpe de Estado militar. Entre los días 8 y 10 de octubre de 1936, y con motivo de la solicitud de ayuda militar de Franco a Hitler, llegaron los primeros carros de combate modelo Panzer I a los castillos de las Arguijuelas de Abajo y de Arriba, que habían arribado a Sevilla en barco. Durante bastantes meses se estableció en los castillos una academia de formación de conductores de vehículos blindados, dirigidos por el coronel alemán Wilhelm von Thoma. Posteriormente la academia de formación fue trasladada a Cubas de la Sagra, en la provincia de Madrid y su material militar intervino en combates en las proximidades de los frentes de Madrid. También tuvo importantes movimientos aéreos el aeródromo de Cáceres, desde el que partían los aparatos que atacaban a las fuerzas republicanas y de la Legión Cóndor.
Una de las pocas reacciones de las fuerzas republicanas fue el bombardeo de la ciudad el 23 de julio de 1937. Aquel día cinco bimotores Túpolev soviéticos al mando del teniente coronel Jaume Mata Romeu, de las Fuerzas Aéreas de la República Española que habían despegado del aeródromo de Los Llanos de Albacete, arrojaron 18 bombas, las cuales afectaron a diversas construcciones (como el palacio del Mayorazgo, el mercado de abastos, Santa María, las traseras del cuartel de la Guardia Civil, el ayuntamiento y las calles Nido y Sancti Espíritu), causando 35 muertos y numerosos heridos.
Historia reciente

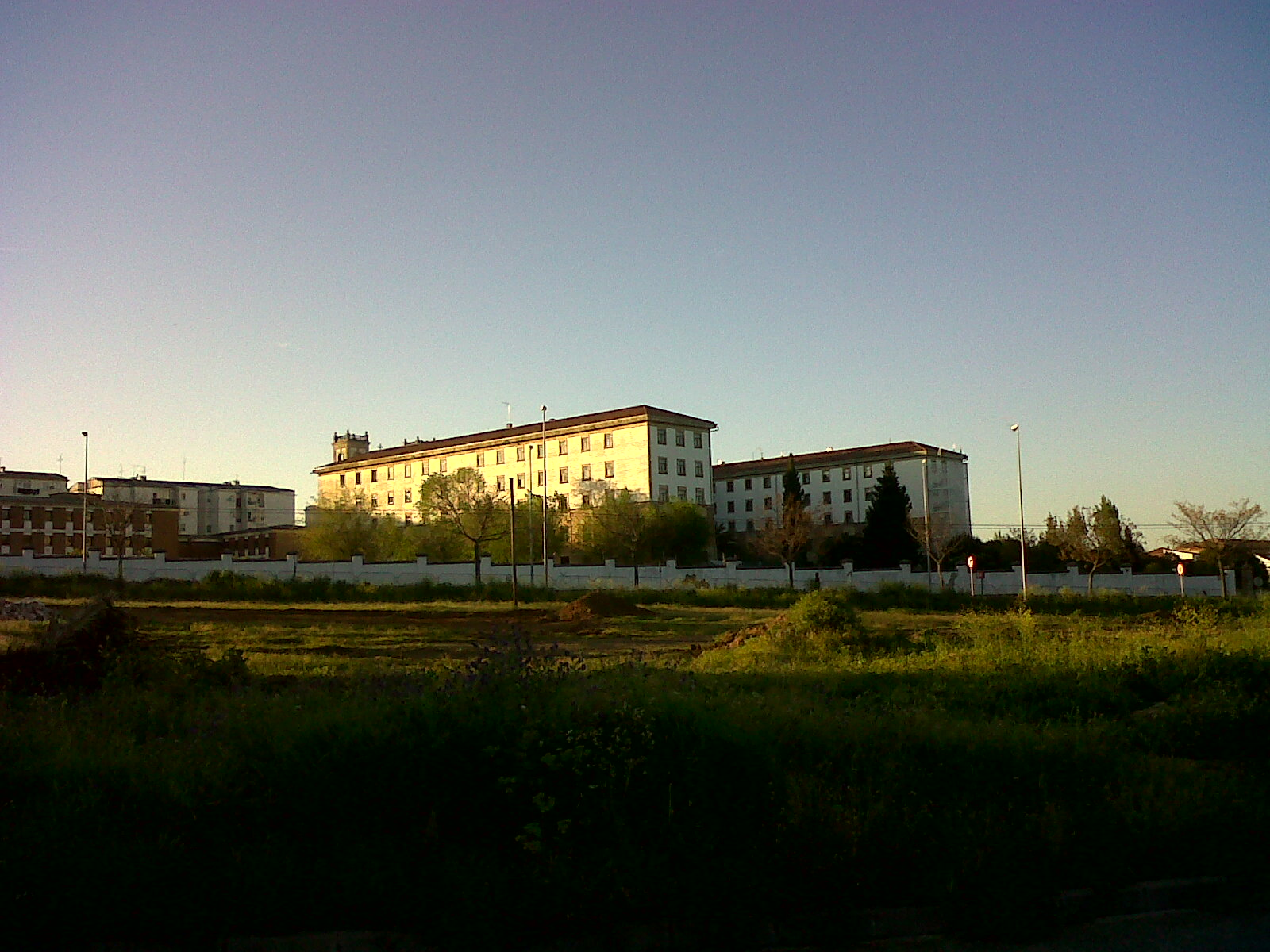
El actual seminario diocesano, ejemplo de edificio construido a mediados del

Para superar los estragos provocados por la Guerra Civil, tanto durante la dictadura franquista como durante los primeros años del posterior período democrático se llevaron a cabo en la ciudad una serie de iniciativas con las cuales logró aumentar notablemente su población, superando los 40 000 habitantes en la década de 1940 y los 80 000 en la de 1980. En 1957, Manuel Llopis Ivorra, obispo de la diócesis de Coria, consiguió que Cáceres compartiera capitalidad con Coria en la diócesis, llamándose esta desde entonces diócesis de Coria-Cáceres. Este obispo no limitó su obra al mero traslado de la sede, sino que planificó activamente el desarrollo urbano de la ciudad, creando nuevas parroquias en barrios cuyo crecimiento demográfico era previsible y promoviendo un barrio para familias pobres que hoy se conoce como Llopis Ivorra. Junto a este barrio se creó un gran complejo de instalaciones públicas conocido como El Rodeo, que desde sus inicios contó con una ciudad deportiva y un hospital. Entre los barrios de Llopis Ivorra, El Rodeo y Aldea Moret se fueron cubriendo los espacios hasta que el ensanche adoptó su forma definitiva, mientras que en la periferia se formaban los primeros polígonos industriales (el planificado de Las Capellanías y el desorganizado de Charca Musia) y se instalaban nuevos centros educativos como la Universidad Laboral y el CEFOT-1. Sin embargo, los hechos más decisivos fueron la creación de la Universidad de Extremadura en 1973, con sede en Cáceres y Badajoz, y el desarrollo del turismo, destacando en este último aspecto la concesión del título de Patrimonio de la Humanidad al casco antiguo de Intramuros en 1986.
En 2003 el Ayuntamiento de la ciudad presentó la candidatura de Cáceres a Ciudad Europea de la Cultura en 2016. Para la candidatura, la ciudad se ayudó de proyectos como de Intramuros a Europa y basó su candidatura en los vínculos con América y los cinco siglos de la ascensión al trono de Carlos I de España, que se retiró en los últimos años de su vida al monasterio de Yuste. En 2008 fue presentado el proyecto al Parlamento Europeo, pero el 30 de septiembre de 2010 se anunció que Cáceres no había pasado el corte de la primera fase para ser Capital Europea de la Cultura en 2016.

## Demografía

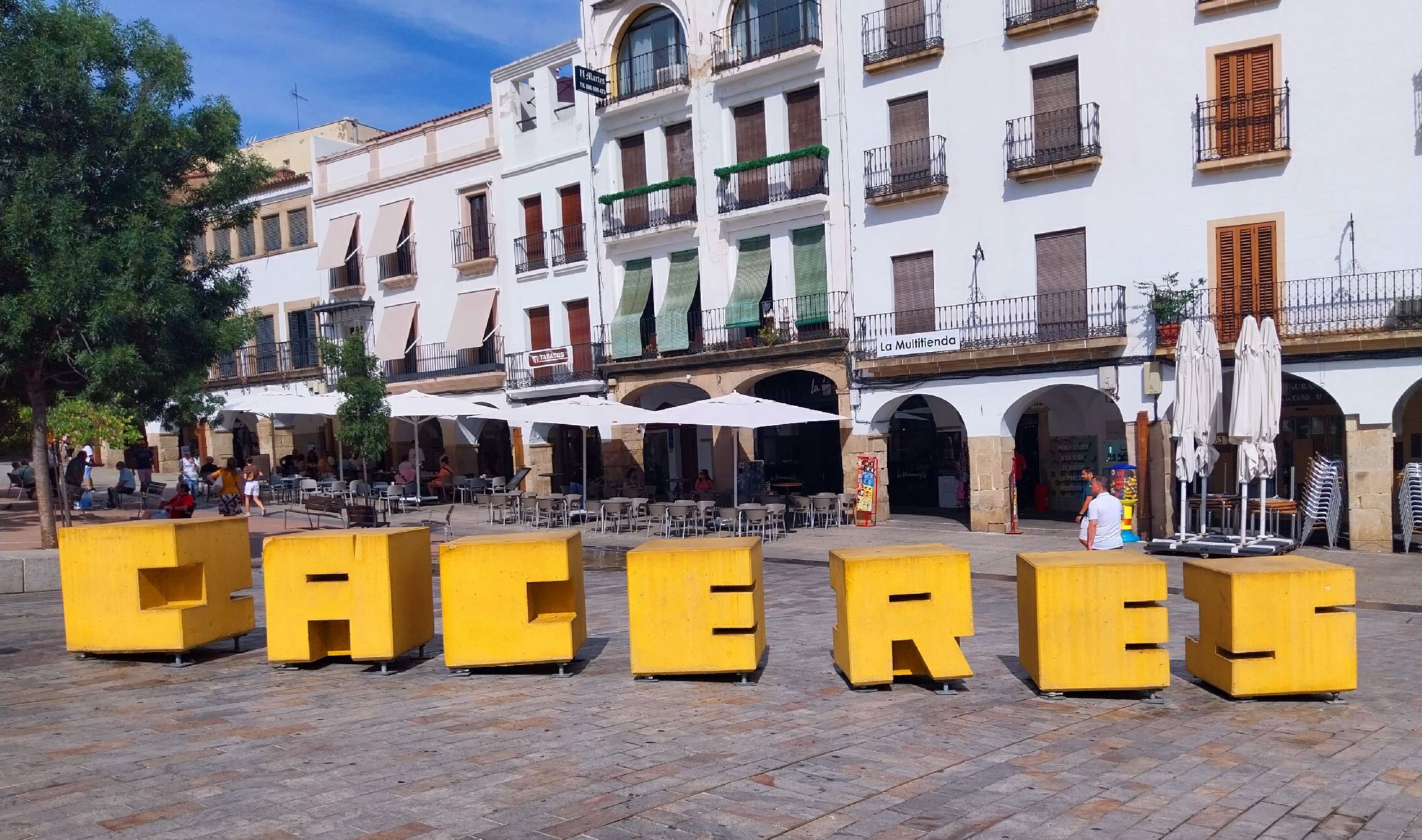
Letras 'Cáceres' en la plaza Mayor

Cáceres cuenta con una población de 96 441 habitantes (INE 2024) según el padrón municipal. Aparte de esta población residente, se estima que la ciudad cuenta con una población vinculada no residente, o población flotante, de unas 37 000 personas, la mayoría relacionadas con centros educativos como el Campus de Cáceres de la Universidad de Extremadura o el CEFOT-1 del Ejército de Tierra. La tasa de vinculación se situaba en el 139 % en el año 2011, en la media de las capitales de provincia españolas. En verano, la ciudad pierde parte de esta población flotante, y también se aprecia una menor afluencia de la población residente habitual, que acostumbra a pasar las vacaciones en lugares turísticos o en sus pueblos de origen.
| Gráfica de evolución demográfica de Cáceres entre 1842 y 2021                                                       |
| |
| Población de derecho según los censos de población del INE Población de hecho según los censos de población del INE |

#### Núcleos de población y barrios
Según el nomenclátor del Instituto Nacional de Estadística, en el término municipal de Cáceres hay cuatro núcleos de población reconocidos como tal: Cáceres, Estación Arroyo-Malpartida, Rincón de Ballesteros y Valdesalor, estando la población del municipio distribuida de la siguiente forma:
| Localidad                  | 2002   | 2005   | 2008   | 2011   | 2014   | 2017   | 2020   |
| -------------------------- | ------ | ------ | ------ | ------ | ------ | ------ | ------ |
| Cáceres (ciudad)           | 83 581 | 88 103 | 91 264 | 94 069 | 94 880 | 94 952 | 95 183 |
| Cáceres (diseminados)      | 90     | 135    | 145    | 201    | 215    | 238    | 341    |
| Estación Arroyo-Malpartida | 37     | 58     | 44     | 43     | 48     | 56     | 61     |
| Rincón de Ballesteros      | 164    | 158    | 137    | 132    | 133    | 125    | 109    |
| Valdesalor                 | 567    | 575    | 597    | 581    | 579    | 546    | 561    |
| Total                      | 84 439 | 89 029 | 92 187 | 95 026 | 95 855 | 95 917 | 96 255 |

La población de los distintos barrios de la ciudad es publicada por el ayuntamiento mediante informes anuales. Estos informes tienen un pequeño margen de error debido a varios factores, de manera que suelen dar lugar a datos de población ligeramente superiores a los que posteriormente publica el INE. Los datos oficiales y más fiables, según reconoce el propio ayuntamiento en sus informes, son los del INE. Según los datos del ayuntamiento, la población de los distritos en los últimos años ha sido la siguiente:
| Distrito                                                                                      | 2008   | 2009   | 2010   | 2011   | 2012   | 2013   | 2014   | 2015   | 2016   | 2017   |
| --------------------------------------------------------------------------------------------- | ------ | ------ | ------ | ------ | ------ | ------ | ------ | ------ | ------ | ------ |
| Norte                                                                                         | 11 874 | 13 293 | 14 513 | 15 553 | 16 616 | 17 106 | 17 720 | 18 018 | 18 366 | 18 710 |
| Centro-Casco Antiguo                                                                          | 44 739 | 43 977 | 43 597 | 42 808 | 42 518 | 41 699 | 40 932 | 40 699 | 40 320 | 39 966 |
| Oeste                                                                                         | 15 721 | 15 770 | 15 818 | 15 726 | 15 804 | 15 851 | 15 898 | 15 821 | 15 948 | 15 999 |
| Sur                                                                                           | 19 735 | 19 711 | 20 006 | 20 223 | 20 805 | 20 929 | 21 059 | 21 232 | 21 420 | 21 060 |
| Pedanías                                                                                      | 988    | 1073   | 1098   | 1044   | 1046   | 1078   | 920    | 942    | 953    | 949    |
| Total                                                                                         | 93 057 | 93 824 | 95 032 | 95 354 | 96 789 | 96 663 | 96 529 | 96 712 | 97 007 | 96 684 |
| Para la lista de barrios que abarca cada distrito, véase Anexo:Distritos y barrios de Cáceres |        |        |        |        |        |        |        |        |        |        |

## Administración y política

### Gobierno municipal
Sin perjuicio del autogobierno que pudo tener el lugar en periodos anteriores como el romano y el musulmán, la actual Cáceres consiguió su autonomía local en 1229, cuando Alfonso IX de León otorgó el fuero de Cáceres tras reconquistar el territorio. En su origen, el gobierno local estaba compuesto por los «doce hombres buenos», que representaban a los linajes más poderosos de la villa. En los primeros años tras la Reconquista, el concejo de la villa se reunía junto a la iglesia de Santa María, pero pronto se movió el lugar de reuniones al foro de los Balbos, donde se construyó una casa consistorial en 1554.
La actual casa consistorial del Ayuntamiento de Cáceres se construyó a mediados del siglo XIX, como consecuencia del estado ruinoso en el cual se hallaba el antiguo edificio construido en 1554. El edificio actual se sitúa en un lateral de la plaza Mayor, junto al lugar en el cual se hallaba el ayuntamiento antiguo, y fue inaugurado el 26 de noviembre de 1867.

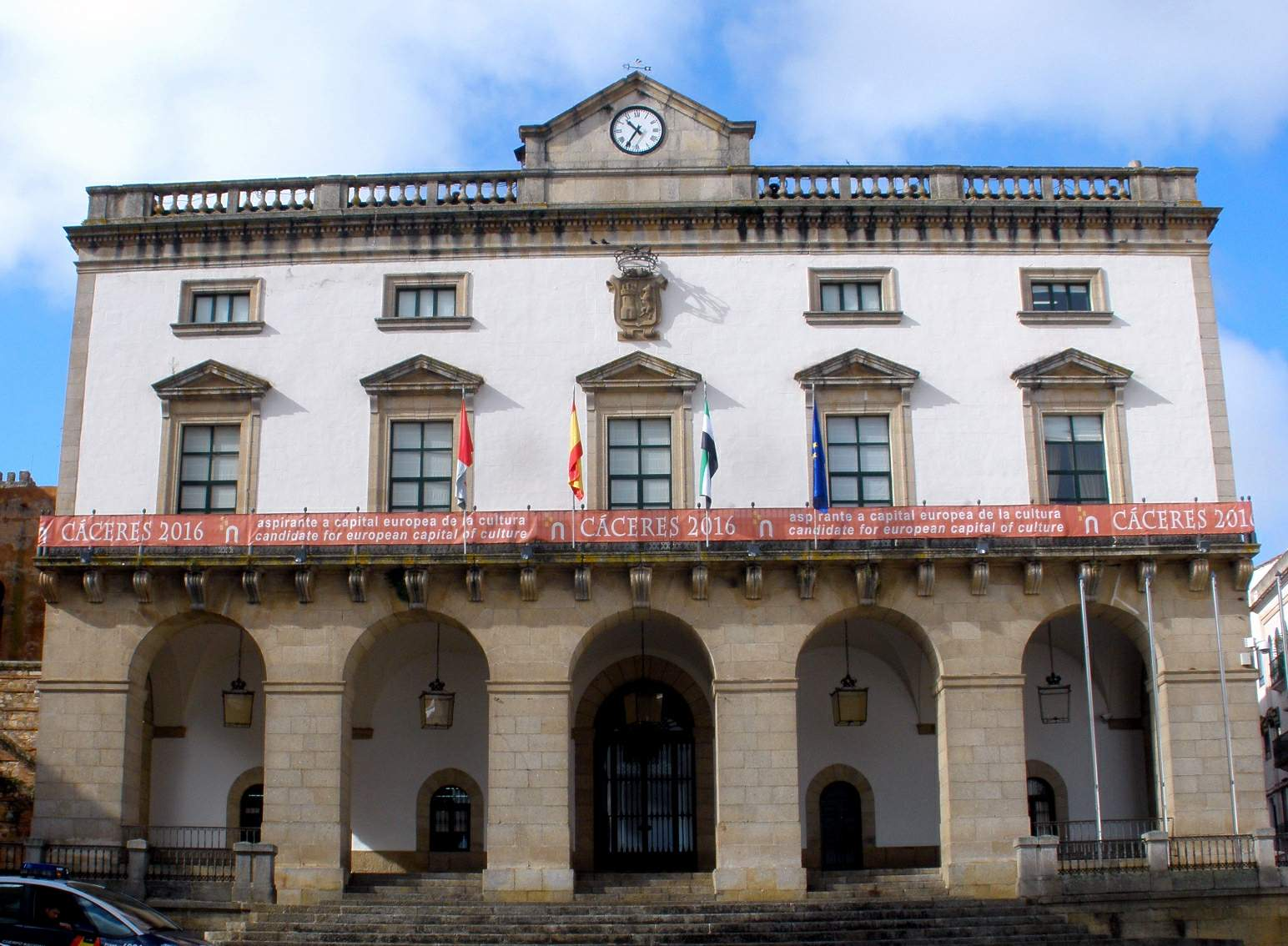
El Ayuntamiento de Cáceres, visto desde la plaza Mayor

| Periodo   | Nombre                        | Partido | Partido                                  |
| --------- | ----------------------------- | ------- | ---------------------------------------- |
| 1979-1980 | Luis González Cascos          |         | Unión de Centro Democrático (UCD)        |
| 1980-1983 | Manuel Domínguez Lucero       |         | Unión de Centro Democrático (UCD)        |
| 1983-1987 | Juan Iglesias Marcelo         |         | Partido Socialista Obrero Español (PSOE) |
| 1987-1995 | Carlos Sánchez Polo           |         | Partido Socialista Obrero Español (PSOE) |
| 1995-2007 | José María Saponi Mendo       |         | Partido Popular (PP)                     |
| 2007-2011 | Carmen Heras Pablo            |         | Partido Socialista Obrero Español (PSOE) |
| 2011-2019 | Elena Nevado del Campo        |         | Partido Popular (PP)                     |
| 2019-2023 | Luis Salaya Julián            |         | Partido Socialista Obrero Español (PSOE) |
| 2023-act. | Rafael Antonio Mateos Pizarro |         | Partido Popular (PP)                     |

| Partido político                         | 2023  | 2023   | 2023       | 2019  | 2019   | 2019       | 2015  | 2015   | 2015       | 2011  | 2011   | 2011       | 2007  | 2007   | 2007       |
| Partido político                         | %     | Votos  | Concejales | %     | Votos  | Concejales | %     | Votos  | Concejales | %     | Votos  | Concejales | %     | Votos  | Concejales |
| Partido Popular (PP)                     | 40,09 | 20 446 | 11         | 26,48 | 13 088 | 7          | 34,46 | 17 454 | 11         | 56,58 | 29 013 | 16         | 46,20 | 22 811 | 12         |
| Partido Socialista Obrero Español (PSOE) | 33,44 | 10 054 | 10         | 34,38 | 16 995 | 9          | 27,61 | 13 986 | 8          | 24,28 | 12 450 | 7          | 39,58 | 19 541 | 11         |
| Vox                                      | 9,10  | 4641   | 2          | 6,80  | 3362   | 1          | —     | —      | —          | —     | —      | —          | —     | —      | —          |
| Podemos-Izquierda Unida (IU)             | 6,69  | 3414   | 2          | 10,65 | 5266   | 3          | 3,80  | 1923   | 0          | 7,84  | 4022   | 2          | 5,40  | 2667   | 1          |
| Ciudadanos (CS)                          | 1,80  | 920    | 0          | 19,47 | 9623   | 5          | 13,93 | 7055   | 4          | —     | —      | —          | —     | —      | —          |
| Cáceres Eres Tú                          | —     | —      | —          | —     | —      | —          | 8,78  | 4448   | 2          | —     | —      | —          | —     | —      | —          |
| Foro Ciudadano de Cáceres (FCC)          | —     | —      | —          | —     | —      | —          | —     | —      | —          | 1,61  | 824    | 0          | 6,55  | 3236   | 1          |

#### Coordinación con los municipios vecinos
Según el diccionario de Madoz, en el Antiguo Régimen los actuales municipios de la zona estaban agrupados en la comunidad de villa y tierra de Cáceres, que en sus últimos años comprendía la villa de Cáceres y las aldeas de Aldea del Cano, Aliseda, Casar, Malpartida, Puebla de Obando, Sierra de Fuentes, Torreorgaz, Torrequemada y la actualmente despoblada Zamarrillas. Con la caída del Antiguo Régimen, la comunidad se dividió en los municipios actuales.
El municipio de Cáceres no está asociado con los municipios que le rodean en ninguna mancomunidad, comarca o área metropolitana. Esto puede plantear dificultades a la hora de determinar cómo se relaciona la ciudad con los municipios vecinos.
Como consecuencia de la falta de una organización formal que coordine a los municipios del área de la capital, el alcalde cacereño José María Saponi propuso en 2004 la creación de un área metropolitana de Cáceres. La propuesta fue recibida con gran división de opiniones por los alcaldes de los municipios vecinos. En 2008, la alcaldesa cacereña Carmen Heras y su homólogo arroyano se pronunciaron a favor de poner en marcha el proyecto. Esta propuesta ha recibido algunas críticas, como la del geógrafo de la Universidad de Extremadura Julián Mora Aliseda, que indicó que el concepto de área metropolitana debe reservarse a ciudades con más de medio millón de habitantes con un cinturón urbano superior al millón, algo que no ocurre en el caso de Cáceres. Además, de acuerdo con el Ministerio de Fomento, el área urbana de Cáceres solamente la componen los municipios de Cáceres, Casar de Cáceres, Malpartida de Cáceres y Sierra de Fuentes, debido a que los demás municipios de la zona no tienen un intercambio demográfico y de viviendas suficiente, entre otras variables.
A falta de un órgano administrativo que agrupe a Cáceres con los municipios vecinos, las relaciones entre estos municipios se producen mediante acuerdos puntuales. Por ejemplo, en 2006 el ayuntamiento cacereño llegó a un acuerdo con Arroyo, Casar y Malpartida para gestionar conjuntamente la televisión municipal, y también existe un acuerdo con Malpartida y Sierra de Fuentes para compartir el abastecimiento de agua.

### Capitalidad

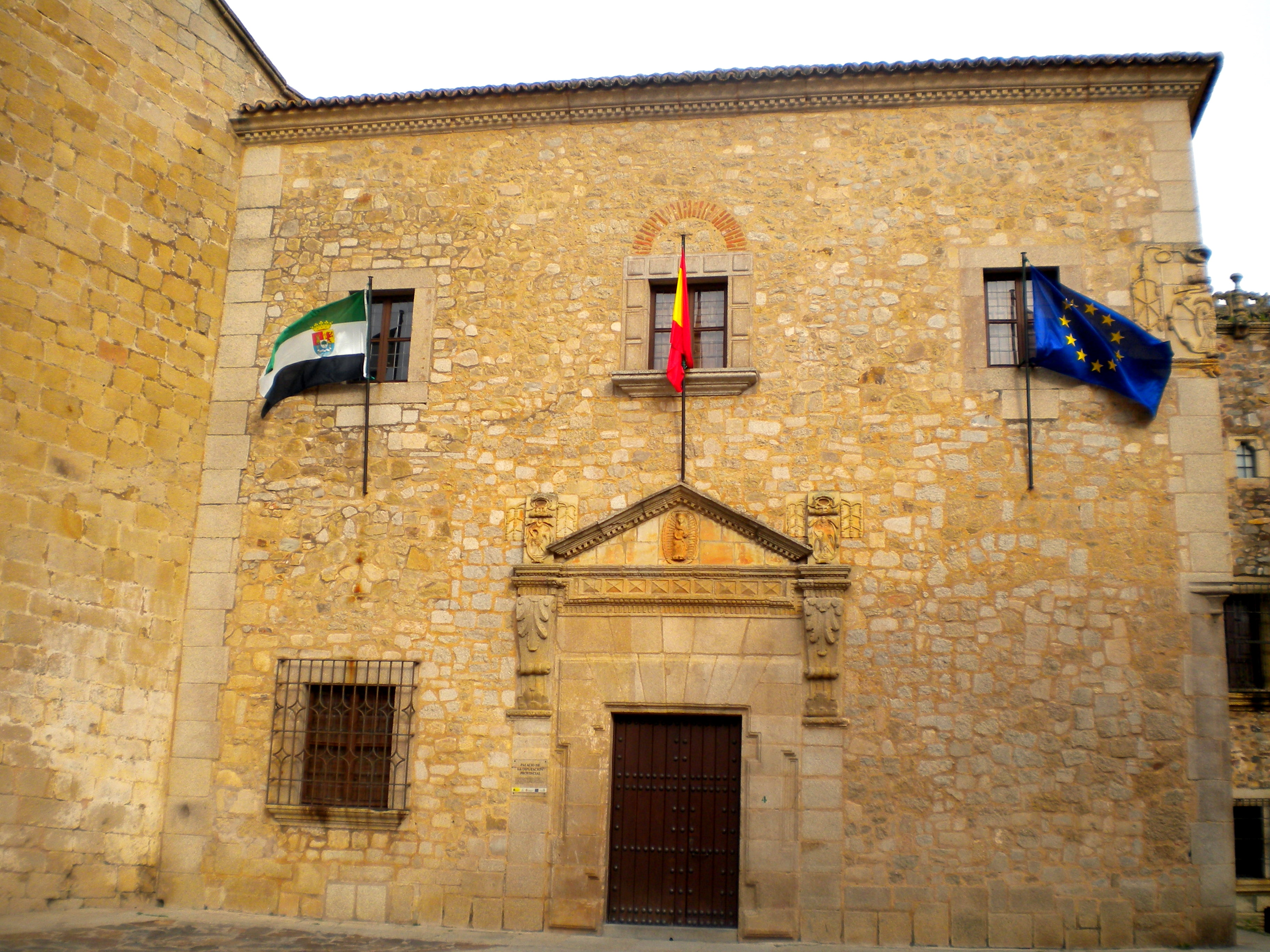
Palacio provincial de Cáceres

Cáceres es la capital de la provincia homónima, que abarca la mitad septentrional de la comunidad autónoma de Extremadura. Cuando a principios de siglo XVI se crearon las provincias de la Corona de Castilla, los territorios de la villa de Cáceres fueron incluidos en la provincia de Salamanca. En 1653, seis localidades de la actual Extremadura, entre las que se encontraba Cáceres, compraron un voto conjunto en las Cortes de Castilla que dio lugar a la provincia de Extremadura. Esta provincia se dividió en 1822 en las de Badajoz y Cáceres, que adquirieron sus actuales límites en 1833.
La ciudad alberga la sede de la Diputación Provincial de Cáceres, que es el órgano de gobierno de la provincia que representa indirectamente a los municipios que la forman. El palacio provincial se encuentra en la plaza de Santa María, en un edificio colindante con la concatedral. La diputación tiene subsedes administrativas y de servicios en diversos lugares de la ciudad, como el palacio de Carvajal, el palacio de la Duquesa de Valencia, la biblioteca Zamora Vicente, la sala de arte El Brocense, el edificio Pintores, el polideportivo del Cuartillo, el complejo cultural San Francisco y la casa de los Moraga, entre otros lugares.
La Administración General del Estado está dirigida en la provincia por una subdelegación del Gobierno que depende de la delegación del Gobierno de Badajoz. La sede de la subdelegación está en un edificio de la avenida Virgen de la Montaña, en el cual se encuentran la mayoría de unidades de atención al ciudadano que el gobierno estatal tiene en la ciudad.
Consejo de Cuentas
Según el Estatuto de Autonomía de Extremadura aprobado en 2011, si Extremadura tuviera tribunal de cuentas en su ámbito autonómico, este tomaría el nombre de Consejo de Cuentas de Extremadura y tendría su sede en la ciudad de Cáceres. Para que esto ocurra, la Asamblea de Extremadura debe aprobar por mayoría absoluta una ley que regule su régimen jurídico, tal y como establece el artículo 46 del Estatuto:

Artículo 46. Consejo de Cuentas.
1. El Consejo de Cuentas, con sede en la ciudad de Cáceres y dependiente de la Asamblea, controla externamente la actividad financiera y presupuestaria de las instituciones, de la Administración autonómica, de las entidades locales, del sector público dependiente de aquella y de estas, así como de las universidades públicas de Extremadura, fiscalizando sus cuentas con criterios de legalidad, economía y eficiencia en el gasto, sin perjuicio de la jurisdicción y competencia del Tribunal de Cuentas del Reino, que podrá delegar en el Consejo aquellas funciones jurisdiccionales que permita su ley constitutiva.
2. Una ley de la Asamblea de Extremadura aprobada por mayoría absoluta regulará la composición, las competencias, el régimen jurídico, la organización y el funcionamiento del Consejo.

### Justicia
Tribunal Superior de Justicia

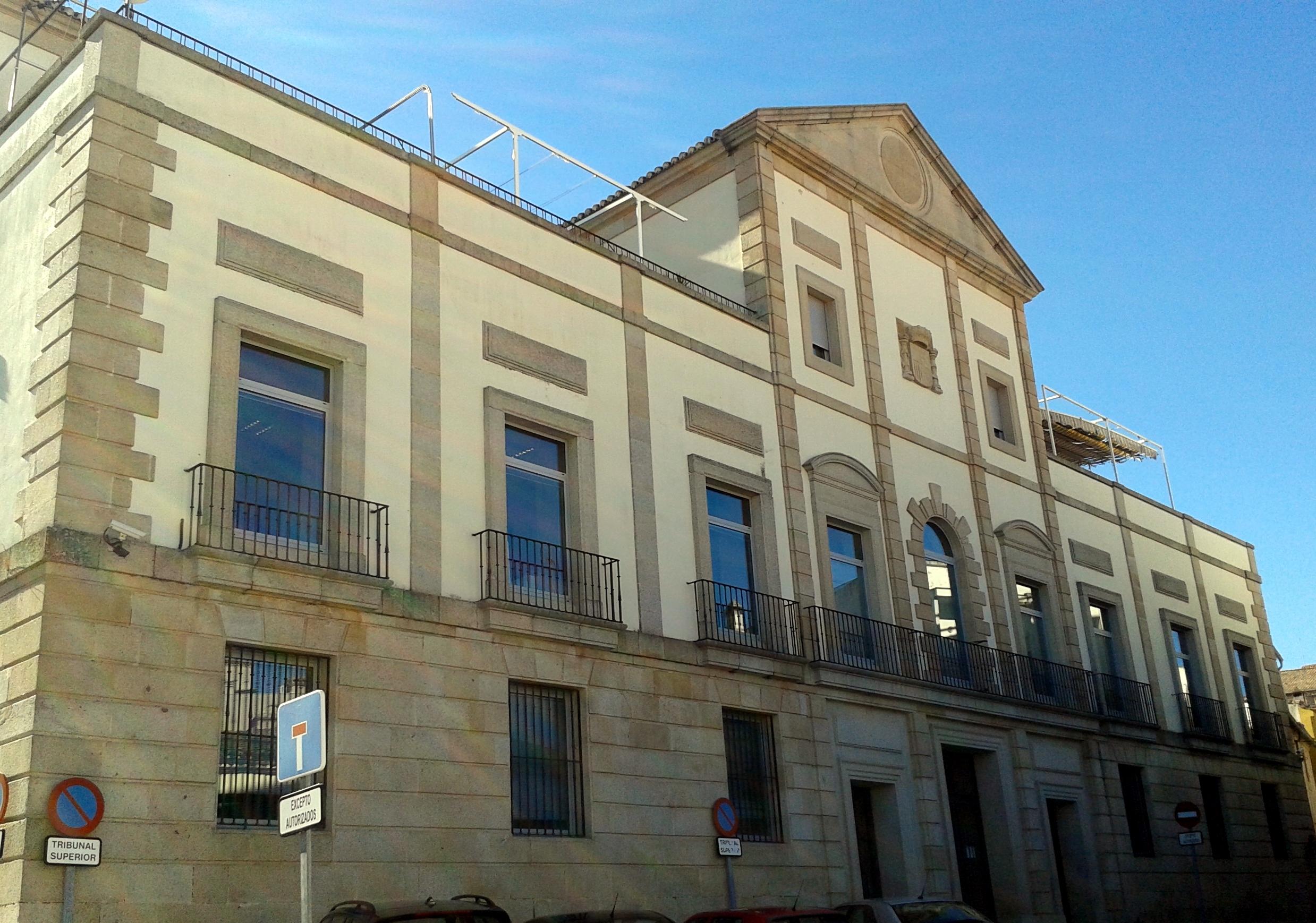
Sede del Tribunal Superior de Justicia de Extremadura

Cáceres es la capital judicial de Extremadura desde el 30 de mayo de 1790, fecha en la que el rey Carlos IV creó la Real Audiencia de Extremadura. Antes de la creación de dicho órgano, la provincia de Extremadura no tenía poder judicial propio y los extremeños debían acudir a los tribunales de Valladolid o de Granada en función de si vivían al norte o al sur del río Tajo. Tras la caída del Antiguo Régimen, la Real Audiencia de Extremadura se convirtió en la Audiencia Territorial de Extremadura. En 1983, la redacción original del Estatuto de Autonomía de Extremadura estableció en su artículo 43 que el poder judicial de Extremadura tendría su órgano superior en el Tribunal Superior de Justicia de Extremadura, en el cual se integraría la Audiencia Territorial de Cáceres. Aunque la redacción original del Estatuto no obligaba a mantener la capital judicial en Cáceres, dejó la puerta abierta a través del artículo 5, en el cual solamente se ordenaba que estuvieran en Mérida los poderes ejecutivo y legislativo. La reforma del Estatuto de 1999 consolidó la posición de Cáceres como capital judicial extremeña.
El actual Estatuto de Autonomía de Extremadura de 2011 mantiene en su artículo 50.1 la capitalidad judicial de Extremadura en Cáceres:

Artículo 50. Tribunal Superior de Justicia de Extremadura.
1. El Tribunal Superior de Justicia de Extremadura, con sede en la ciudad de Cáceres, es el órgano en el que culmina la organización judicial de Extremadura y constituye la última instancia jurisdiccional de los procesos y recursos tramitados en su ámbito territorial, sin perjuicio de las competencias del Tribunal Supremo.
[...]

La sede del Tribunal Superior de Justicia de Extremadura se encuentra en la plaza de la Audiencia, separada del resto de órganos judiciales de la ciudad. El edificio fue construido en 1612 para albergar el hospital de la Piedad y pasó a ser sede de la Real Audiencia de Extremadura en 1790.
Otros órganos judiciales

En morado, municipios del partido judicial de Cáceres

Todos los órganos judiciales de rango inferior al Tribunal Superior de Justicia se localizan en un edificio situado en la avenida de la Hispanidad. Al ser Cáceres capital de provincia, el órgano más importante que alberga dicho edificio es la audiencia provincial, que cuenta con una sala civil y una sala penal. Además de la audiencia provincial, en la avenida de la Hispanidad se encuentran los siguientes órganos jurisdiccionales:
| Órgano                                      | Cantidad | Partidos que abarca                                 |
| ------------------------------------------- | -------- | --------------------------------------------------- |
| Juzgados de primera instancia e instrucción | 7        | Cáceres                                             |
| Juzgados de lo social                       | 2        | Toda la provincia excepto Plasencia                 |
| Juzgados de lo contencioso-administrativo   | 2        | Toda la provincia                                   |
| Juzgados de lo penal                        | 2        | Cáceres, Logrosán, Trujillo y Valencia de Alcántara |
| Juzgados de menores                         | 1        | Toda la provincia                                   |

Cáceres es la capital de su propio partido judicial, del que forman parte 41 municipios del sur, centro y oeste de la provincia. El partido se constituyó como partido judicial contemporáneo en 1834, tras la caída del Antiguo Régimen, con diez localidades. En su origen sirvió para dar continuidad histórica a la comunidad de villa y tierra de Cáceres, pues en 1834 incluía el territorio que tenía esta comunidad en sus últimos años, al cual se le añadió la villa de Arroyo del Puerco al delimitarse el partido. El actual partido judicial se delimitó mediante la Ley de Planta Judicial de 1988 y es el resultado de la fusión de los antiguos partidos judiciales de Cáceres, Alcántara, Garrovillas y Montánchez.

### Organización territorial

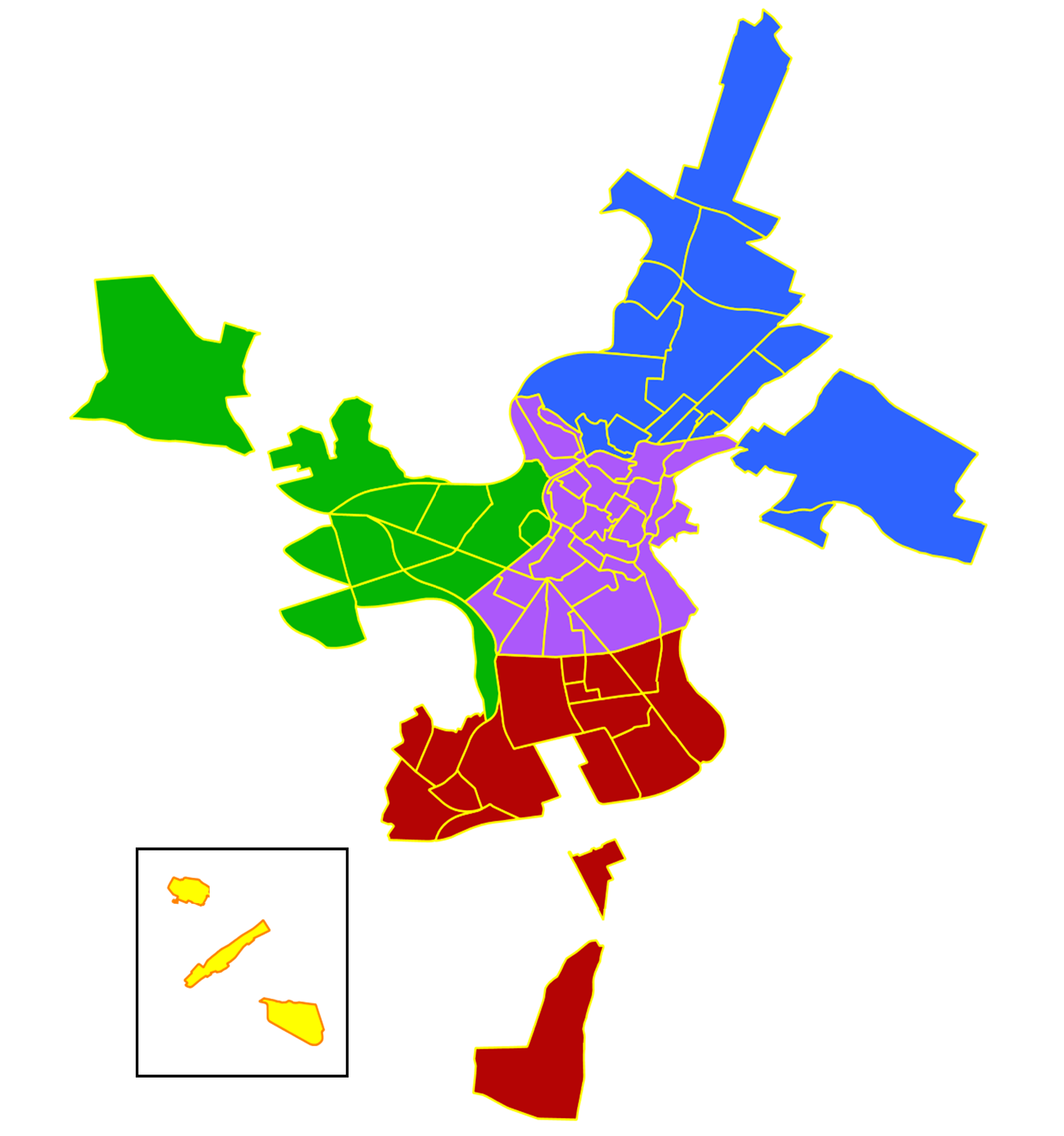
Distritos de Cáceres con sus correspondientes barrios

El municipio de Cáceres posee una forma de organización territorial compleja. A efectos administrativos, el Ayuntamiento de Cáceres divide el término municipal en cinco distritos: Norte, Centro-Casco Antiguo, Oeste, Sur y Pedanías. Los cuatro primeros son distritos urbanos y el último incluye a Estación Arroyo-Malpartida, Rincón de Ballesteros y Valdesalor. Rincón de Ballesteros y Valdesalor cuentan con sus propios ayuntamientos, contando Valdesalor con el título de entidad local menor.
La principal función de estos distritos es evitar desequilibrios territoriales en la actuación municipal. Cada distrito se organiza a través de tres órganos: el concejal de distrito, el consejo de distrito y la asamblea. El concejal de distrito es un miembro del ayuntamiento que se encarga de trasladar al ayuntamiento las preocupaciones de los vecinos del distrito. El consejo de distrito es un órgano formado por asociaciones vecinales y vecinos elegidos para debatir con los concejales sobre asuntos del distrito. La asamblea es una reunión anual a la cual pueden asistir todos los habitantes del distrito. Cada distrito cuenta con un centro cívico que alberga las oficinas de atención al ciudadano. La organización del municipio en distritos comenzó en 2010, cuando se creó la junta del distrito Centro-Casco Antiguo.
Los distritos se dividen geográficamente en barrios sin carácter administrativo, cuya finalidad es definir con precisión espacial y continuidad temporal las distintas zonas que forman la ciudad, principalmente a efectos de la elaboración de informes estadísticos anuales por parte del Ayuntamiento. Las asociaciones de vecinos se han organizado en la ciudad libremente, al margen de la organización oficial del Ayuntamiento, por lo que existen asociaciones cuyo territorio abarca zonas de varios distritos; por el contrario, existen barrios con una identidad cultural importante en los que la asociación de vecinos abarca el territorio señalado por el Ayuntamiento.

## Economía

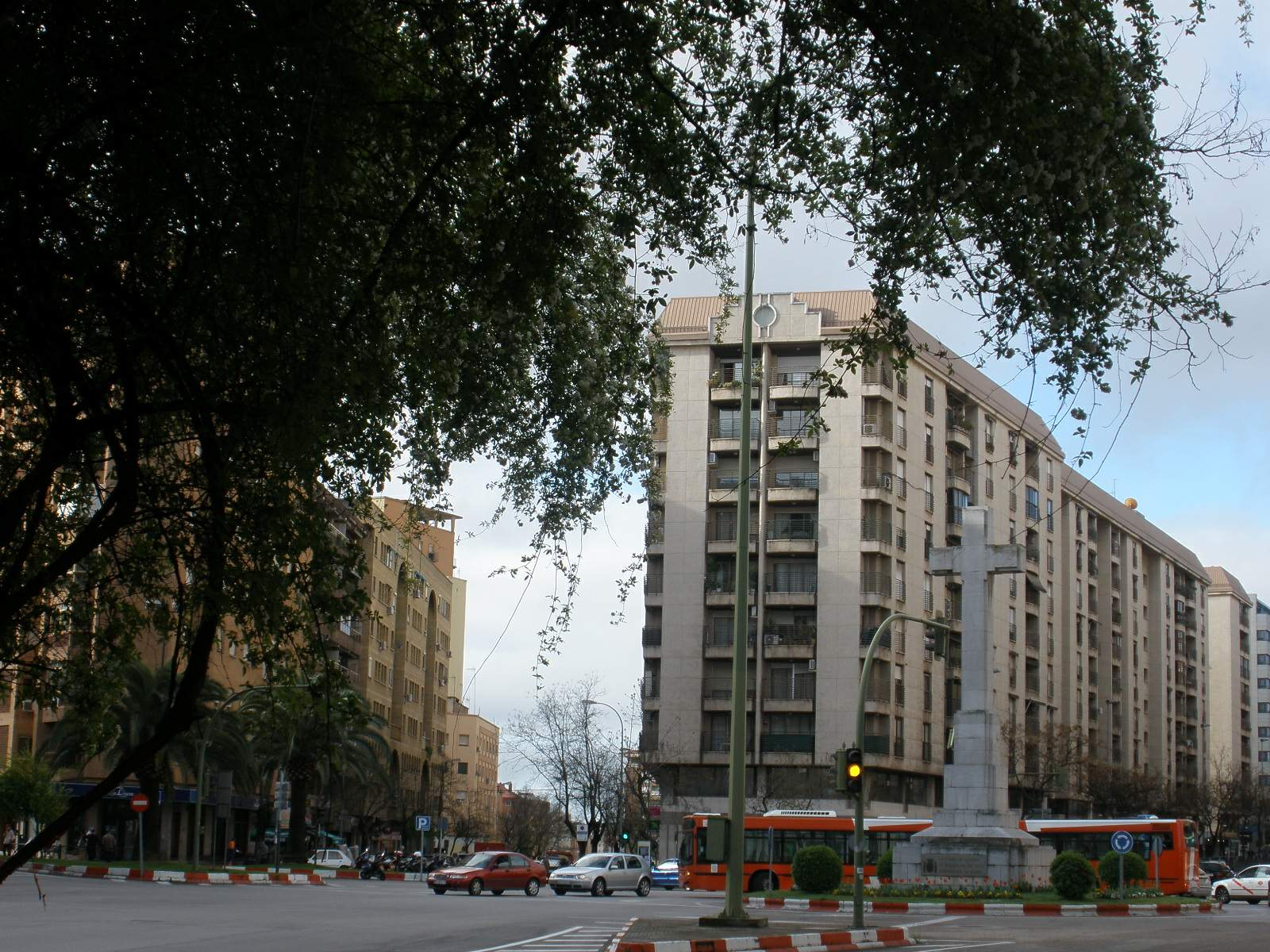
Plaza de América y Cruz de los Caídos en Cáceres

La ciudad es el principal centro comercial, administrativo y eje económico de la provincia de Cáceres. Su economía se basa principalmente en el sector servicios, en el turismo y la construcción, con una limitada aportación del sector industrial centrado en industrias alimenticias, textiles, cerámicas y productos derivados del caucho.

### Industria
En las afueras de la ciudad existen cinco polígonos industriales en las que se asientan gran cantidad de empresas: Las Capellanías, Charca Musia, parque empresarial Mejostilla, Aldea Moret y el Polígono Ganadero. Aunque en el pasado tuvo varias minas en explotación (como la Mina de Valdeflores y las cinco de Aldea Moret), en la actualidad todas están cerradas; funcionan, sin embargo, tres canteras situadas a las afueras de la ciudad.
Está prevista la construcción de un nuevo parque tecnológico llamado Ciudad de la Salud, que dispondrá de 200 ha de extensión en las cuales se estima que podrían instalarse entre 100 y 200 empresas dedicadas a las ciencias de la salud, ingeniería, biotecnología, farmacéuticas, nanotecnología, química y astrofísica, con la generación de entre 5000 a 9000 empleos directos. La Ciudad de la Salud se construirá en los terrenos que rodean al Centro de Cirugía de Mínima Invasión Jesús Usón (CCMI), que es el motor y primer gran centro de investigación del nuevo parque tecnológico.
Artesanía
En la ciudad de Cáceres pueden obtenerse piezas de artesanía de toda la provincia de Cáceres y del resto de Extremadura, en lugares como el Centro Provincial de Artesanía en la Casa de los Moraga situada en la plaza de Santa María, donde también puede obtenerse información sobre los artesanos y datos de contacto. También se vende artesanía en tiendas situadas en los alrededores de la plaza de San Juan. Entre la artesanía más requerida destacan cerámica, orfebrería, bordados, encajes, ebanistería, cestería, carpintería, objetos de mármol, alabastro, cobre y latón, corcho, piel y cuero.

### Turismo
La ciudad cuenta con más de 3500 plazas hoteleras y, con 660 668 visitantes registrados por los centros turísticos municipales durante 2009, se convirtió en el primer centro turístico de la región en número de visitantes. En 1996 Cáceres recibió el premio del turismo Pomme d'Or.

### Comercio
El área de influencia comercial de Cáceres se sitúa en el segundo puesto regional con 250 382 habitantes, según el Anuario Económico de España 2007, que edita el Servicio de Estudios de La Caixa. Esa cifra es la que resulta de sumar la población de la capital (90 218), la de los municipios más cercanos (58 142) y la de otros más alejados pero que tienen a la ciudad como referente desde el punto de vista comercial (102 222).
El mercado potencial total de la ciudad es de 358 millones de euros, y el mercado potencial total, incluida su área de influencia comercial es de 459 millones de euros, en ambos casos es el segundo mayor de la comunidad autónoma.

## Servicios

### Abastecimiento
En el término municipal de Cáceres se cruzan diversas líneas de electricidad de distintas tensiones, desde líneas de 220 kV que transportan energía eléctrica desde las centrales hidroeléctricas de Alcántara y Torrejón hasta líneas de menor tensión que distribuyen la energía a las poblaciones de la zona. A estas últimas líneas están conectadas las cinco subestaciones eléctricas del municipio: Cáceres, Cáceres II, Cáceres III, Capellanías y Universidad. La primera de ellas es la más importante, pues se encarga de distribuir la energía de las líneas 220 kV a las subestaciones de la zona.
En cuanto al abastecimiento de combustibles, la ciudad cuenta con diez estaciones de servicio, pertenecientes a las empresas Campsa, Cepsa, Carrefour, Petrocar, Petrogold, Repsol, Saras, Shell, Iberdoex y Autonet&Oil. En Valdesalor hay otra estación de servicio de Repsol. Además, en varios lugares del término municipal hay otras cinco, dos de ellas de Galp y el resto de Campsa, Iberdoex y Petronor. Para el transporte de gas natural, por el municipio pasa el gasoducto primario que une las estaciones de compresión de Almendralejo y Coreses.

### Educación
Educación primaria y secundaria
En la ciudad hay dieciséis colegios de educación infantil y primaria públicos y once concertados. Asimismo, existen ocho institutos de educación secundaria: Norba Caesarina, Al-Qazeres, Profesor Hernández Pacheco, El Brocense, Universidad Laboral, Virgen de Guadalupe, Javier García Téllez y Ágora.
Educación terciaria

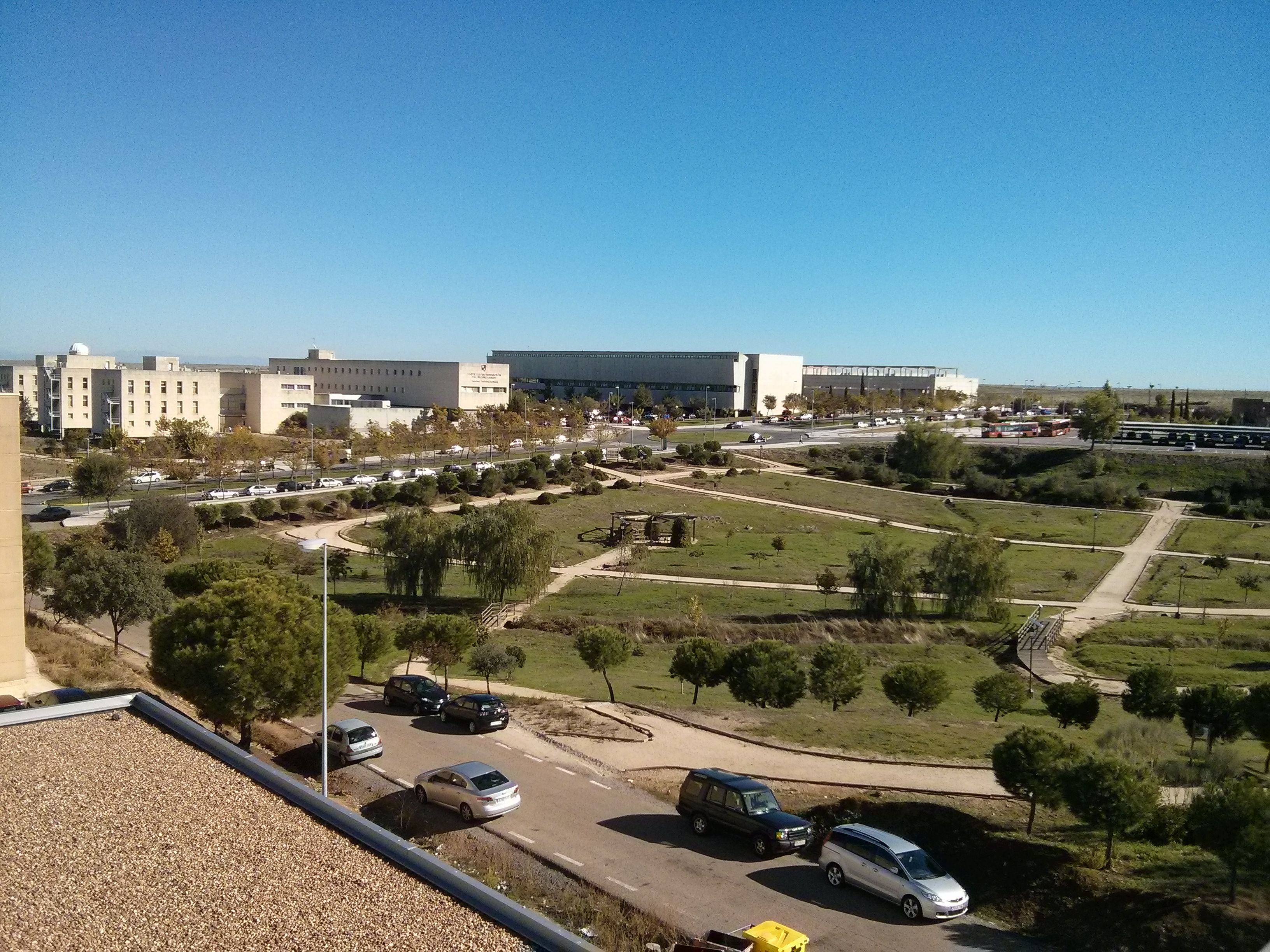
Campus de Cáceres, perteneciente a la Universidad de Extremadura

La principal institución universitaria de la ciudad es el Campus de Cáceres, parte del sistema de campus de la Universidad de Extremadura y centro multidisciplinar que imparte enseñanzas de pregrado y posgrado en ciencias sociales, humanidades, ciencias naturales, ciencias de la salud e ingeniería. El campus se encuentra situado en la avenida de la Universidad, en la salida de la carretera N-521 dirección Trujillo.
Formación militar
La ciudad cuenta desde 1964 con un centro para la formación de reclutas. En 2010, el CIMOV cambió su denominación por la de CEFOT 1, siglas de Centro de Formación de Tropa.
Otros centros educativos
- Escuela Superior de Arte Dramático de Extremadura
- Conservatorio Profesional de Música Hermanos Berzosa
- Escuela Oficial de Idiomas
- Escuela de Bellas Artes Eulogio Blasco
- Conservatorio Profesional de Danza El Brocense

### Sanidad
Capital de área de salud

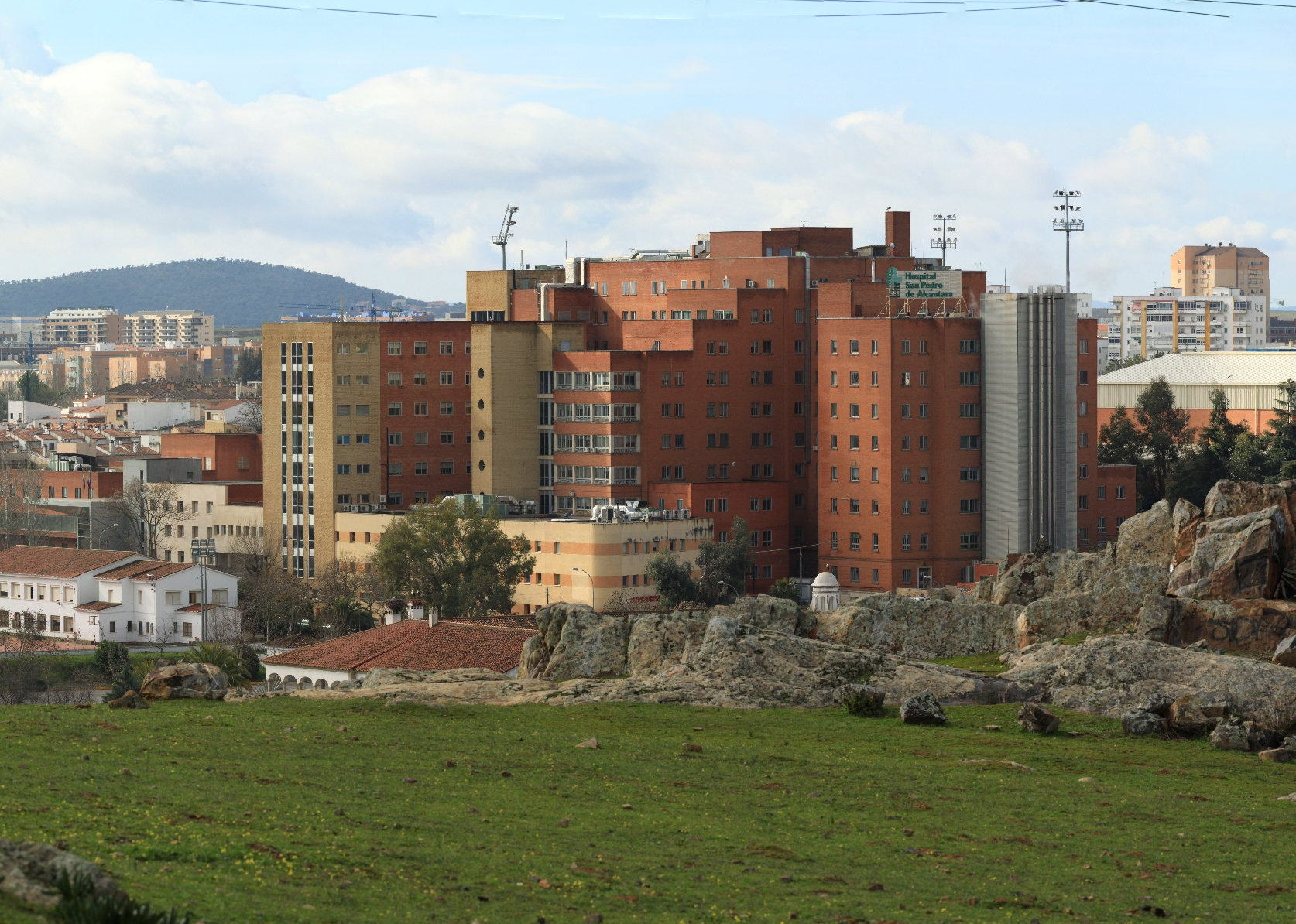
Hospital San Pedro de Alcántara

Cáceres es la sede de una de las ocho áreas de salud en las que el Servicio Extremeño de Salud divide Extremadura. Dicha área comprende veinticuatro zonas de salud, cada una con su propio centro de salud, prestando atención sanitaria a una población de unos 200 000 habitantes, casi la mitad de la población de la provincia. El área de salud de Cáceres abarca prácticamente toda la mitad meridional de la provincia de Cáceres, desde Valencia de Alcántara hasta Las Villuercas. La gerencia del área de salud tiene su sede en la calle San Pedro de Alcántara, en el centro de la ciudad.
El complejo hospitalario de Cáceres está formado por tres hospitales:
- Hospital San Pedro de Alcántara
- Hospital Nuestra Señora de la Montaña.
- Hospital Universitario de Cáceres

El hospital San Pedro de Alcántara se inauguró en 1956 y está situado junto al parque del Rodeo. El hospital Nuestra Señora de la Montaña, heredero del antiguo hospital de beneficencia, se sitúa frente al parque de Calvo Sotelo. El hospital Nuestra Señora de la Montaña alberga los servicios de alergología, cirugía plástica, geriatría, oftalmología, prevención de riesgos laborales y psiquiatría, además de consultas ambulatorias externas de varias especialidades. Todos los demás servicios hospitalarios se prestan en el hospital San Pedro de Alcántara. El Hospital Universitario de Cáceres se empezó a construir en 2006 y fue inaugurado en enero de 2019. Tras la apertura de este último hospital se prevé cerrar el Hospital Nuestra Señora de la Montaña para distribuir los servicios en los otros dos hospitales.
La ciudad alberga siete de las zonas de salud del área: Aldea Moret, Manuel Encinas-Zona Norte, Mejostilla, Nuevo Cáceres, Plaza de Argel, San Jorge-Zona Sur y Zona Centro. De la zona de salud de Mejostilla depende el vecino municipio de Sierra de Fuentes; de la de Nuevo Cáceres, Torreorgaz y Torrequemada; y de la de Manuel Encinas-Zona Norte, Malpartida de Cáceres. Las otras cuatro zonas de salud solamente se extienden por el término municipal de Cáceres. Las otras diecisiete zonas de salud del área se corresponden con los centros de salud de Alcántara, Alcuéscar, Arroyo de la Luz, Berzocana, Casar de Cáceres, Guadalupe, Logrosán, Miajadas, Navas del Madroño, Salorino, Santiago de Alcántara, Talaván, Trujillo Rural, Trujillo Urbano, Valdefuentes, Valencia de Alcántara y Zorita.
Centros públicos y privados
En 2013 Cáceres contaba, en cuanto a sanidad pública, con los citados hospitales y centros de salud, así como dos consultorios de atención primaria para Rincón de Ballesteros y Valdesalor y tres centros públicos especializados: el CEDEX Cáceres, el Centro de Cirugía de Mínima Invasión Jesús Usón y el COF Cáceres. A esto hay que añadir los servicios de prevención propios de la Diputación Provincial de Cáceres y la Universidad de Extremadura.
En sanidad privada, en 2013 Cáceres tenía dos hospitales generales -San Francisco y Virgen de Guadalupe-, así como más de treinta centros privados de consultas médicas y más de treinta centros privados de consulta de otros profesionales sanitarios. También estaban ese año registrados como centros privados en la ciudad medio centenar de clínicas dentales, 28 ópticas, 5 ortopedias, 4 establecimientos de audioprótesis, 6 centros de reconocimiento, 6 centros de diagnóstico, 1 centro de reproducción humana asistida, 1 centro de diálisis y 5 centros móviles de asistencia sanitaria, así como otros 4 centros especializados y otros 17 proveedores de asistencia sin internamiento. También había 8 servicios sanitarios integrados en una organización no sanitaria y medio centenar de centros privados polivalentes.

### Seguridad

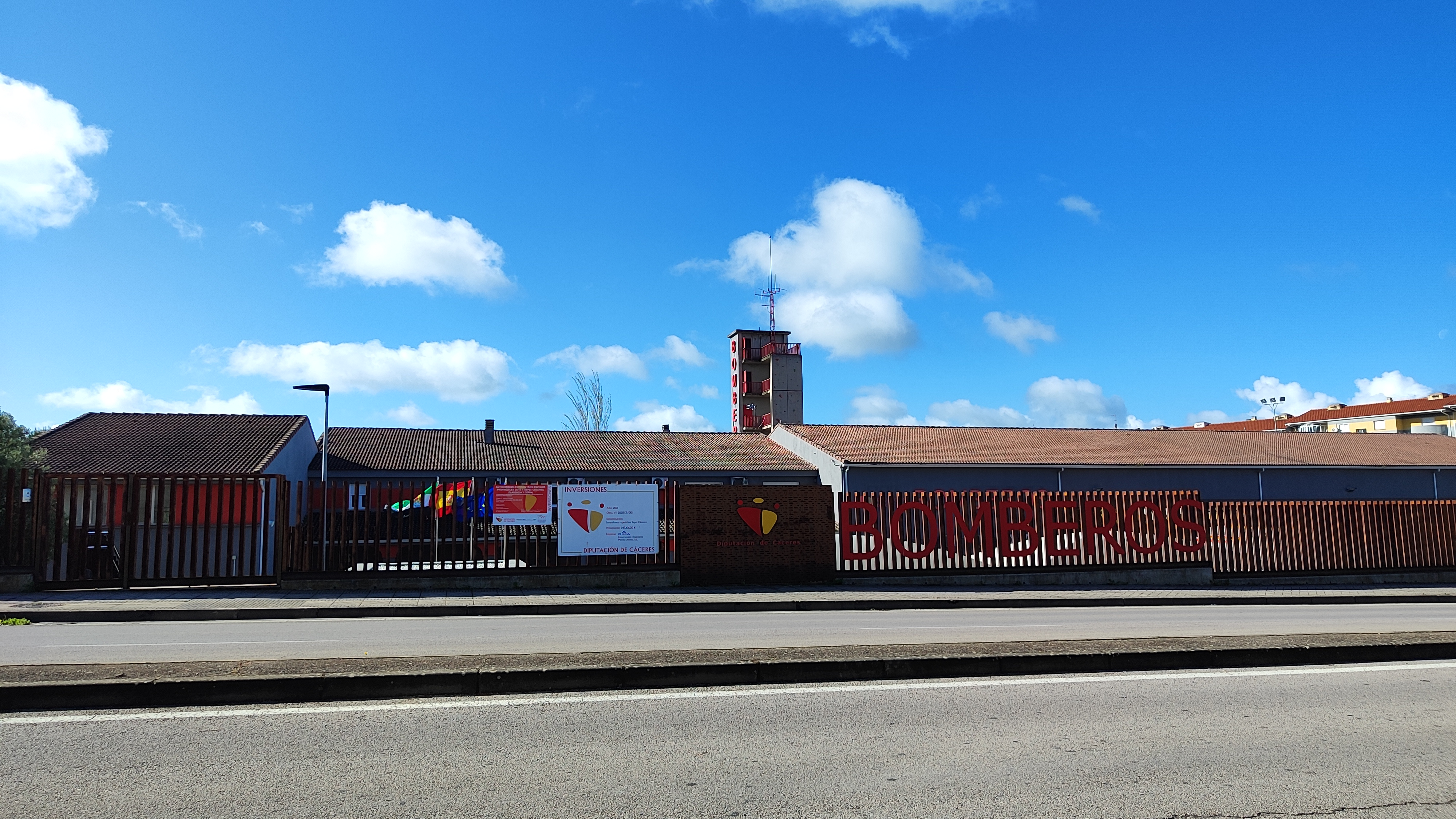
Parque de bomberos de la Diputación en la avenida de Dulcinea

En el municipio funcionan varias fuerzas y cuerpos de seguridad. El ayuntamiento tiene su propia policía local, cuya jefatura tiene su sede en la avenida Juan Pablo II, junto a la estación de ferrocarril. El Cuerpo Nacional de Policía tiene su comisaría provincial en la avenida Pierre de Coubertain y la comandancia provincial de la Guardia Civil tiene su cuartel en la carretera de Trujillo.
En cuanto a las organizaciones de seguridad no policial, la ciudad dispone de bomberos y protección civil. La extinción de incendios es llevada a cabo por el Servicio Provincial de Prevención y Extinción de Incendios de la Diputación Provincial de Cáceres, cuyo parque central se sitúa en la avenida de Dulcinea. De este parque central dependen los otros cuatro parques principales de la provincia y tres parques auxiliares. La subdelegación del Gobierno tiene una unidad de atención al ciudadano sobre protección civil.
A las afueras de la ciudad, en la carretera de Trujillo, se encuentra ubicado uno de los dos centros penitenciarios que hay en Extremadura. Desde 2009 hay también en el municipio un centro de inserción social para las penas alternativas y el seguimiento de personas en libertad condicional.

### Comunicaciones

#### Conexiones
Cáceres cuenta con autobuses, con líneas de transporte que dan enlace a los pueblos de alrededor y con líneas de gran recorrido que enlazan capitales de provincia. Tiene ferrocarril y un aeródromo empleado actualmente para el vuelo de ultraligeros y pequeñas avionetas, el aeródromo de la Cervera y situado en la carretera de Mérida.
Carreteras

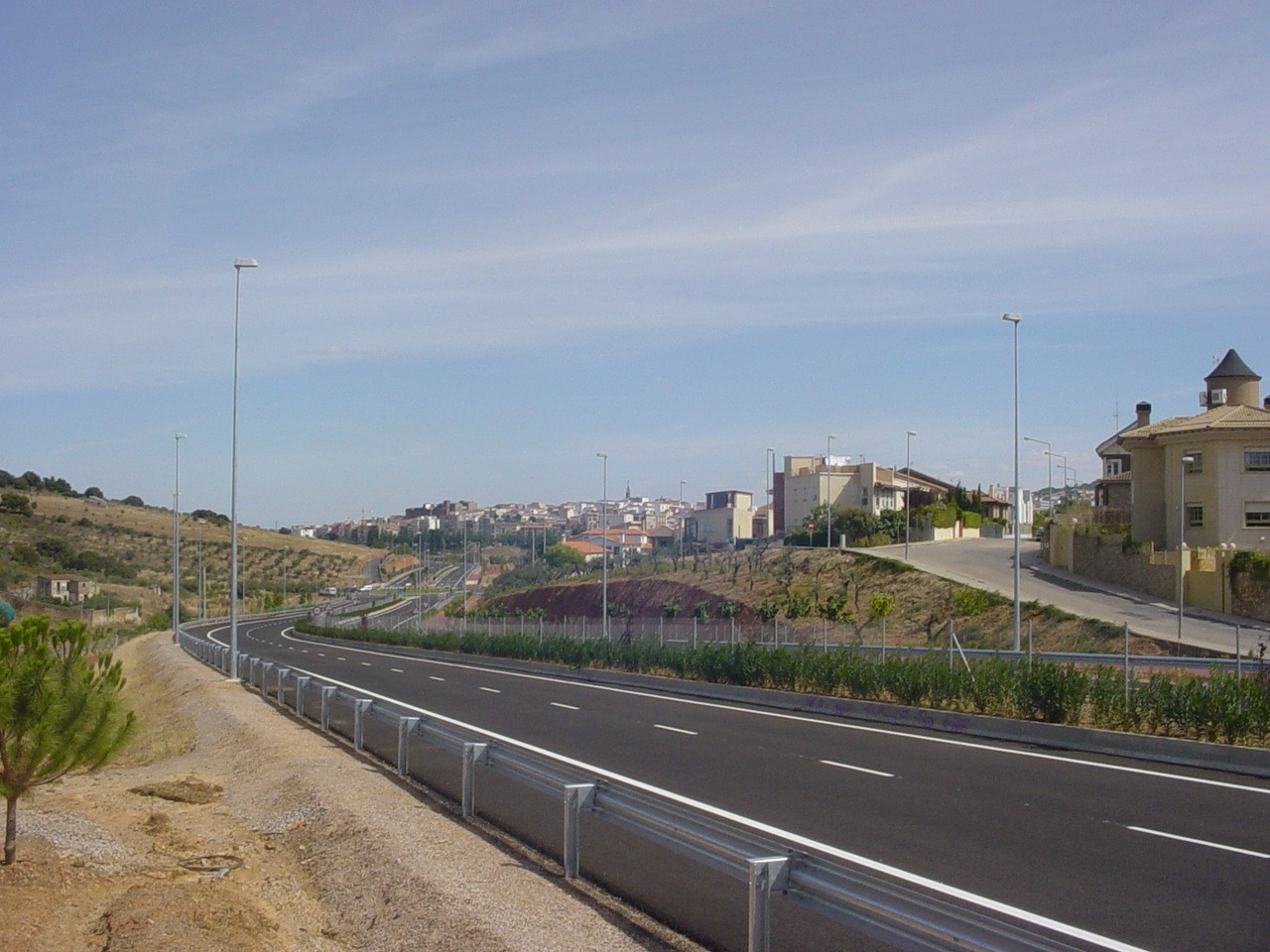
Ronda Norte de Cáceres, panorámica zona del parque del Príncipe y R-66

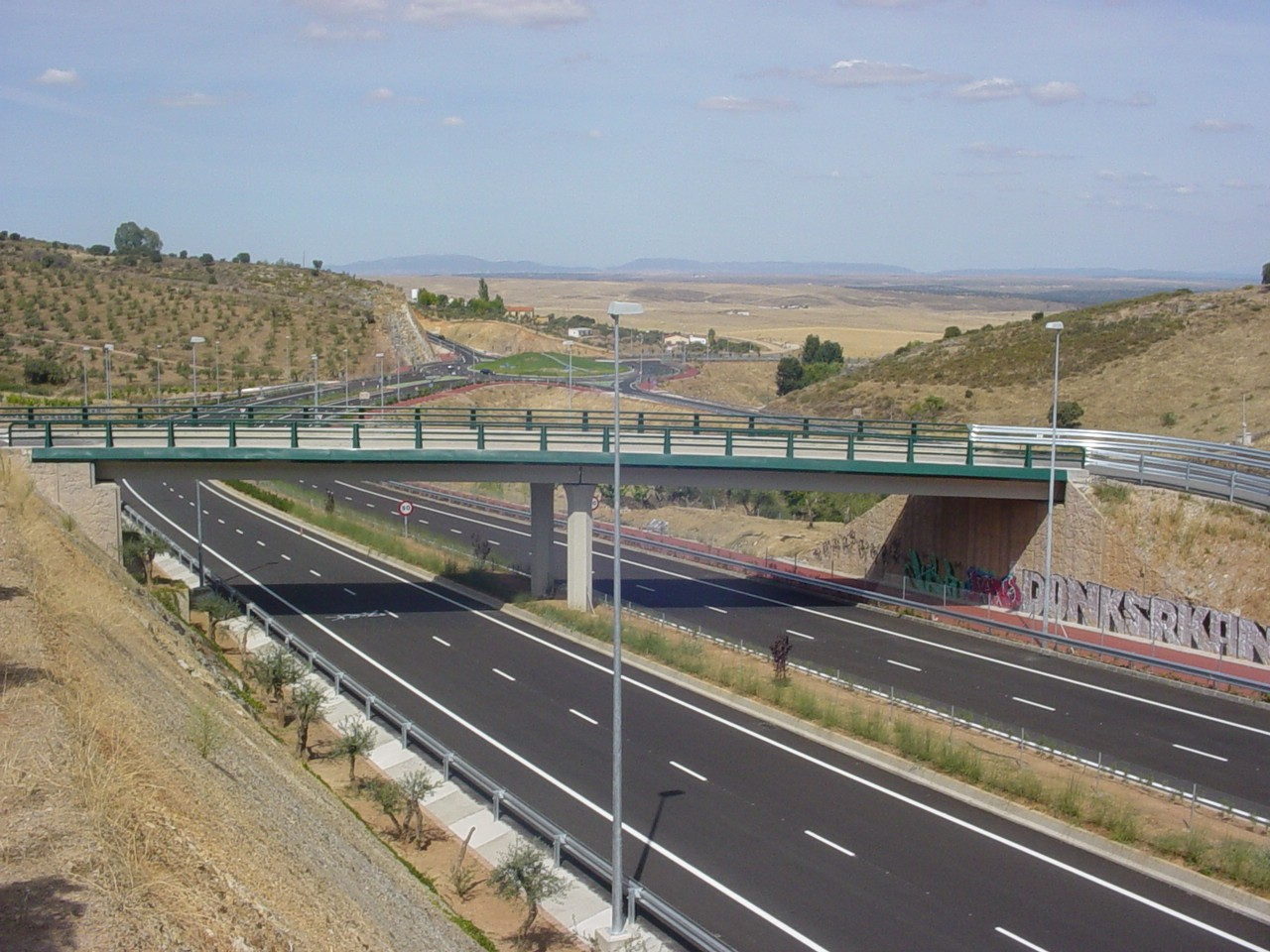
Ronda Norte de Cáceres (glorieta del Casar de Cáceres con avenida de las Lavanderas (Aguas Vivas)

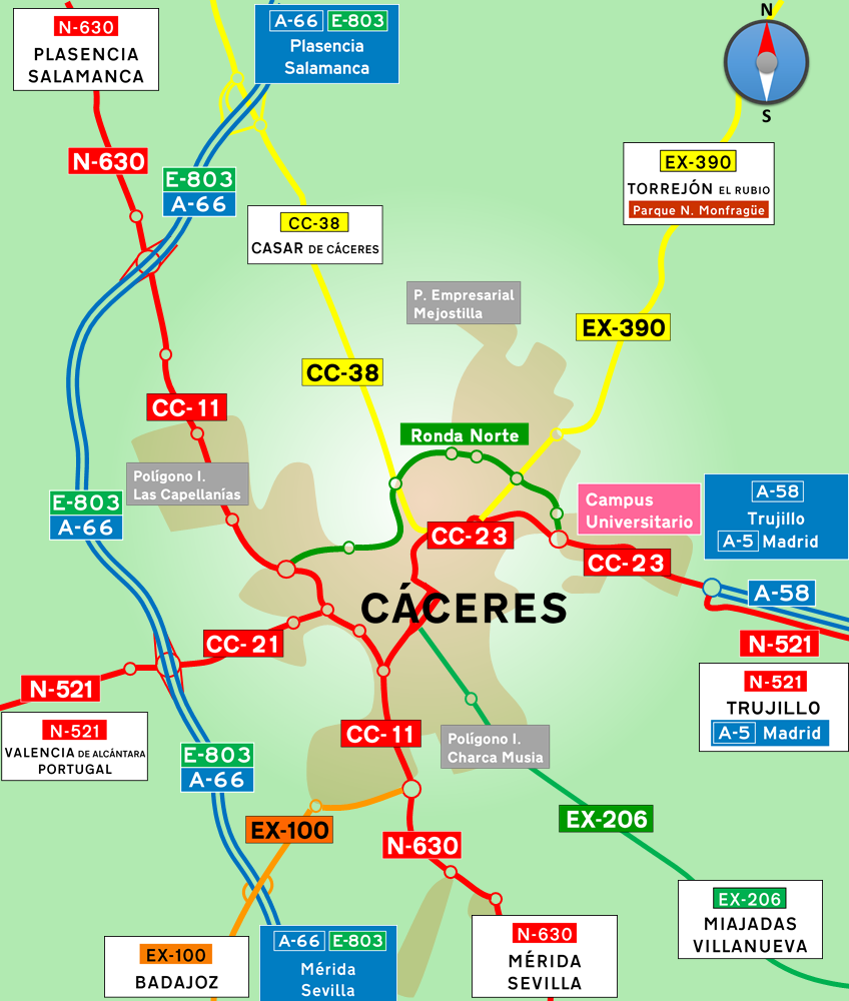
Carreteras que pasan por la ciudad

Por Cáceres pasan varias carreteras y, al ser la capital provincial, se inician otras:
| Nombre | Lugar de entrada                                                            | Lugares a los que va |
| --- | --------------------------------------------------------------------------- | --- |
| A-66 E-803 Autovía de la Ruta de la Plata                                                                                          | Norte y Sur del municipio, pasando al oeste de la ciudad sin entrar en ella | Norte: Casar de Cáceres, Plasencia, Salamanca, Zamora y Gijón Sur: Valdesalor, Mérida y Sevilla. |
| A-58 Autovía Extremeña | Campus Universitario                                                        | Este: Sierra de Fuentes (salida 42), Santa Marta de Magasca (salidas 21 y 35), Plasenzuela (salida 21) y Trujillo (salidas 1, 4 y 9) En proyecto y obras su ampliación a través de la ronda sureste para alcanzar Badajoz, siguiendo el proyecto de la EX-A4 |
| CC-11 ( N-630 ) Acceso Norte a Cáceres (Ctra. Ruta de la Plata) Av. del Ferrocarril Av. Juan Pablo II                              | Norte: Polígono I. Las Capellanías Sur: Polígono I. Aldea Moret             | Norte: Casar de Cáceres, Plasencia y Salamanca Sur: Valdesalor, Mérida y Sevilla. Carretera paralela a la A-66 E-803 . |
| N-521 Ctra. Trujillo-Valencia de Alcántara Av. de las Arenas                                                                       | Oeste: Autovía de la Ruta de la Plata                                       | Oeste: Malpartida de Cáceres, Valencia de Alcántara y Portugal Este: Cáceres (centro urbano) |
| N-521 Carretera Trujillo-Valencia de Alcántara Av. Virgen de Guadalupe Av. Hernán Cortés Av. de las Delicias Av. de la Universidad | Campus Universitario                                                        | Oeste: Malpartida de Cáceres, Valencia de Alcántara y Portugal Este: Sierra de Fuentes, Santa Marta de Magasca, Plasenzuela y Trujillo. |
| N-523 Carretera de Cáceres a Badajoz                                                                                               | Polígono I. Aldea Moret                                                     | Suroeste: Puebla de Obando, La Roca de la Sierra, Gévora y Badajoz. Próximamente tendrá un nuevo trazado de autovía paralelo, como continuación de la actual A-58 .                                                                                          |
| EX-206 Carretera de Cáceres a Villanueva de la Serena Av. de Antonio Hurtado Av. de Cervantes                                      | Polígono I. Charca Musia                                                    | Sureste: Torreorgaz, Torrequemada, Torremocha, Miajadas, Don Benito y Villanueva de la Serena. |
| EX-390 Carretera de Torrejón el Rubio Av. Héroes de Baler                                                                          | Cáceres El Viejo, Mejostilla y San Jorge                                    | Noroeste: Torrejón el Rubio, Parque nacional de Monfragüe |
| CC-324 Carretera de Casar de Cáceres a Cáceres                                                                                     | Ronda Norte                                                                 | Norte: Casar de Cáceres |

Ferrocarril

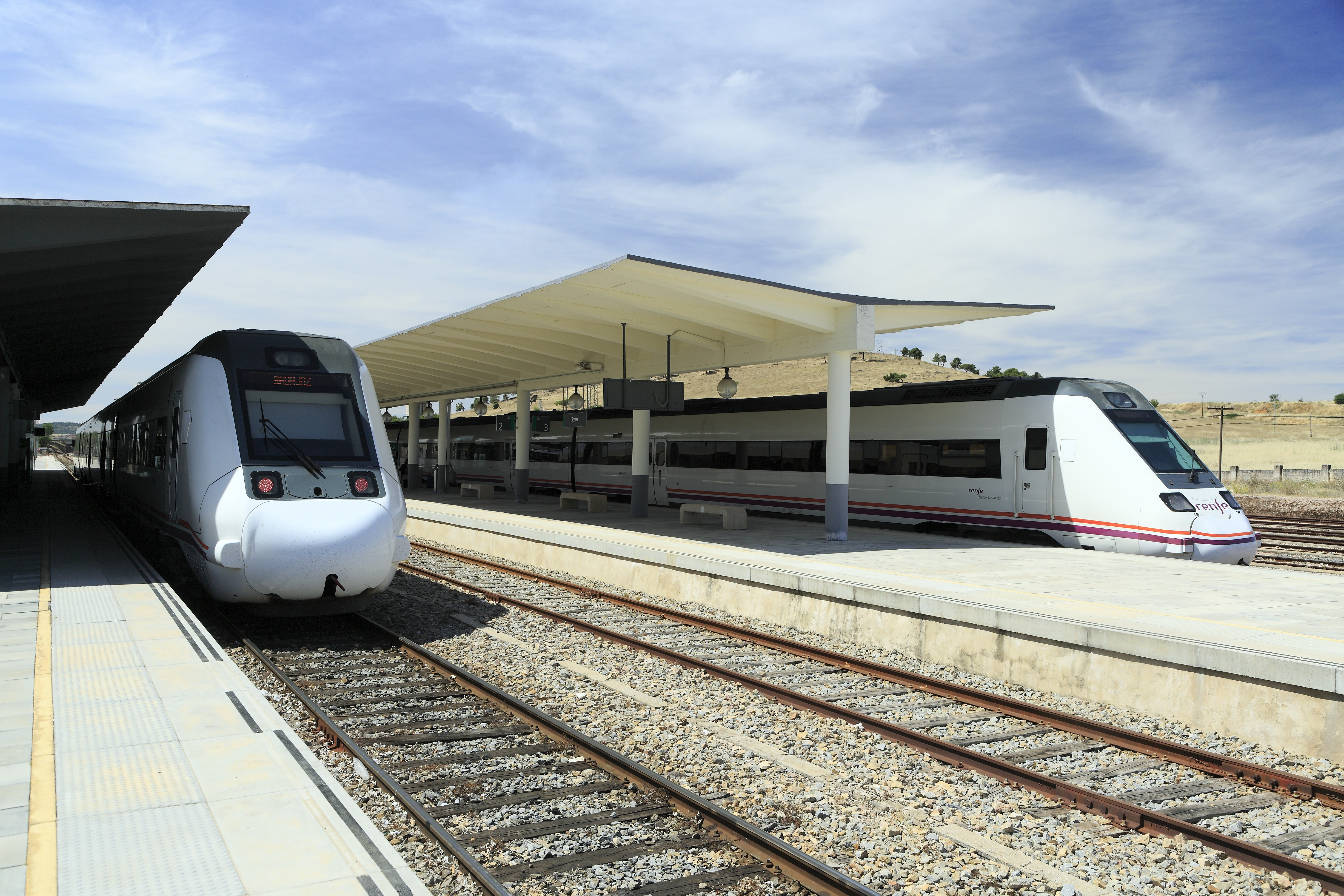
Estación de trenes de Cáceres

La estación de Cáceres se encuentra en una situación estratégica entre las dos capitales políticas de la península ibérica, por lo que allí pasa el tren que va de Madrid a Lisboa pasando por Extremadura. Está en marcha la construcción de una línea del AVE, cuya estación, una de las cinco que habrá en Extremadura, está en fase de construcción. La estación recibió en los seis primeros meses de 2011 un total de 74 438 pasajeros.
Autobús interurbano
La ciudad cuenta además con una estación de autobuses en la calle Túnez.
Transporte aéreo
Cáceres tuvo su primer aeródromo a la salida de la ciudad, en la N-630 en dirección a Mérida. Dicho aeródromo fue sustituido por el aeródromo de la Cervera, situado en el km 571 de la N-630, a mitad de camino entre las localidades de Valdesalor y Aldea del Cano. En 2005, al estar en una ZEPA y ser atravesado por la Ruta de la Plata, el nuevo aeródromo perdió la licencia que durante veinte años había tenido para ser un campo de vuelo de ultraligeros, por lo cual se prevé construir un nuevo aeródromo en una finca cedida por la fundación Valhondo Calaff en la carretera de Malpartida de Cáceres.
Durante la Guerra Civil, para el estallido de la guerra ya se utilizaba por las fuerzas aéreas sublevadas. La Legión Cóndor alemana utilizó este lugar solo de vez en cuando, por primera vez a principios de septiembre de 1936 antes del inicio del alistamiento oficial de la Legión Cóndor, y el 4 de agosto de 1936 se estableció una temporada la 4. Staffel del Jagdgruppe J/88.
Todavía no hay ningún aeropuerto internacional cerca de la ciudad. Estuvo en proyecto construir el Aeropuerto Internacional de Extremadura entre la EX-100 y los términos municipales de Aldea del Cano y Casas de Don Antonio, a 17 km de la ciudad.
En octubre de 2014 el Gobierno de Extremadura anunció la próxima construcción de un nuevo aeródromo de propiedad pública pero de gestión concesionada, en una finca de 70 ha a 3,5 km del límite urbano de Cáceres y 6 km del centro, en la confluencia de la A-66 con la N-521.
El Aeródromo de Cáceres tendrá un coste de 4.42 millones de euros y estará operativo según estimaciones de la Junta de Extremadura en 2019, una vez se hayan subsanado las deficiencias medioambientales del proyecto. Dicho proyecto fue promovido originalmente por la Fundación Valhondo Calaff, pero finalmente adquirido y modificado por el Gobierno de Extremadura.
Las dotaciones del aeródromo de Cáceres serán las siguientes:
- Pista principal de 1600 x 30 m asfaltada, con plataformas de viraje y calle de rodaje.
- Pista para ultraligeros de 805 x 30 m de tierra.
- Pista de aeromodelismo de 250 x 20 m asfaltada.
- Plataforma de estacionamiento de naves a la intemperie.
- Dos hangares de 1130 m² cada uno en régimen de alquiler para el establecimiento de empresas auxiliares de aeronáutica y particulares.
- Quince hangares de 81 m² en régimen de alquiler a particulares.
- Edificio multiusos para servicios administrativos, escuela de vuelo y recepción de pasajeros, con una superficie de 167 m².

#### Transporte urbano
Autobús urbano
El actual mapa de líneas del autobús urbano de la ciudad entró en vigor el 30 de enero de 2019. Consiste en su origen en ocho líneas regulares para la ciudad, tres especiales para el Campus Universitario, otra para Rincón de Ballesteros y, excepcionalmente, otra más para el recinto ferial. Las líneas de autobús del municipio son las siguientes:
| Línea                    | Cabecera                  | Destino                                  | Observaciones                                                  | n.ºParadas |
| ------------------------ | ------------------------- | ---------------------------------------- | -------------------------------------------------------------- | ---------- |
| Línea 1                  | Plaza Obispo Galarza      | Aldea Moret                              | -                                                              | 20         |
| Línea 2                  | Mejostilla                | Espíritu Santo                           | -                                                              | 41         |
| Línea 3                  | Nuevo Cáceres             | Hospital Universitario                   | Mañanas hasta Campus Universitario (Facultad de Veterinaria)   | 42         |
| Línea 4                  | El Junquillo              | Cefot - Interior Ceres Golf - Valdesalor | Afueras de Cáceres                                             | 53         |
| Línea 5                  | Pol. Las Capellanías      | Pol. Charca Musia                        | -                                                              | 42         |
| Línea 6                  | Plaza Obispo Galarza      | Residencial Universidad                  | Línea circular                                                 | 20         |
| Línea 7                  | Residencial El Arco       | Casa Plata                               | -                                                              | 42         |
| Línea 8                  | Cáceres El Viejo          | Sierra de San Pedro                      | -                                                              | 51         |
| Línea Campus             | Plaza de América          | Campus Universitario                     | Solamente días lectivos                                        | 21         |
|                          |                           |                                          | Solamente días lectivos                                        | 31         |
| Refuerzo Mejostilla      | Plaza de Toros-Mejostilla | Campus Universitario                     | Solamente días lectivos                                        | 23         |
| RB Rincón de Ballesteros | Múltiples                 | Rincón de Ballesteros                    | Con previo aviso                                               | 2          |
| EA Arroyo-Malpartida     | Múltiples                 | Estación de Arroyo                       | Lunes, miércoles y viernes con petición previa de dos usuarios | 2          |
| FE Ferial                | Avenida de Alemania       | Recinto ferial                           | Solo en casos excepcionales de Madrugada                       | 3          |

Taxi
En 2015, el municipio contaba con 75 turismos de servicio público con taxímetro. Desde 2009, todos los taxis cacereños disponen de un sistema de GPS. En la ciudad hay paradas permanentes de taxi en los siguientes lugares:
- Plaza de América
- Avenida Ruta de la Plata
- Calle Clara Campoamor
- Avenida de España
- Plaza Mayor
- Avenida Pozo de la Nieve, en Montesol, junto a la zona comercial
- Ronda de San Francisco, junto al Hospital San Pedro de Alcántara
- Avenida de la Hispanidad
- Calle Londres, en Cabezarrubia, junto al centro comercial Ruta de la Plata
- Estación de ferrocarril
- Calle Túnez, en Nuevo Cáceres, junto a la estación de autobuses.

## Patrimonio

### Casco antiguo
La «Ciudad Monumental de Cáceres» fue declarada por el Consejo de Europa como el Tercer Conjunto Monumental de Europa en 1968 (después de Praga y Tallin) y Patrimonio de la Humanidad por la Unesco en 1986. Cáceres cuenta también con otros galardones: Pomme d’Or al mérito turístico, concedido por la Federación Internacional de Periodistas y Escritores de Turismo en 1996; Les Étoiles d’Or du Jumelage, otorgado por la Comisión Europea en 1999; el premio Archival que le concedió la Asociación para la Recuperación de Centros Históricos en el año 2004 y el premio Ciudadanos 2008 que otorga la Asociación de Entidades de Radio y Televisión Digital, con la colaboración del Consejo Audiovisual Ciudadano por el apoyo que la ciudadanía prestó a la candidatura a la Capital Europea de la Cultura de 2016. Cáceres es también miembro de las Redes Caminos de Sefarad, de la Vía de la Plata, siendo elegida por la comunidad autónoma como Capital Cultural de Extremadura Enclave 92, y junto al esfuerzo solidario de las administraciones, empresas privadas, entidades oficiales y ciudadanos particulares, aspiró entre 2003 y 2010 a ser Capital Europea de la Cultura en el año 2016.

#### Religioso
Los principales monumentos religiosos del casco histórico son:
- Concatedral de Santa María de Cáceres
- Iglesia de San Francisco Javier
- Iglesia de San Mateo
- Iglesia y Convento de Santo Domingo
- Ermita de la Paz
- Convento de San Pablo
- Convento de Santa Clara

#### Palacios y casas nobles

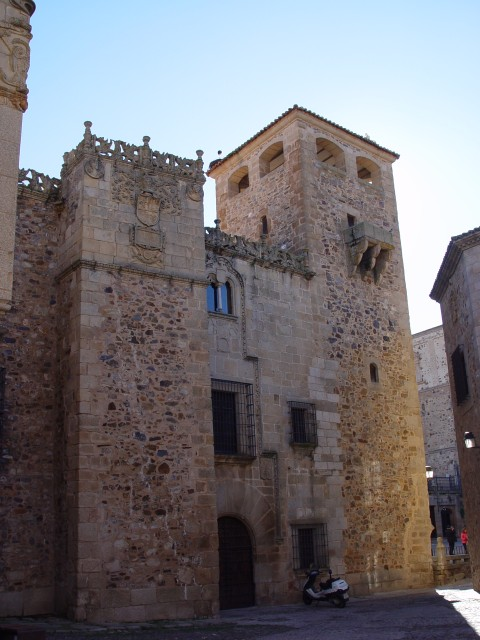
Palacio de los Golfines de Abajo

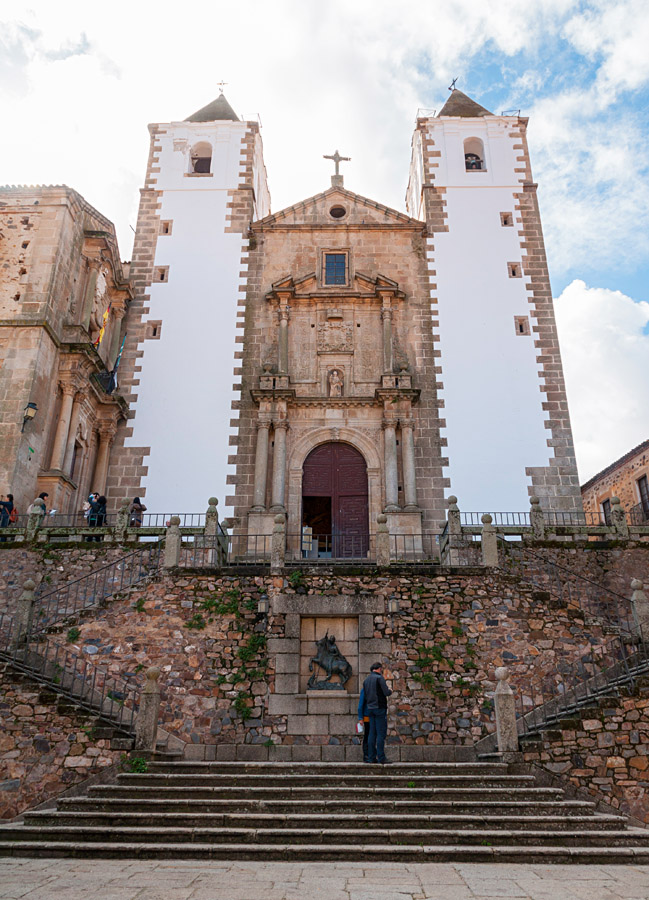
Iglesia de San Francisco Javier

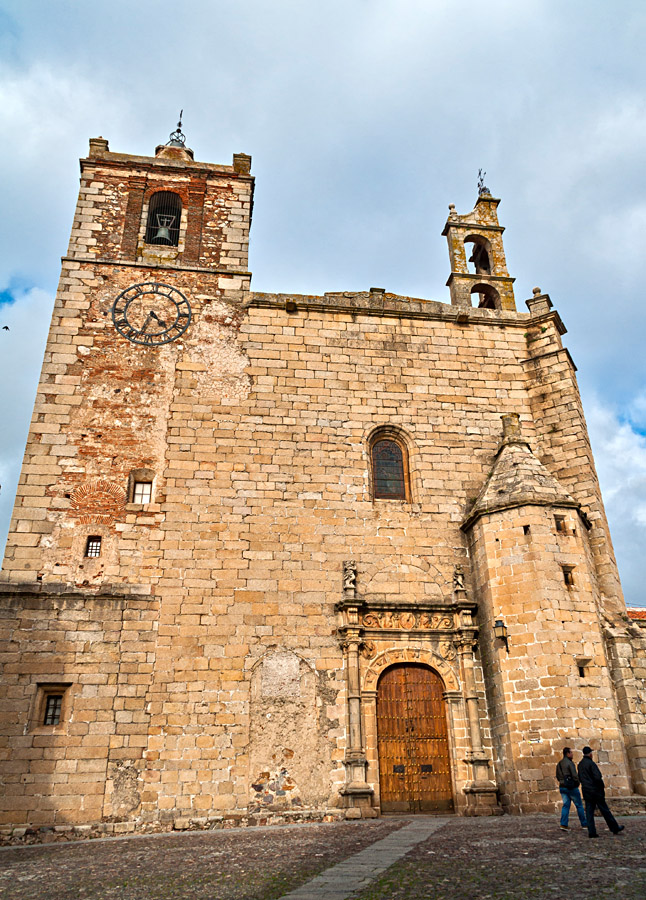
Iglesia de San Mateo

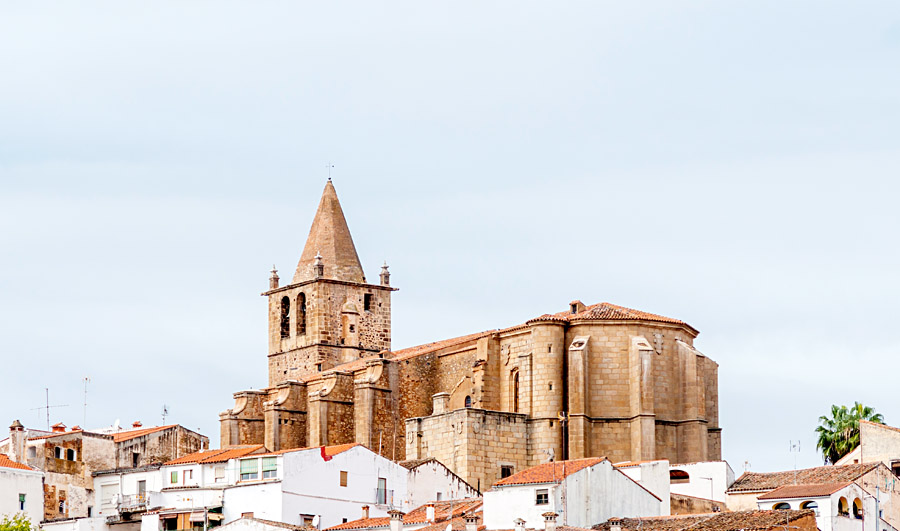
Iglesia de Santiago de los Caballeros

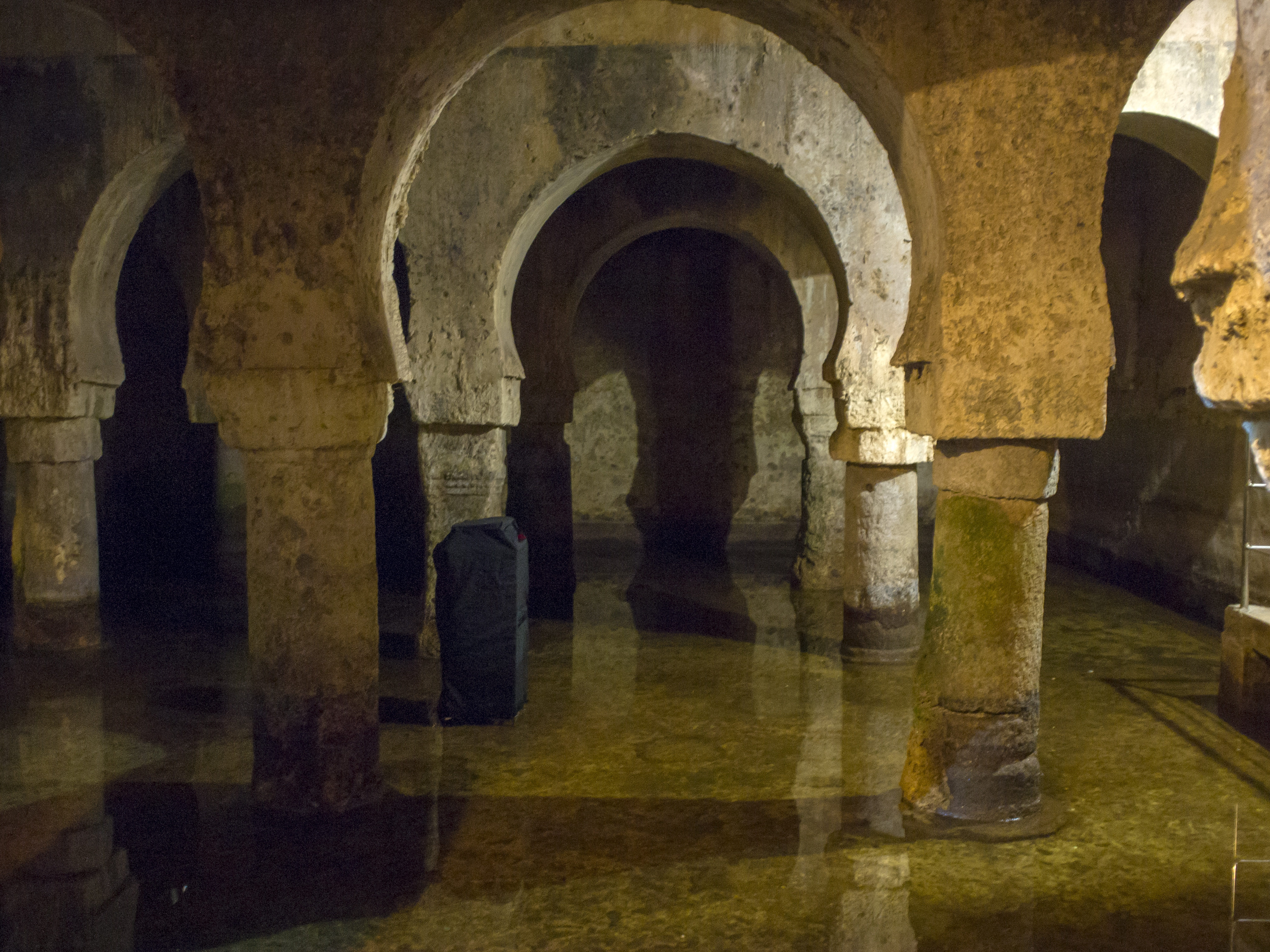
Aljibe del Palacio de las Veletas

En el casco histórico se encuentran los siguientes palacios y casas nobles:
- Palacio Episcopal
- Palacio de los Golfines de Abajo
- Palacio de Carvajal
- Palacio de las Cigüeñas
- Palacio de las Veletas
- Casa de los Solís o Casa del Sol
- Palacio de los Golfines de Arriba
- Palacio de Toledo-Moctezuma
- Palacio del Comendador de Alcuéscar
- Palacio de la Isla
- Palacio de Francisco de Godoy
- Palacio de la Generala
- Casa de los Ovando
- Casa de los Becerra
- Casa de los Cáceres Ovando
- Casa de los Sánchez Paredes
- Casa de los Paredes Saavedra
- Casa de Lorenzo de Ulloa
- Casa de los Saavedra
- Casa de Aldana
- Casa de los Ovando Perero
- Casa del Mono
- Casa de Moragas
- Casa de los Ribera
- Casa de los Caballos
- Casa de los Pereros

#### Arcos y puertas de entrada al casco histórico

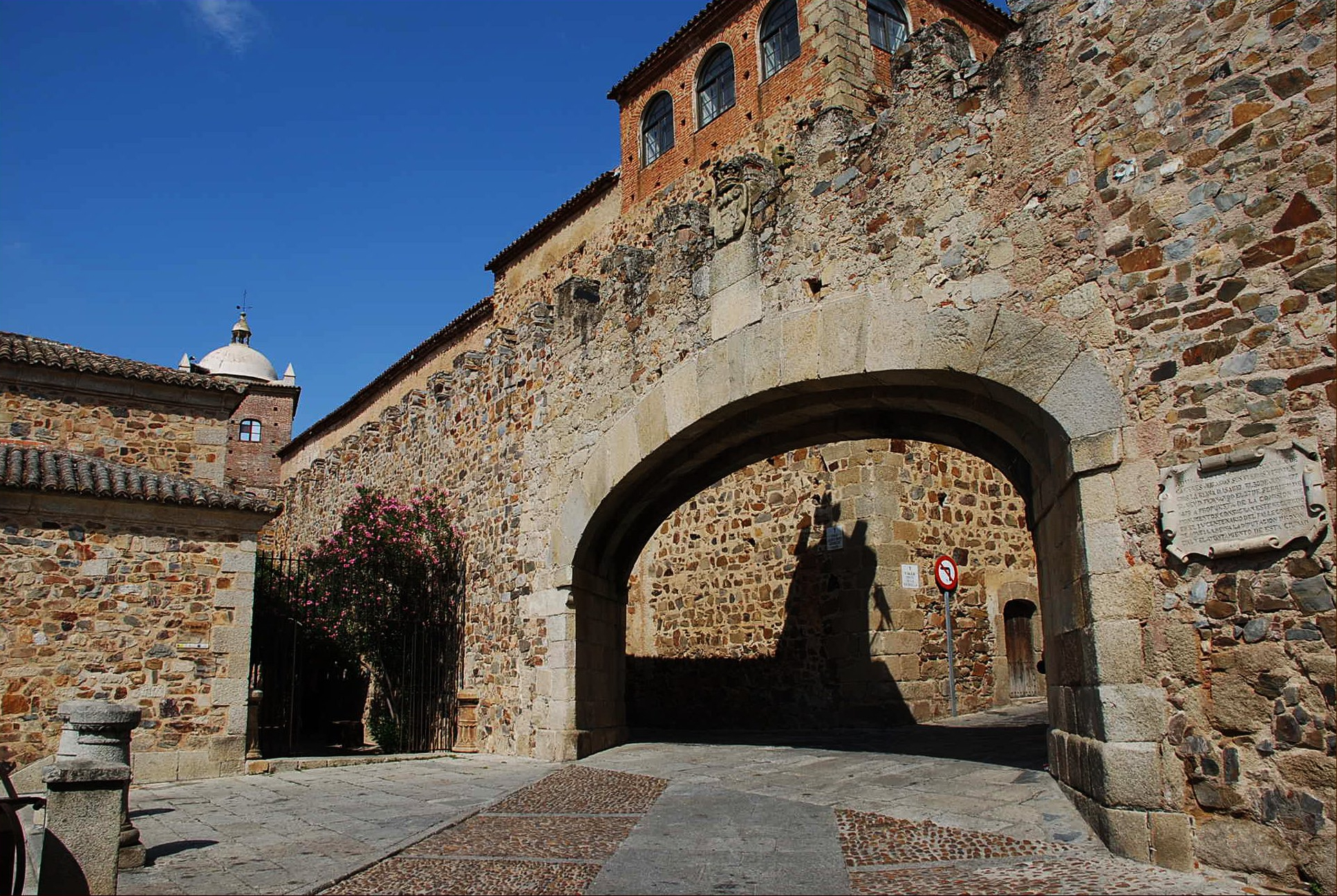
El Arco de la Estrella adoptó su actual forma a principios del y fue diseñado por Manuel de Lara Churriguera

Entre las puertas y los arcos de entrada al casco histórico se encuentran:
- Arco de la Estrella
- Arco del Cristo
- Arco de Santa Ana y Puerta del Postigo
- Portillo de la plaza de las Piñuelas
- Puerta de Mérida
- Puerta de Pizarro
- Puerta de Coria

#### Torres defensivas

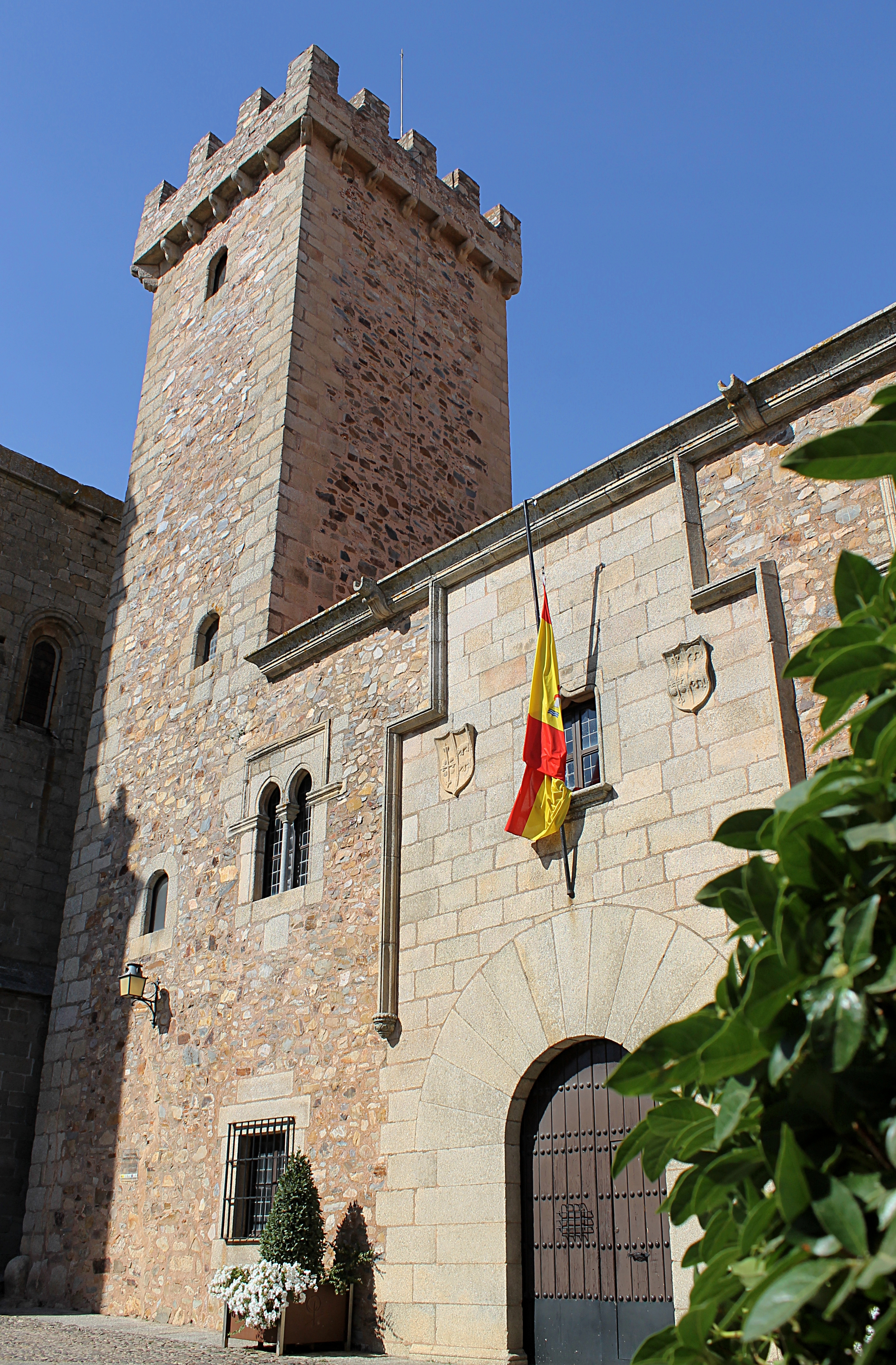
Torre del Palacio de las Cigüeñas

En Cáceres, por orden de Isabel La Católica, fueron desmochadas todas la torres existentes en la ciudad menos la de los Cáceres-Ovando, también denominada Torre de las Cigüeñas, para reprimir la desobediencia de sus dueños (que apoyaron a Juana de Trastámara, apodada Juana la Beltraneja)
- Torre de Bujaco
- Torre de los Púlpitos
- Torre Adosada, en el lienzo este de la muralla, sobre la calle San Roque
- Torre del Aire, en la parte noreste del lienzo de la muralla, entre las calles Obras Pías y Hornillo
- Torre Albarrana, en la calle Hernando Pizarro
- Torre del Aver, de la Ved o del Postigo, en la calle Postigo, del siglo XII
- Torre de Carvajal, en el palacio del mismo nombre, es de planta redonda y desmochada. Fue edificada en el siglo XII y reformada en el siglo XVI y se encuentra situada en la calle Amargura
- Torre de las Cigüeñas, entre la plaza de las Veletas y la calle Cuesta de la Compañía, junto al palacio del mismo nombre. Es del siglo XV
- Torre Cotaja o de los Aljibes, situada al final del lienzo de la muralla en su parte este
- Torre del Horno, del siglo XII. Se sitúa en el centro del lienzo oeste de la muralla y puede observarse desde la plaza de las Piñuelas
- Torre de los Espaderos, situada al final de la calle Tiendas, en la plaza del Socorro. Es de los siglos XIV-XV
- Torre de Mérida este, situada a mitad el paño sur de la muralla, en medio de la calle Torremochada
- Torre de Mérida oeste, situada a mitad del paño sur de la muralla, al principio de la calle Torremochada, dando protección a la ya desaparecida puerta de Mérida
- Torre Mochada, al final de la calle del mismo nombre, es del siglo XIII
- Torre Ochavada, en la esquina noreste del paño de la muralla, al final de la calle Obras Pías. Es del siglo XII
- Torre de los Pozos, en la parte sureste del lienzo de la muralla. De 30 m de altura sobre la base en la que asienta la carretera de la ronda, tiene una altura de 6 m sobre la barbacana defensiva, y unas dimensiones de 5,6 x 7,2 m. Aún se puede apreciar en su cara norte detalles ornamentales en forma de cintas y con estrellas e inscripciones cúficas en su cara oriental. A sus pies se descubrió no hace mucho una cisterna de la época medieval
- Torre Redonda o de la Mora, mal llamada así ya que su planta es de forma octogonal. Se sitúa en el ángulo suroeste del lienzo de la muralla, entre la calle Puerta de Mérida y la avenida Padre Rosalío
- Torre del Rey, al norte del paño de la muralla, en la plaza del Socorro
- Torre de Sande, en la Casa de los Saavedra, intramuros y frente a la iglesia de San Mateo
- Torre de Santa Ana o del postigo de Santa Ana, en el paño oeste de la antigua muralla, se encuentra muy salida de la misma, y se une a aquella por una gruesa pared que perfora un pasadizo. La mejor posición para observar esta torre es desde la plaza de Publio Hurtado
- Torre de la Yerba, del siglo XII, situada a mitad del paño noroeste del lienzo de la muralla. Se puede ver desde la plaza Mayor

#### Otros lugares

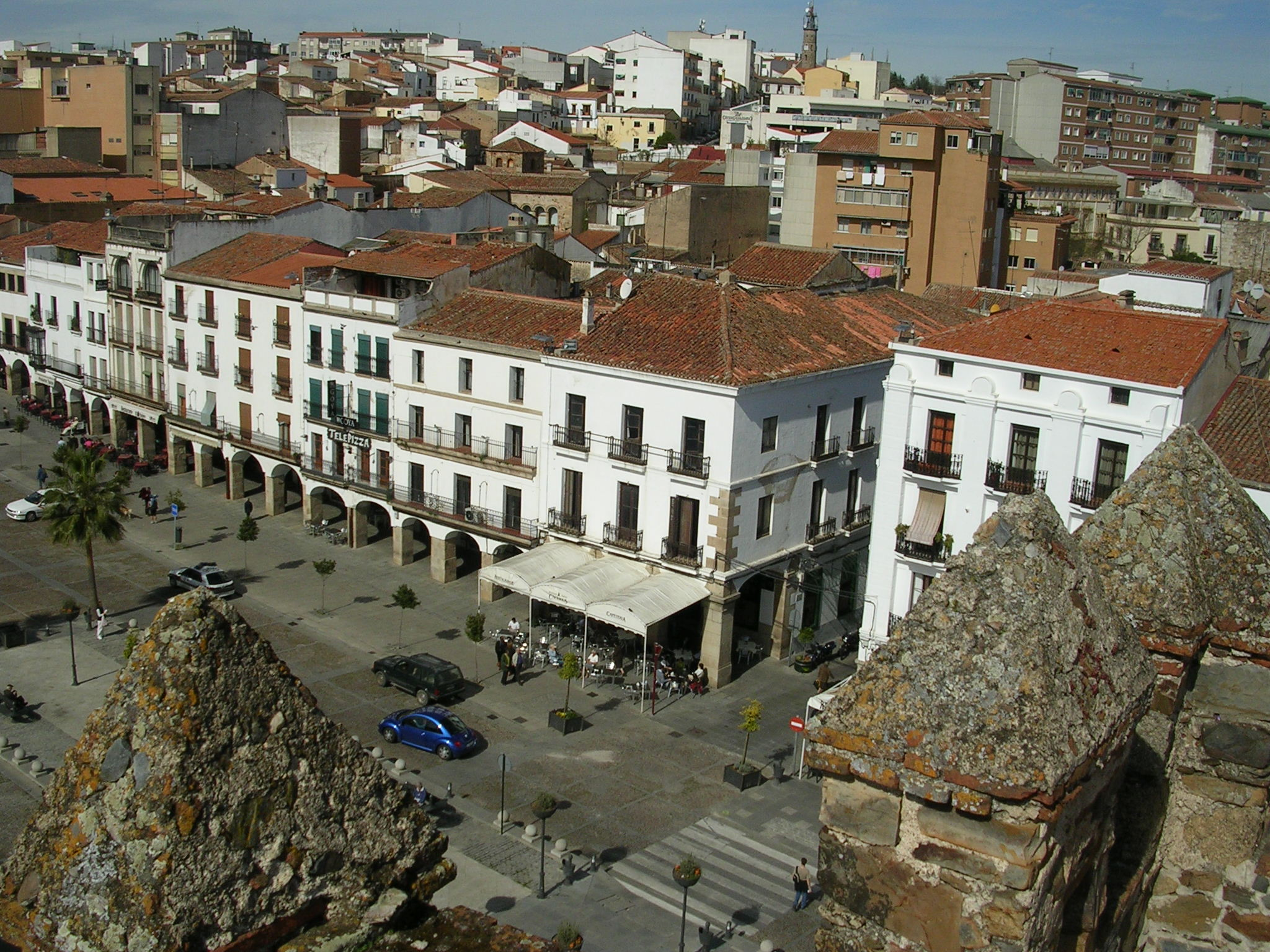
Vista parcial de la plaza Mayor con parte de la ciudad de fondo tomada desde la Torre de Bujaco

- Plaza Mayor, principal punto de entrada al casco histórico. En ella se encuentra el ayuntamiento
- Foro de los Balbos
- Plaza de Santa María, enmarcada por la concatedral de Santa María, el Palacio Episcopal, el Palacio de los Mayoralgo, y el Palacio de Hernando de Ovando
- Plaza de San Jorge
- Plaza de San Mateo, alrededor de la iglesia de San Mateo
- Fragmento de muralla romana
- Casa-Museo Árabe Yusuf al Burch
- Judería Vieja
- Centro de Cultura Virtual de Cáceres

### Resto de la ciudad

#### Iglesias

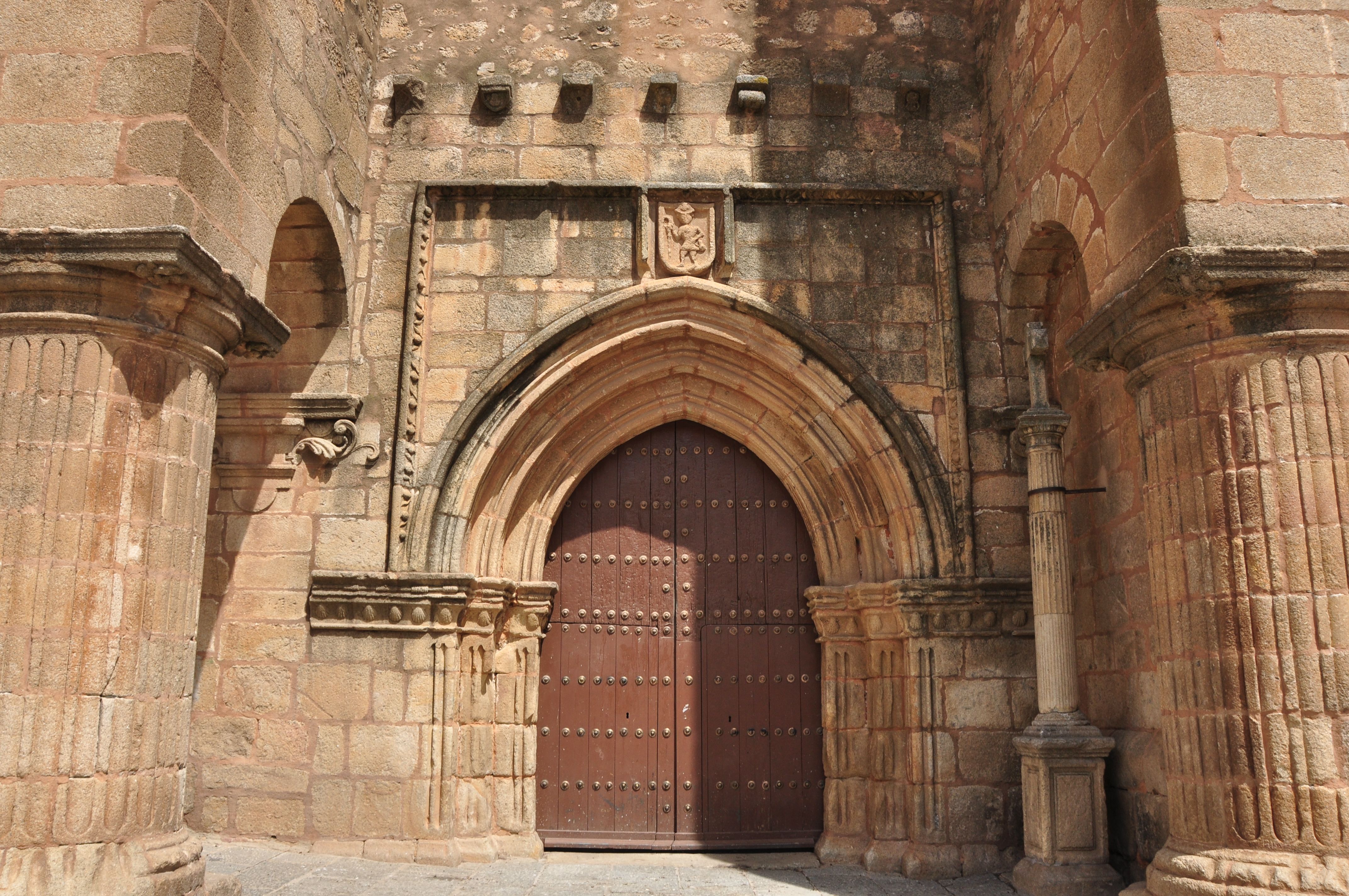
Portada de la iglesia de Santiago

Cáceres es, desde mediados de siglo XX, la segunda capital de la diócesis de Coria, ahora llamada diócesis de Coria-Cáceres. La concatedral está en el casco histórico, pero por las otras zonas de la ciudad hay varias parroquias:
- Iglesia de Santiago
- Iglesia de San Juan Bautista
- Iglesia de la Sagrada Familia
- Iglesia de Nuestra Señora de Guadalupe
- Iglesia de Nuestra Señora del Rosario de Fátima
- Iglesia de San Blas
- Iglesia de San José
- Iglesia de San Pedro de Alcántara
- Iglesia del Beato Marcelo Spinola
- Iglesia del Espíritu Santo
- Iglesia de San Eugenio (Aldea Moret)
- Iglesia de San Juan Macías (Mejostilla)

#### Otros edificios

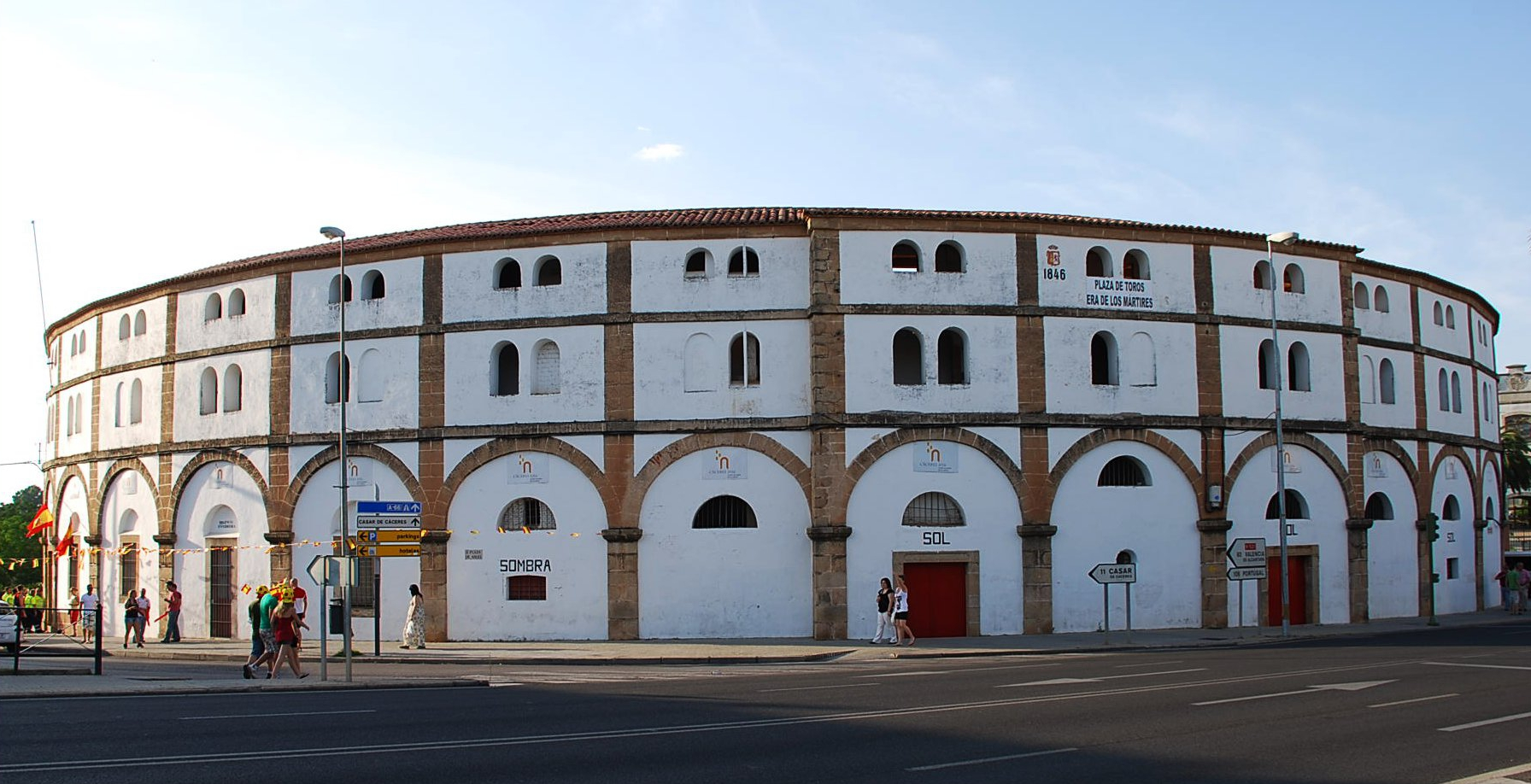
Plaza de toros

- Palacio de la Audiencia. Es desde 1790 sede de la Real Audiencia de Extremadura y actual Palacio de Justicia.[39]
- Plaza de toros de Cáceres,[163] inaugurada el 6 de agosto de 1846, es una de las más antiguas de España, declarada Bien de Interés Cultural en 1992.[164]

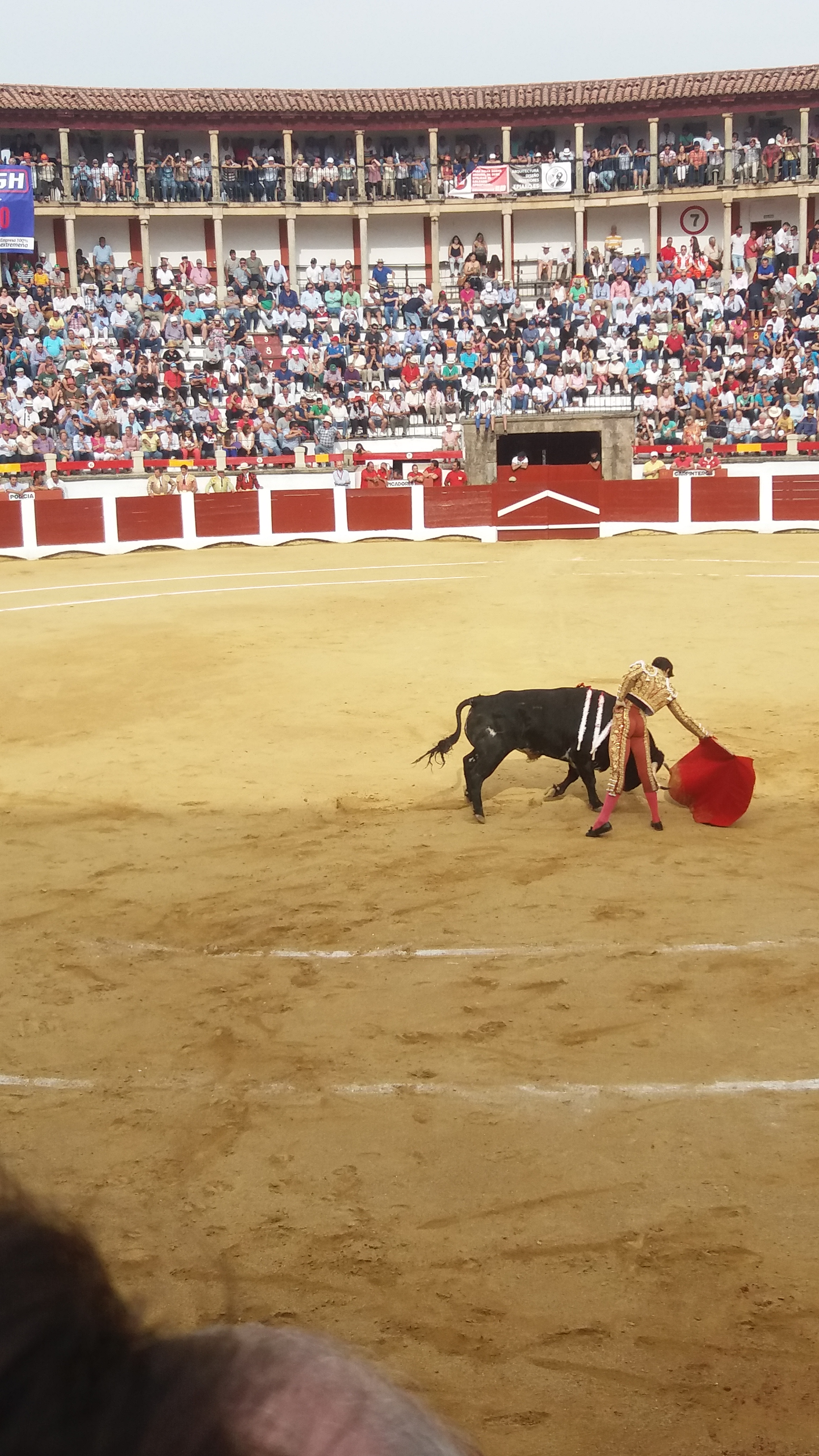
Roca Rey toreando en Cáceres el 27 de mayo del 2017

- Chalet de los Málaga, palacio construido en la II República que fue declarado Bien de Interés Cultural en 2001.[165]

#### Calles y parques

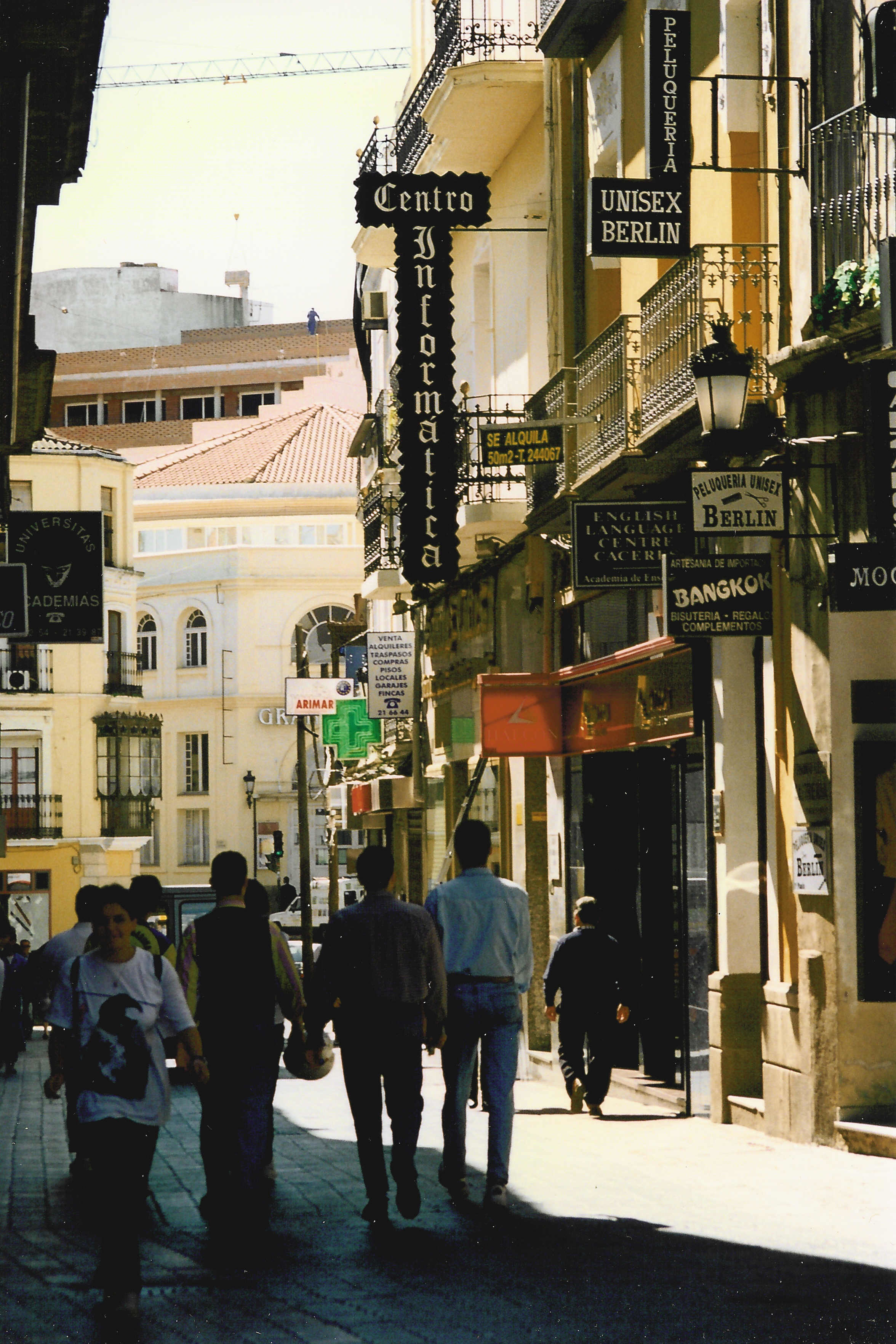
Calle San Pedro, en el centro

Entre las calles de Cáceres más conocidas destacan las calles Pintores, Moret y Roso de Luna, típicas comerciales. También es conocida la plaza de Antonio Canales, antigua plaza de Italia, con su torre erigida en 1929. En el residencial Vegas del Mocho se sitúa todos los miércoles el Mercado Franco, donde es posible encontrar alimentos típicos de la provincia.
- Paseo de Cánovas
- Parque del Príncipe
- Parque del Rodeo[169]
- Paseo de Calvo Sotelo
- Parque del Olivar Chico de los Frailes
- Parque de Maltravieso
- Parque del Cuartillo
- Parque Vía de la Plata
- Paseo Alto[170]

### Otros puntos de interés en el término municipal

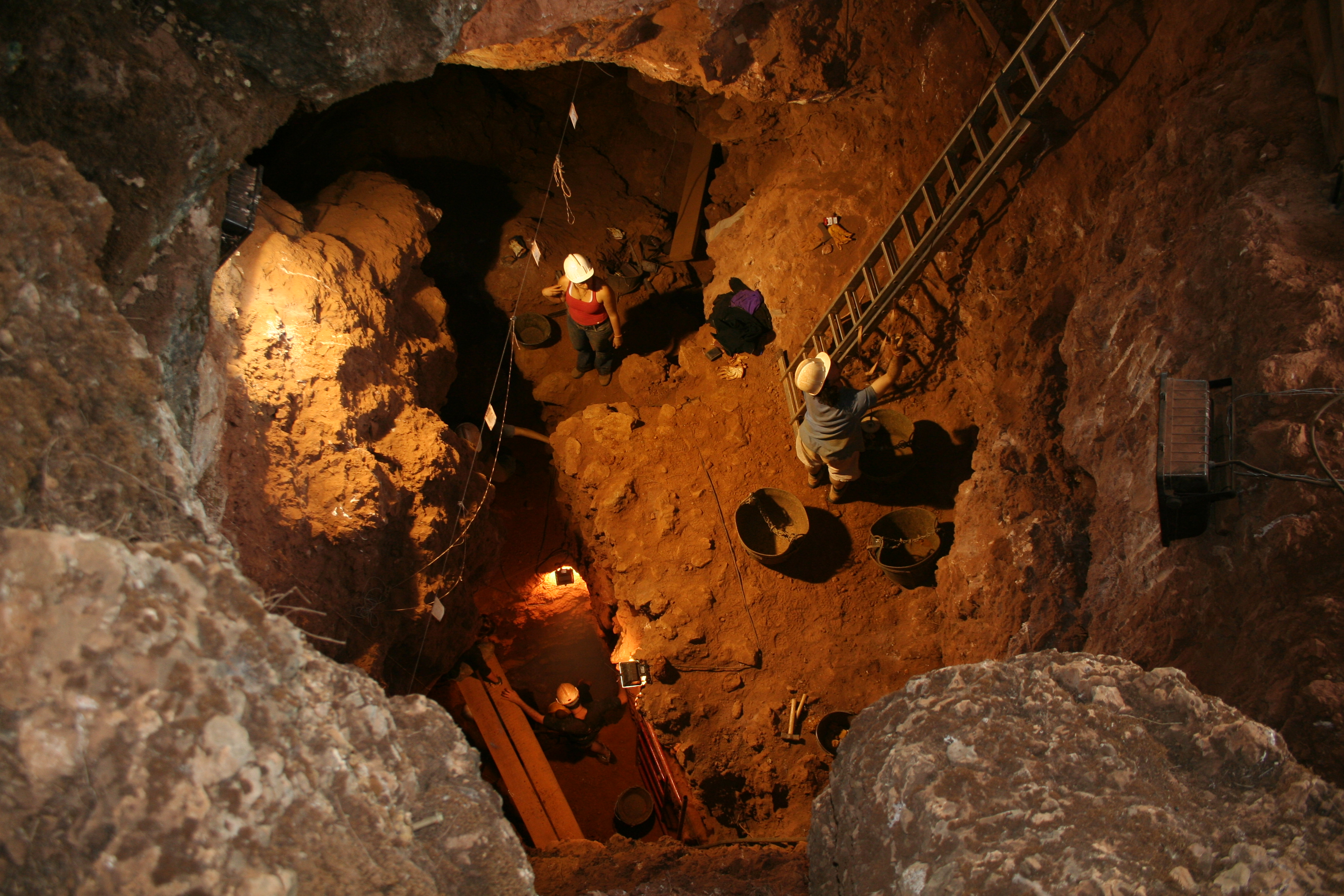
Cueva de Santa Ana
La cueva de Santa Ana es una cueva situada en el campo militar CIMOV n.º 1, a 12 km de la ciudad. Se encuentra ubicada en una colina formada por calizas del Carbonífero Inferior, cerca del contacto de éstas con unas pizarras de la misma etapa geológica, marcado por un cambio de pendiente del relieve y la presencia de un riachuelo. Pertenece al sistema kárstico del Calerizo de Cáceres, el mismo al que pertenece Maltravieso.
Cáceres el Viejo
Cáceres el Viejo es un campamento romano de la época republicana situado en la carretera de Torrejón el Rubio que albergó dos legiones. Tiene forma rectangular, con 680 m de largo por 400 m de ancho, murallas de pizarra amalgamadas con barro, con doble foso y cuatro puertas. Llamado posiblemente Castra Servilia, por ser campamento de Servilio Cepión durante la guerra lusitana. Citado por Plinio el Viejo junto con el campamento Castra Caecilia, con el que se fusionó en el año 35 a. C. para constituir la Colonia romana de Norba Caesarina, actual Cáceres Monumental.
Vía de la Plata

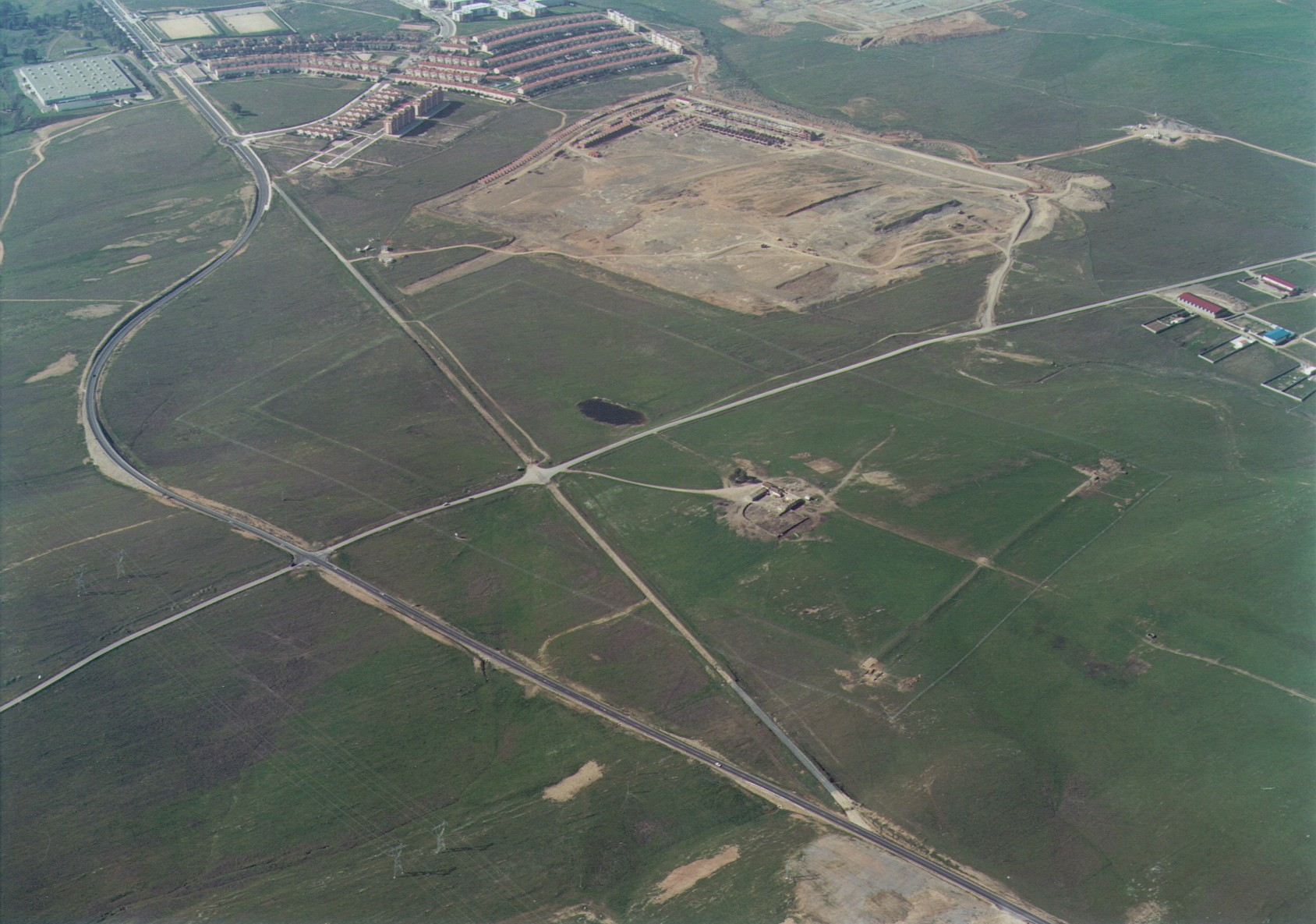
Vista aérea del campamento romano origen de Cáceres, con la carretera EX-390 desviada de su trazado antiguo para no afectarlo

La Vía de la Plata atraviesa el término municipal de Cáceres de norte a sur. Esto hace que en el término haya otros restos romanos aparte de Castra Cecilia, tales como Castra Servilia, Cuarto Roble y El Junquillo. La calzada romana pasa también por Valdesalor, habiendo cerca de esa localidad un puente romano reconstruido en la Edad Media llamado Puente de la Mocha. En la Finca del Trasquilón, próxima a Valdesalor, hay también varios miliarios romanos. Por Cáceres también pasa el Camino de Santiago de la Plata.
Ermitas
La principal ermita de Cáceres es el santuario de la Montaña, situado en lo alto de la sierra de Portanchito, al este de la ciudad. Su mirador tiene una vista privilegiada de Cáceres y sus alrededores. La ermita está presidida por la Virgen de la Montaña, una imagen tallada entre 1620 y 1626 adquirida en el año 1641, que se talló siguiendo el modelo de otra más antigua, copia de la Virgen de Montserrat, la cual fue traída a Cáceres por un eremita de Casas de Millán llamado Francisco de Paniagua. Paniagua llegó a Cáceres en el año 1600, portando una talla de la Virgen de Montserrat, la cual paseaba por la villa pidiendo limosnas para edificar un santuario. El sacerdote cacereño Sancho de Figueroa, junto al propio Paniagua, fundaron la Cofradía de Nuestra Señora de la Montaña, desde la cual aún se venera la talla que actualmente preside el santuario. La Virgen de la Montaña fue declarada patrona de Cáceres en 1906 y coronada en 1924.
Existen otras ermitas en el municipio, tales como la de San Jerónimo, entre las dos partes en las que se divide el término de Malpartida de Cáceres; la de San Benito, junto al río Almonte cerca de Santiago del Campo; y las de Santa Lucía y San Benito, al sur de la ciudad.
Castillos
En el término municipal de Cáceres hay varios castillos:

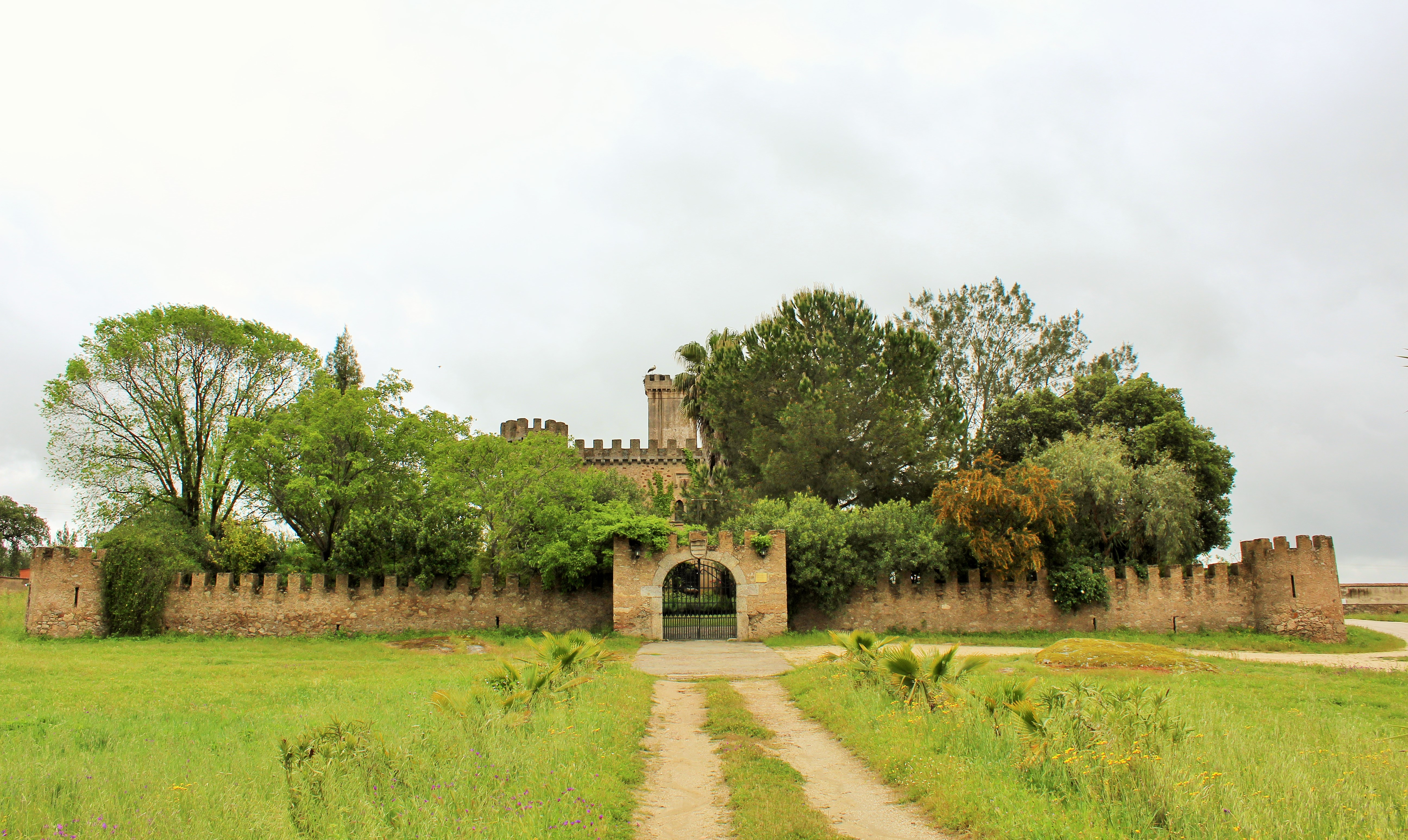
Castillo palacio de las Seguras

- Castillo de las Arguijuelas de Abajo, situado al sur de la ciudad en la N-630. Fue construido en los siglos XV y XVI y es de propiedad privada. Se usa para actividades hosteleras;[178]
- Castillo de las Arguijuelas de Arriba, situado próximo al de las Arguijuelas de Abajo en la misma carretera. Es del siglo XV y también es de propiedad privada;
- Castillo de Salor, en la N-630 junto a Valdesalor;
- Casa fuerte de Santiago de Bencáliz o Santiago de Vencáliz, en la N-630 junto a la localidad de Casas de Don Antonio. Es del siglo XV y de propiedad privada, y la finca en la que se halla se utiliza como sede de la romería de Casas de Don Antonio;[179]
- Casa fuerte de Carretona, en la finca Carretona en la EX-100. Fue construido en 1469 y en la actualidad se usa como explotación agropecuaria.
- Castillo palacio de las Seguras, en la EX-100 cerca del río Salor. Es un palacio del siglo XIV de propiedad privada que alberga una casa rural.
- Castillo de Mogollones, frente al castillo de Las Seguras. Se construyó en el siglo XIV y fue destruido en el siglo XVII, encontrándose actualmente en ruina consolidada y algo transformado.
- Torre de Mayoralguillo, junto al castillo de Las Seguras. Se construyó en el siglo XIII.
- Castillo de Castellanos, cerca del límite provincial con Cordobilla de Lácara. Fue construido en el siglo XV, formando parte hacia 1477 del señorío de Fernán Gutiérrez de Valverde,[180] y actualmente se encuentra en un estado de ruina progresiva. Aunque es de propiedad privada, no se le da uso alguno y su acceso es libre.

## Cultura

### Instalaciones culturales
Investigación científica
Cáceres cuenta con varios observatorios astronómicos:
- Observatorio Astronómico situado en el Campus de Cáceres, que trabaja en red con otro observatorio instalado en Badajoz;[181]
- Observatorio Astronómico del Centro de Enseñanzas Integradas (CEI) a disposición de sus alumnos.[182]
- Observatorio Astronómico Norba Caesarina, situado en Aldea Moret (Código Minor Planet Center: Z71), dedicado a la astrometría de asteroides del sistema solar.

Aunque en 2008 se presentó un proyecto para la construcción de un observatorio astronómico público en la Montaña, al consorcio Cáceres 2016 dicho proyecto le fue denegado en abril del mismo año.
Además, hay un observatorio meteorológico situado en una finca junto a la carretera de Trujillo.

### Entidades culturales
Museos

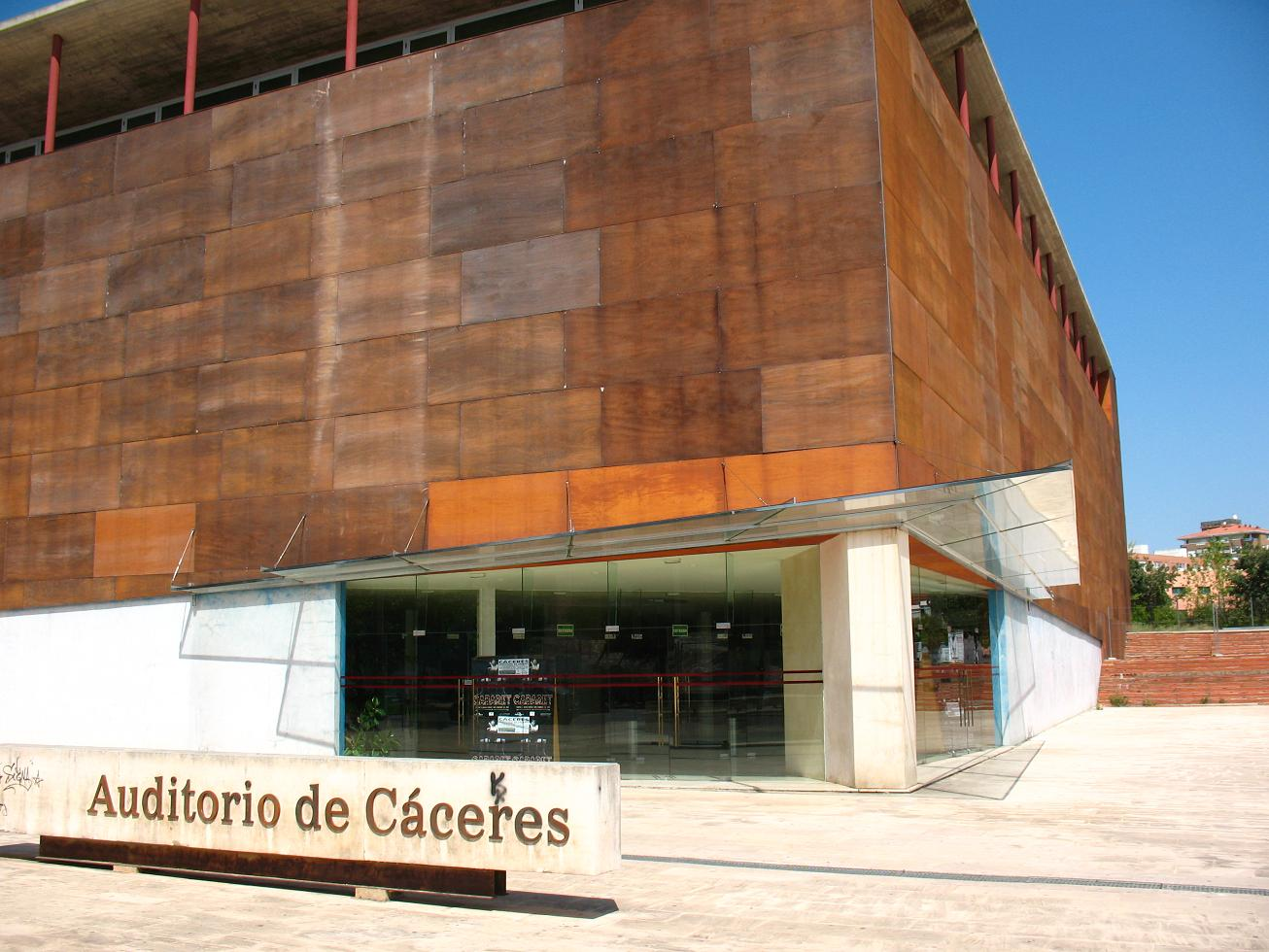
Auditorio de Cáceres

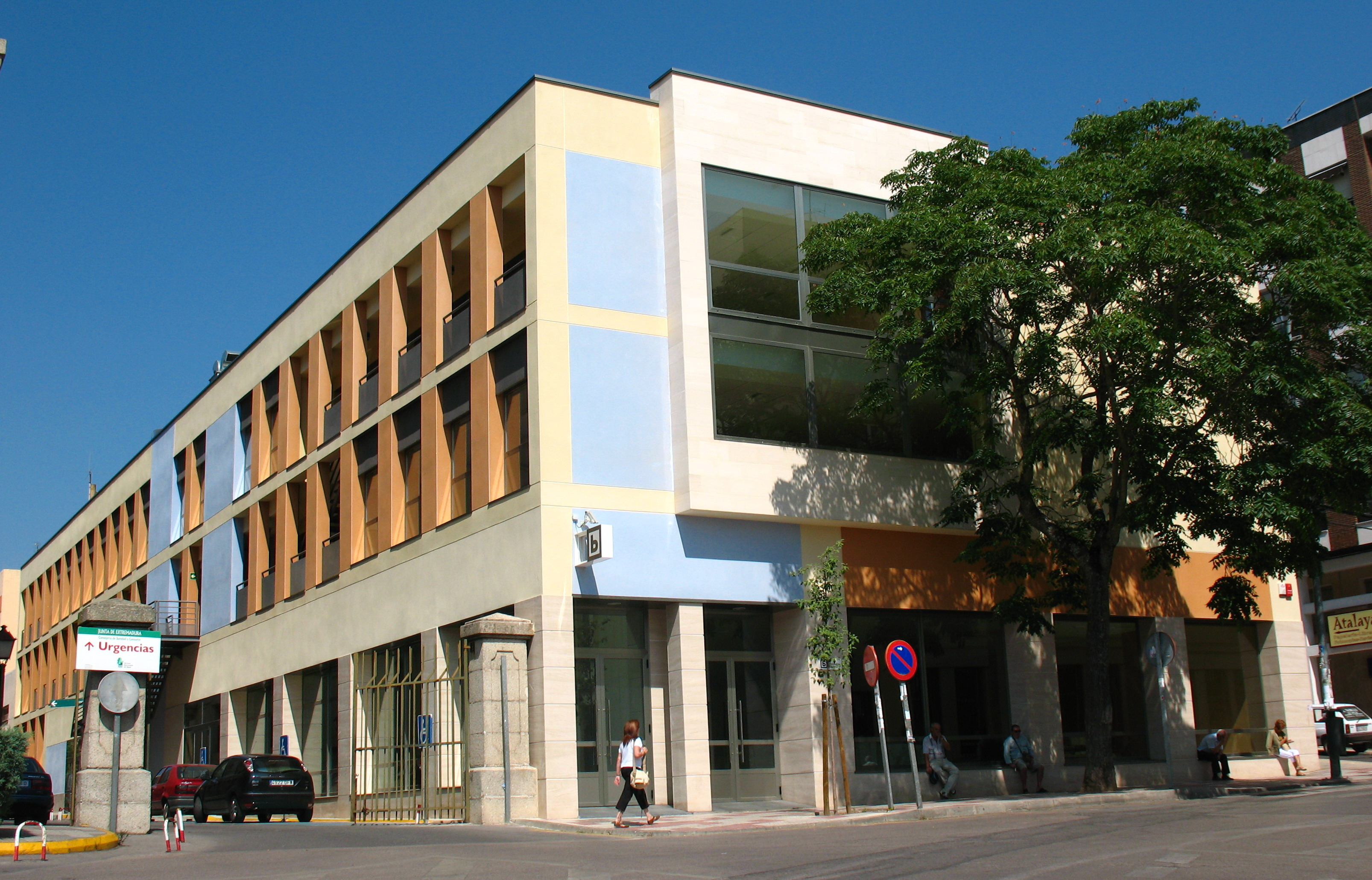
Biblioteca pública de Cáceres

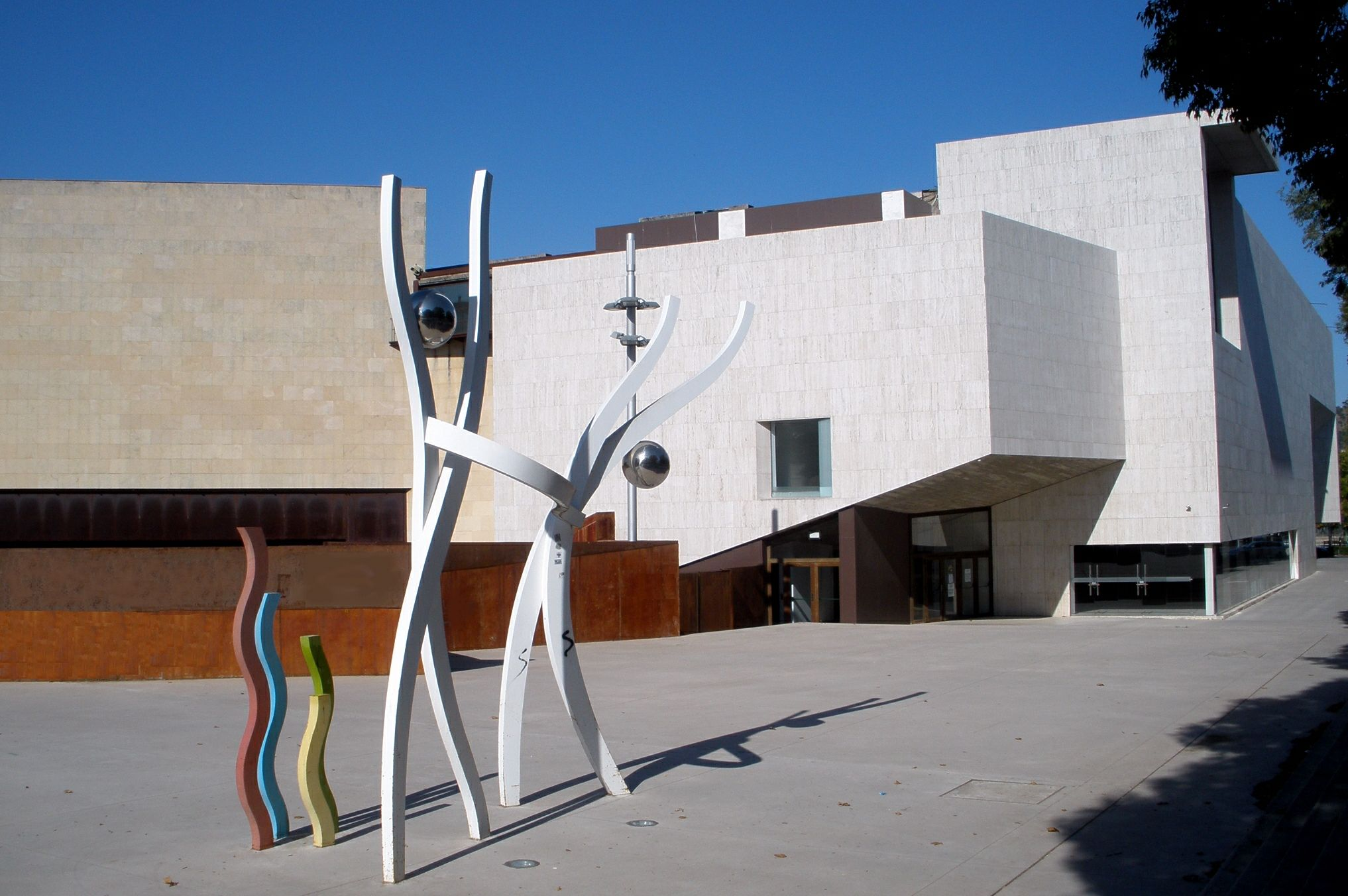
Cáceres - Palacio de Congresos y Exposiciones de Cáceres, inaugurado en 2011

Entre los museos de Cáceres se encuentran:
- Museo de Cáceres[186]
- Museo de Historia y Cultura Casa Pedrilla
- Casa Museo Guayasamín[187]
- Centro de Artes Visuales Fundación Helga de Alvear
- Casa Museo Árabe Yusuf al Burch
- Museo de la Concatedral
- Museo municipal Massa Solís
- Palacio Carvajal
- Sala de exposiciones Permanentes Municipal

Otros centros culturales de la ciudad son:
- Sala de exposiciones Palacio de la Isla
- Complejo Cultural San Francisco
- Centro de Exposiciones San Jorge
- Fundación Mercedes Calles y Carlos Ballestero
- Aula de cultura Caja Extremadura
- Centro cultural Capitol de Caja Duero
- Sala de exposiciones Caja de Extremadura
- Sala de exposiciones Banco de Extremadura
- Sala de arte El Brocense
- Sala de exposiciones del Colegio de Arquitectos
- Casa de Cultura Rodríguez Moñino
- Casa de Cultura Moctezuma
- Casa de la juventud
- Sala de exposiciones de la Biblioteca Pública
- Sala de promoción y artesanía

Archivos
Los principales archivos de la ciudad son:
- Archivo Histórico Municipal[189]
- Archivo Histórico Provincial[190]
- Archivo Diocesano[191]
- Archivo Diputación Provincial

Centros de interpretación
Los centros de interpretación son lugares para encontrar información sobre los sitios que se visita. Algunos de ellos son:
- Centro de Cultura Virtual, situado en la Pza. de Santa María, con las últimas tecnologías en animación y 3D, realiza un recorrido virtual por la ciudad
- Centro de interpretación del Campamento Romano de Castra Cecilia -Cáceres el Viejo-, ubicado en el barrio del mismo nombre
- Centro de interpretación de la Torre de Bujaco, en la plaza Mayor
- Centro de interpretación de la Torre de los Pozos
- Centro de interpretación de la Cueva de Maltravieso. Está ubicado en un edificio de nueva planta que está localizado muy próximo a la entrada de la Cueva de Maltravieso, a las afueras de la ciudad. En la actualidad la cueva no es visitable, por este motivo se optó por realizar una recreación de la misma en el interior del centro

- Centro de interpretación de la Minería en Extremadura, situado en Aldea Moret, pone en conexión al visitante con el mundo de la minería en Extremadura, con el edificio que visita, por tratarse de una mina (Mina Abundancia), con las gentes de Aldea Moret y con el entorno, el complejo minero Aldea Moret;
- Centro de interpretación del Palacio de Carvajal;
- Centro de interpretación Galarza.

Asociaciones culturales
La asociación cultural más importante de la ciudad es el Ateneo de Cáceres, cuya sede se encuentra en el Palacio de Camarena, en el centro histórico de la ciudad.
Salas cinematográficas
- Filmoteca de Extremadura,[192] que programa ciclos temáticos durante todo el año;
- Gran Teatro;[193]
- Multicines Cáceres.

### Eventos culturales
Festivales de música
Cáceres acoge varios festivales musicales en distintas épocas del año. Los más multitudinarios son el WOMAD, festival de músicas del mundo que se celebra en el mes de mayo, y el SonoraCC, dedicado a la música pop, rock e indie nacional.
- WOMAD,[195] en mayo, es un festival organizado por la organización mundial WOMAD -World Of Music, Arts & Dance- y creado por Peter Gabriel, en 1982, siendo el celebrado en Cáceres el primero de los dos que se celebran durante el año en España -Cáceres y Canarias- y que lo hace único entre los 9 que se celebran en todo el mundo, por tener lugar en el interior de una ciudad monumental;

- Cáceres Pop-Art, en septiembre: festival en el que se aglutinan diferentes manifestaciones artísticas referidas a la cultura pop, como la música, el arte, la fotografía, el cine, la literatura, el cómic o la moda. Se organizan exposiciones, tienen lugar en la ciudad ciclos de cine en la Filmoteca de Extremadura y una serie de conciertos gratuitos, dando prioridad a grupos y artistas emergentes que destacan en la música independiente nacional e internacional. Culmina con la entrega de los premios Pop Eye a músicos y creadores ligados a circuitos no comerciales;
- Aldea de la Amex, en septiembre, es un festival organizado por la Asociación de Músicos de Extremadura y celebrado en la barriada de Aldea Moret dedicado a la integración de la cultura gitana a través de la música y el arte;
- Cáceres Irish Fleadh, en noviembre, es un festival de música tradicional irlandesa y celta en general, con actuaciones en pubs y teatros de la ciudad;
- Festival del Oeste, en la primera semana de julio, con grupos de rock duro, heavy metal y punk-rock nacional e internacional;
- Festival Internacional de Música Negra Ciudad de Cáceres, en julio, es un festival que une diferentes estilos como soul, funky, blues, disco y otros;
- Festival de Música Antigua Iberoamericana, en septiembre,[196] con conciertos y cursos de música antigua que se celebran en diferentes emplazamientos y templos de la ciudad monumental;
- Festival Folclórico Internacional de los Pueblos del Mundo, en julio: con actuaciones, pasacalles y talleres;
- Otoño musical.[197]

Festivales de cine y teatro

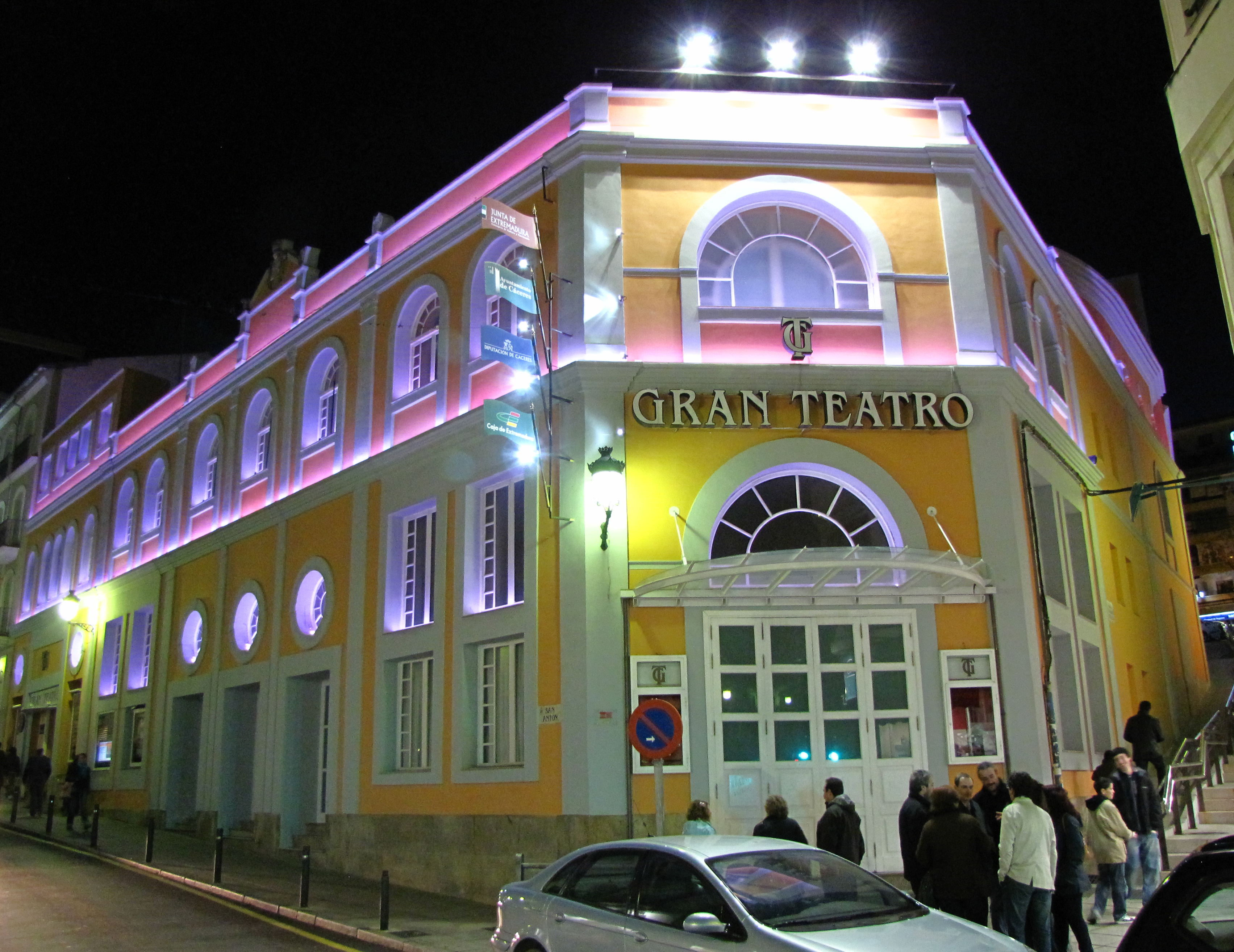
Vista nocturna del Gran Teatro

El festival de teatro más importante de la ciudad es el Festival de Teatro Clásico de Cáceres, que se celebra en junio, abriendo la temporada de festivales de teatro clásico en España.
En Cáceres se celebran varios festivales de cine a lo largo del año, concentrados en los meses de marzo y noviembre. En marzo se celebran el Festival Solidario de Cine Español de Cáceres y el Festival Envideo Cáceres. En noviembre se celebran el Festival de Cine Gay y Lésbico de Extremadura (Cáceres es una de sus sedes junto con Mérida y Badajoz) y el EXTREMA´doc Festival Internacional de Cine Documental y Cooperación para el Desarrollo.
En el mes de agosto se celebra un ciclo de cine de verano en el Foro de los Balbos, organizado por la Filmoteca de Extremadura. Las sesiones se celebran los fines de semana y cada año se proyectan entre cuatro y seis películas. La asistencia es gratuita hasta completar aforo.
Exposiciones de pintura
- Foro Sur. Feria de Arte Iberoamericano Contemporáneo, en abril:[203] se celebra en el centro de exposiciones San Jorge, pleno corazón de la Ciudad Monumental de Cáceres, aunque también cuenta con manifestaciones artísticas en el resto de la ciudad. Intenta difundir el conocimiento del arte contemporáneo, fomentar el mercado artístico e impulsar el coleccionismo. Actualmente, está clasificada como la segunda feria de arte contemporáneo más importante de España después de ARCO.

Recreaciones históricas
- Mercado Medieval, en noviembre: es interesante visitar este mercado que se instala intramuros, considerado el segundo más importante de España, en él se pueden adquirir objetos curiosos, clásicos o artesanales, productos típicos y alimentos de la tierra, con una ambientación histórica por toda la Ciudad Monumental. Consiste en la celebración de las culturas que convivieron en Cáceres.

### Festividades

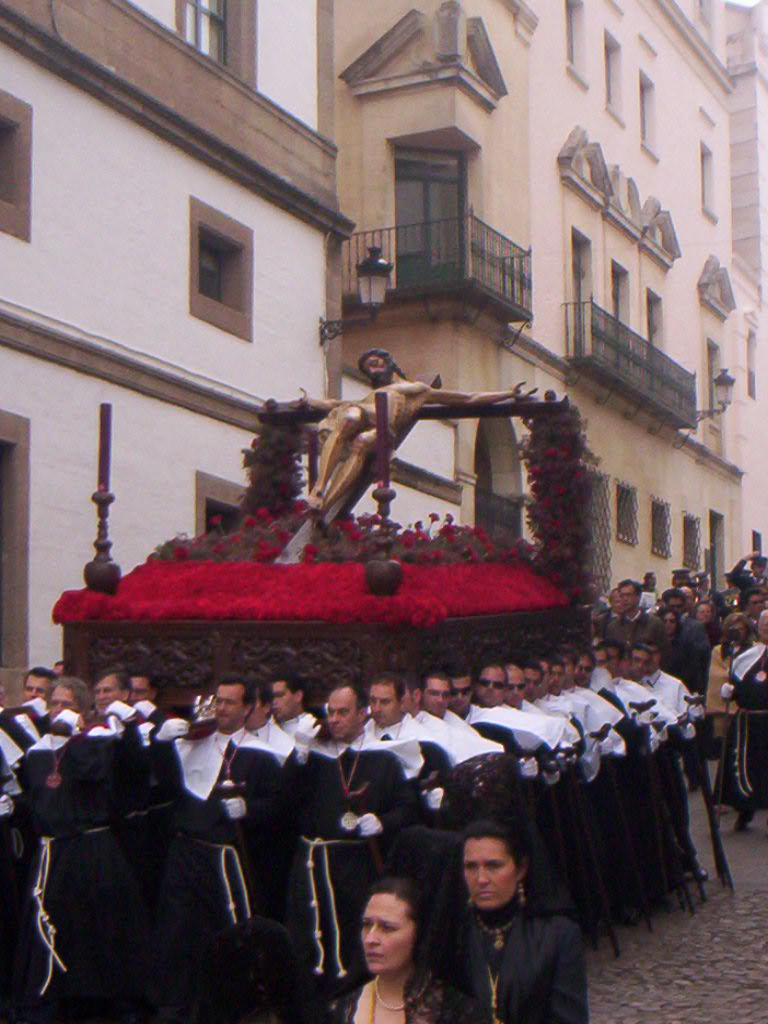
Cristo del Calvario a su paso por la Gran Vía de Cáceres

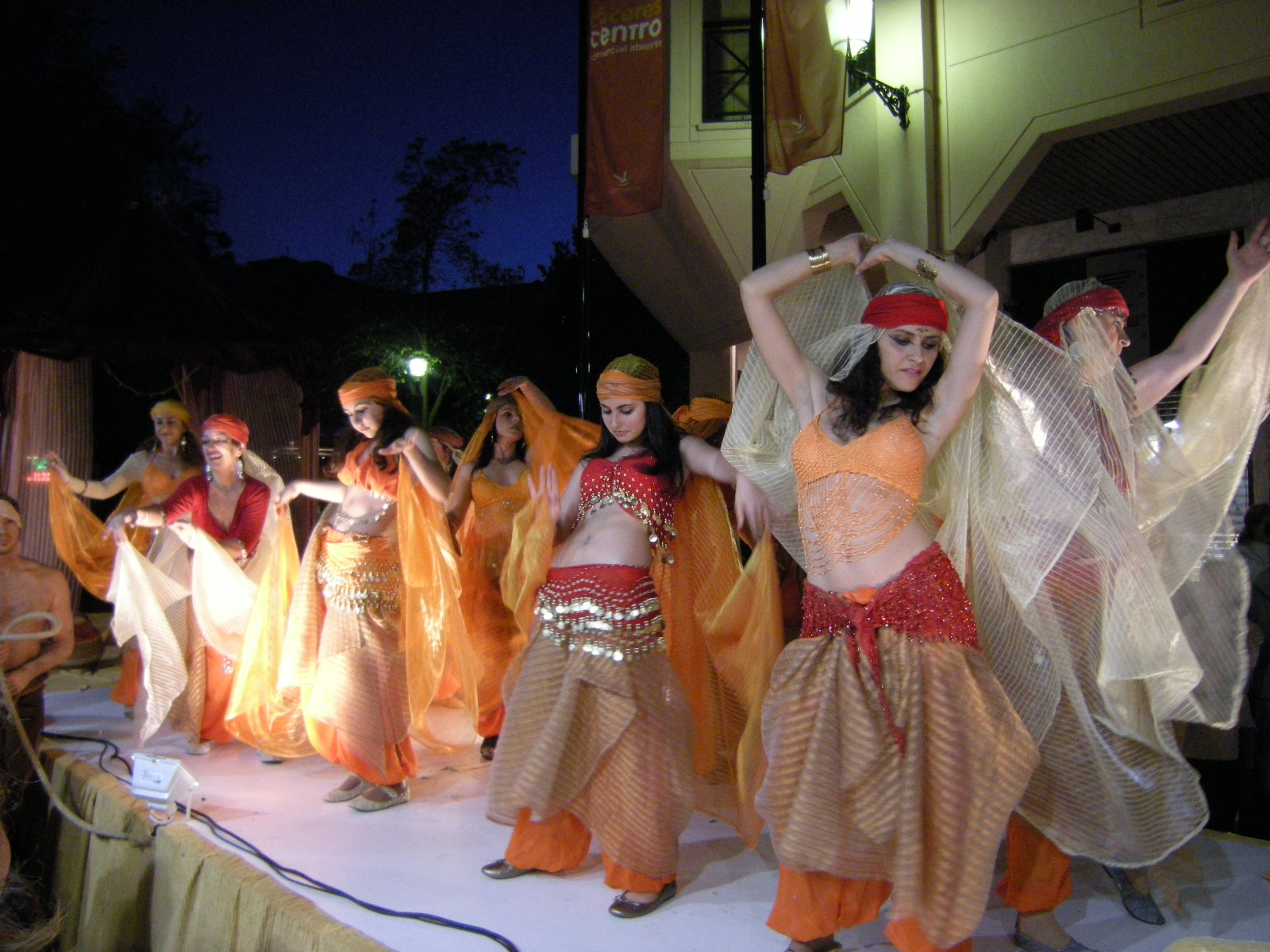
Desfile de la fiesta de San Jorge

- Romería de los Santos Mártires San Fabián y San Sebastián, el domingo más próximo al 20 de enero en la ermita de los Mártires. Es una celebración popular, que ha servido para que los cacereños vuelvan a frecuentar uno de los rincones más bellos de la ciudad por su valor ecológico, el paseo Alto. Tradicionalmente se elaboran roscas de anís que se venden a miles durante ese día;[170]
- Las Candelas y San Blas, del 1 al 3 de febrero. Son dos de las fiestas más populares de la ciudad. Durante la mañana del 2 de febrero la Virgen de las Candelas sale en procesión desde la ermita del mismo nombre, situada en el barrio de Santa Clara. Las calles se engalanan para recibir a la Virgen durante su recorrido. La festividad de San Blas se realiza en su templo parroquial, el mismo día de las Candelas, es decir la víspera del santo. Los alrededores de la ermita se llenan de jóvenes con el vestido de campuza y el hermoso pañuelo «de sandía» o «de mil colores». Durante la tarde de San Blas se escucha música típica extremeña;[204][205]
- Semana Santa Cacereña,[206] (de Interés Turístico Internacional)[207] algunas de cuyas cofradías son de las más antiguas de España. Así la del Nazareno y de la Misericordia tienen unos estatutos del año 1464, la del Cristo Negro del año 1490,la del Espíritu Santo del año 1493, la de la Santa y Vera Cruz del año 1521 o la de La Soledad que se remonta a 1582. Durante 2018 desfilaron 16 cofradías en 23 desfiles.[208] La procesión del Cristo Negro es una de las más conocidas por realizar un desfile medieval por el interior del recinto amurallado de la ciudad. Su imagen realizada a mediados del siglo XIV está ubicada en la Santa Iglesia Concatedral de Santa María, en la llamada Capilla de los Blázquez, siendo de las más veneradas.
- Celebración de San Jorge, el 23 de abril,[209] comenzando los actos más significativos el 22 por la tarde, con el desfile y lucha de moros y cristianos y la quema del dragón en la plaza Mayor, donde también se escenifica la reconquista de la ciudad por el rey Alfonso IX;
- Romería de Santiago de Vencáliz, el 1 de mayo, es la romería local del vecino municipio de Casas de Don Antonio que tiene su sede en la finca de Santiago de Vencáliz, en el término municipal de Cáceres;[179]
- Romería de la Virgen de la Montaña: con este acto los cacereños reciben a su patrona, que permanecerá en la ciudad hasta el primer domingo de mayo, que volverá a su Santuario. La Ciudad Monumental es un continuo ir y venir de personas que van a visitar a su patrona que se encuentra en la Concatedral de Santa María. La primera bajada de la virgen a la ciudad se hizo el 3 de mayo de 1641 debido a una sequía;[176]
- Fiesta de Nuestra Sª. de la Montaña, patrona de la ciudad. Se celebra el primer domingo de mayo. A lo largo de su historia, se ha cambiado varias veces de fecha. En 1635 se puso su primera fecha, el 25 de marzo, que en 1784 se cambió al primer Domingo de Pascua de Resurrección. En 1832 se trasladó al cuarto domingo de mayo y en 1860 se intentó cambiar su fecha al 8 de septiembre. En 1906, al ser declarada patrona, se cambió al segundo Domingo de Pascua. No fue hasta 1975 cuando se adoptó la fecha actual;[176]
- Romería de Sta. Lucía, el segundo domingo de mayo;[210]
- Feria de mayo, es la feria grande de Cáceres, fundada por Alfonso IX de León, desde 1896 se celebra entre el 28 y el 30 de mayo. Con motivos de las fiestas se celebrarán conciertos en el Recinto Hípico.[211]

### Gastronomía

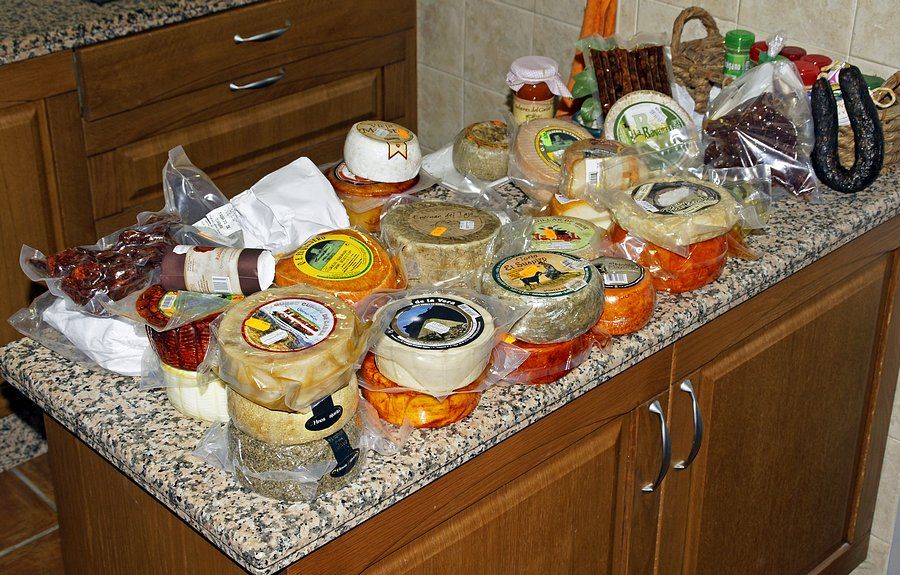
Quesos de la provincia de Cáceres

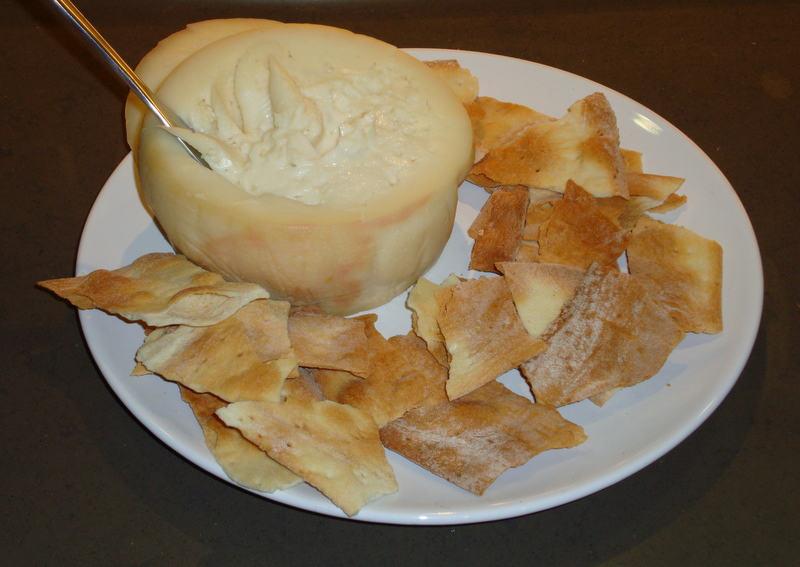
Torta del Casar, cuya denominación de origen abarca 36 municipios, uno de ellos Cáceres.

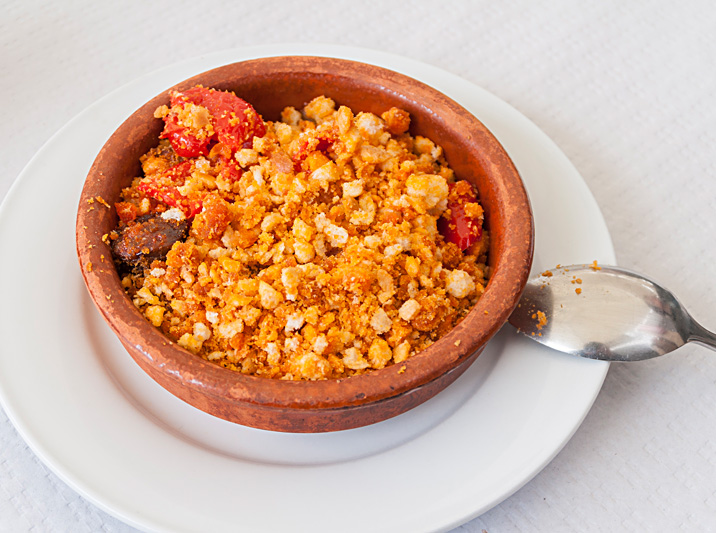
Plato de migas

La gastronomía cacereña es rica y variada, con notables influencias de las culturas de las cuales es heredera, como la árabe y la sefardí, además de influencias de la vida pastoril y ganadera, sobre todo en la gastronomía más casera. Además, la cocina de conventos y monasterios de varios lugares de la provincia de Cáceres como los de San Benito de Alcántara, Yuste o Guadalupe ha dejado un completo recetario de platos de caza y refinados postres.
Su gastronomía es rica al utilizar ingredientes con denominación de origen (D.O.P.) e indicación geográfica (I.G.P.), como el jamón ibérico Dehesa de Extremadura, el queso Torta del Casar, el queso de los ibores, los vinos de la Ribera del Guadiana, el aceite Gata-Hurdes, el pimentón de la Vera, la cereza del Jerte, la miel Villuercas-Ibores, la ternera de Extremadura, el cordero de Extremadura (CORDEREX) y los vinos de la Tierra de Extremadura.
En la ciudad hay restaurantes altamente cualificados -algunos de ellos con soles Repsol y estrella Michelin- con una oferta variada en sus cartas, donde las recetas tradicionales mencionadas conviven con una cocina más novedosa y moderna.
Entre los muchos platos típicos de la gastronomía cacereña se cuentan los siguientes:
- Chanfaina
- Gazpacho cacereño (con tomate, cebolla, pepino, pimiento, aceite, sal, vinagre, pan y agua)
- Frite (elaborado a base de cabrito o cordero)
- Migas extremeñas
- Patatas en escabeche con tencas
- Caldereta extremeña
- Dulces conventuales artesanales (entre ellos las floretas, los pestiños, las perrunillas o los huesos de santo a base de almendras)
- Escabechera navideña
- Productos de la matanza

Esta rica y variada gastronomía, junto a un buen proyecto, llevó a la ciudad a conseguir en el año 2015 el título de Capital Española de la Gastronomía organizado por la Federación Española de Hostelería (FEHR) y la Federación Española de Periodistas y Escritores de Turismo (FEPET).

### Deporte

#### Instalaciones deportivas

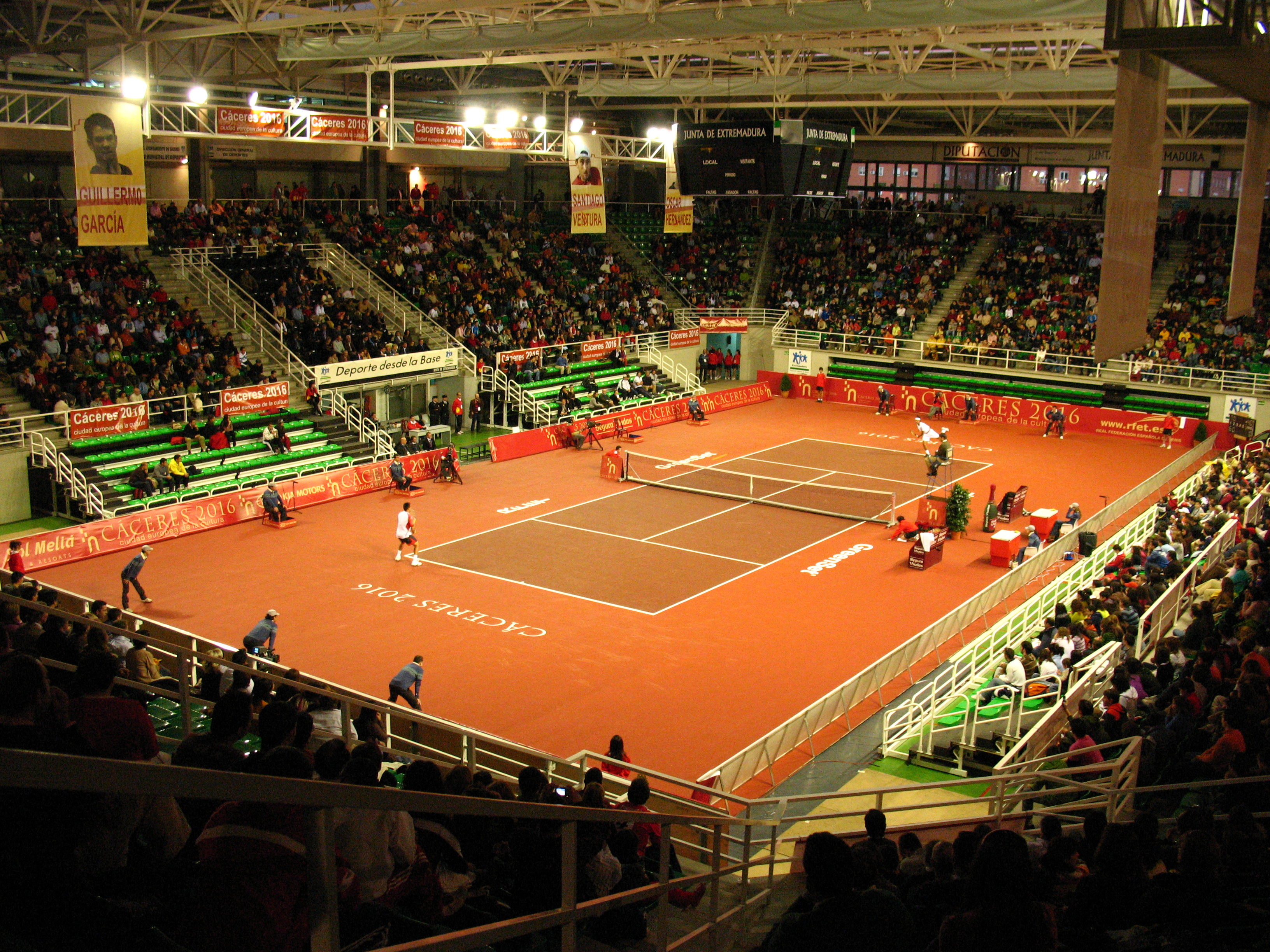
Semifinales del Máster Nacional de Tenis 2007 en Cáceres

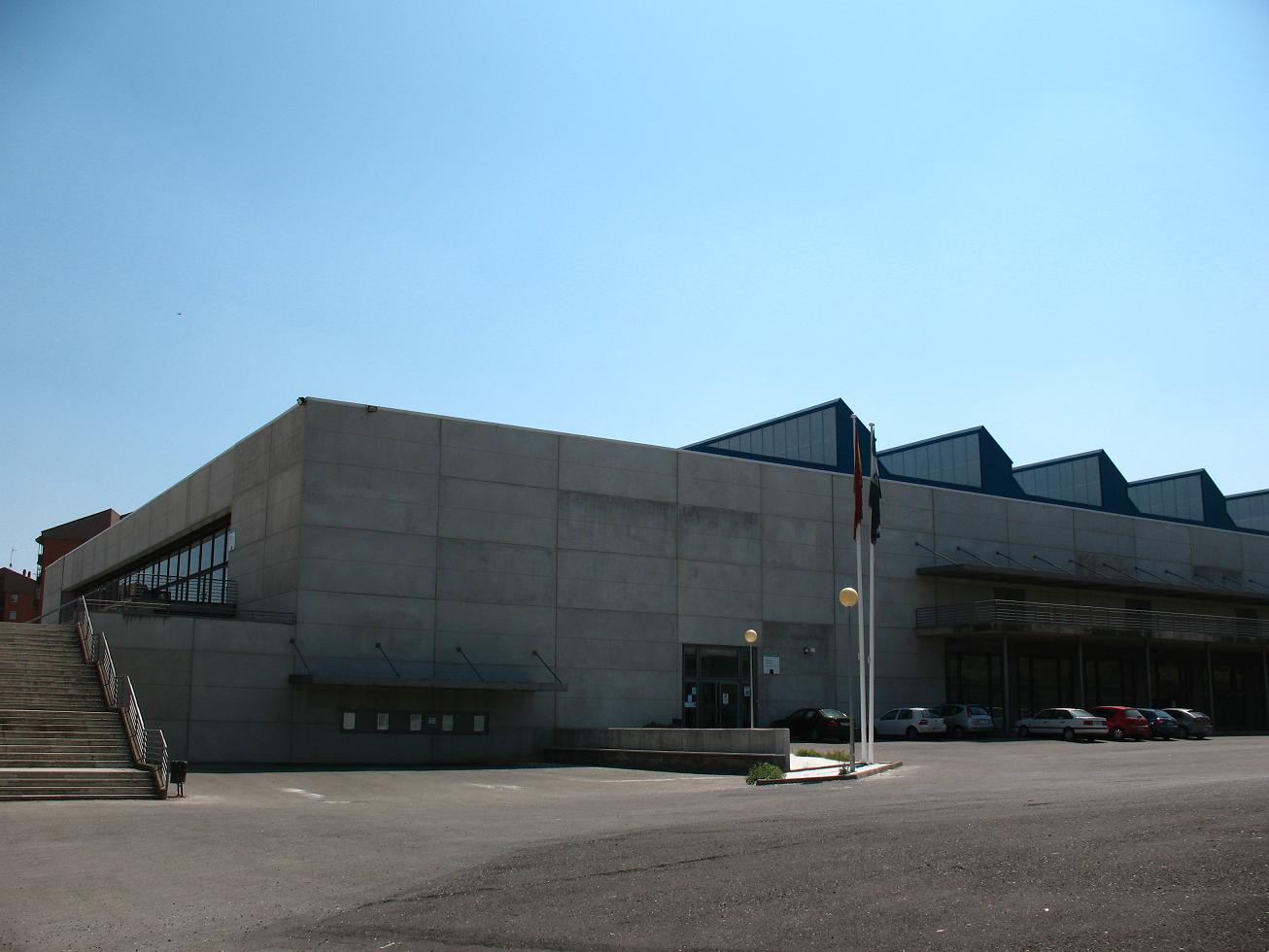
Pabellón Multiusos

Cáceres cuenta con una serie de instalaciones deportivas municipales, que son las siguientes:
- Campos de fútbol 7 y fútbol 11: Aldea Moret, San Blas, R-66, 232 viviendas, Agustín Ramos Guija Cáceres el Viejo y Valdesalor;
- Complejos deportivos: Agustín Ramos Guija Cáceres El Viejo, Cerro de los Pinos, Mejostilla, 232 viviendas y Valdesalor;
- Pabellones polideportivos: Juan Serrano Macayo, Moctezuma, San Jorge y El Vivero;
- Piscinas municipales: Parque del Príncipe, San Jorge, Aldea Moret, CD Agustín Ramos Guija Cáceres el Viejo y CD Valdesalor;
- Pista de automodelismo;
- Pistas polideportivas: Aguas Vivas, Cabezarrubia, Casas Baratas, Espíritu Santo, Fuente Rocha, La Madrila, La Mejostilla I, La Mejostilla II, Los Castellanos, Llopis Iborra, Moctezuma, Parque del Príncipe, San Blas, San Francisco, Rincón de Ballesteros, San Jorge, Santa Bárbara y Santa Lucía;
- Recinto Hípico;
- Rocódromo.

Además de las municipales, en la ciudad hay otras instalaciones deportivas de uso público:
- Ciudad Deportiva de Cáceres. Pertenece a la Junta de Extremadura y cuenta con pabellón cubierto, frontón cubierto, frontón al aire libre, piscina climatizada, piscina de verano, 3 pistas polideportivas, pista de atletismo, campo de fútbol, 4 pistas de tenis, gimnasio, galería de tiro, residencia de deportistas, restaurantes y cafeterías;
- Complejo deportivo El Cuartillo. Situado en la N-521, pertenece a la Diputación de Cáceres. Cuenta con campo de rugby, pista de atletismo, pista de tenis y tiro con arco;
- Pabellón Multiusos Ciudad de Cáceres. Pertenece a la Junta de Extremadura. Inaugurado en 1999, cuenta con capacidad para 6500 espectadores y en él juega sus partidos de baloncesto el Cáceres Patrimonio de la Humanidad;
- Pabellón V Centenario. Pertenece a la Universidad de Extremadura y se sitúa en el Campus;
- Campo de Golf, perteneciente al Norba club de Golf. Cuenta con 18 hoyos y está situado en la N-630 en una finca de 60 hectáreas denominada El Roble del Alcor, con una gran reserva de agua subterránea.

A estas instalaciones hay que añadir los estadios de fútbol:
- Estadio Príncipe Felipe es el estadio de fútbol del Club Polideportivo Cacereño. Tiene capacidad para 7000 espectadores y fue inaugurado el 26 de marzo de 1977;[219]
- Estadio Pinilla. Pertenece a la Federación Extremeña de Fútbol. Tiene capacidad para 1000 espectadores sentados. Juegan el CD Diocesano, se inauguró en el verano de 1980 y es de césped artificial.

Para la pesca existen varios pantanos, charcas y arroyos. Los principales pantanos son:
- Embalse de Valdesalor (al ser de una sociedad, necesita permiso que se adquiere en el propio pantano, en los pueblos limítrofes y en alguna tienda de deportes de Cáceres), ideal para la pesca de ciprínidos, y pasar una jornada de relax bajo la sombra de los enormes árboles (eucaliptos) que rodean sus orillas;
- Embalse de Guadiloba. Pertenece a una sociedad, por lo que para pescar allí se necesita un permiso de un día de duración que se puede comprar en varias tiendas de la ciudad. En este pantano, construido en 1971 y con 20 hectómetros cúbicos de capacidad,[220] las principales especies son el barbo, el black bass, la carpa común, el carpín brema, el lucio, el pez gato y la tenca. Las aguas están muy limpias ya que, al ser un embalse destinado al abastecimiento de agua potable a Cáceres, el baño está prohibido.[221]

#### Entidades deportivas

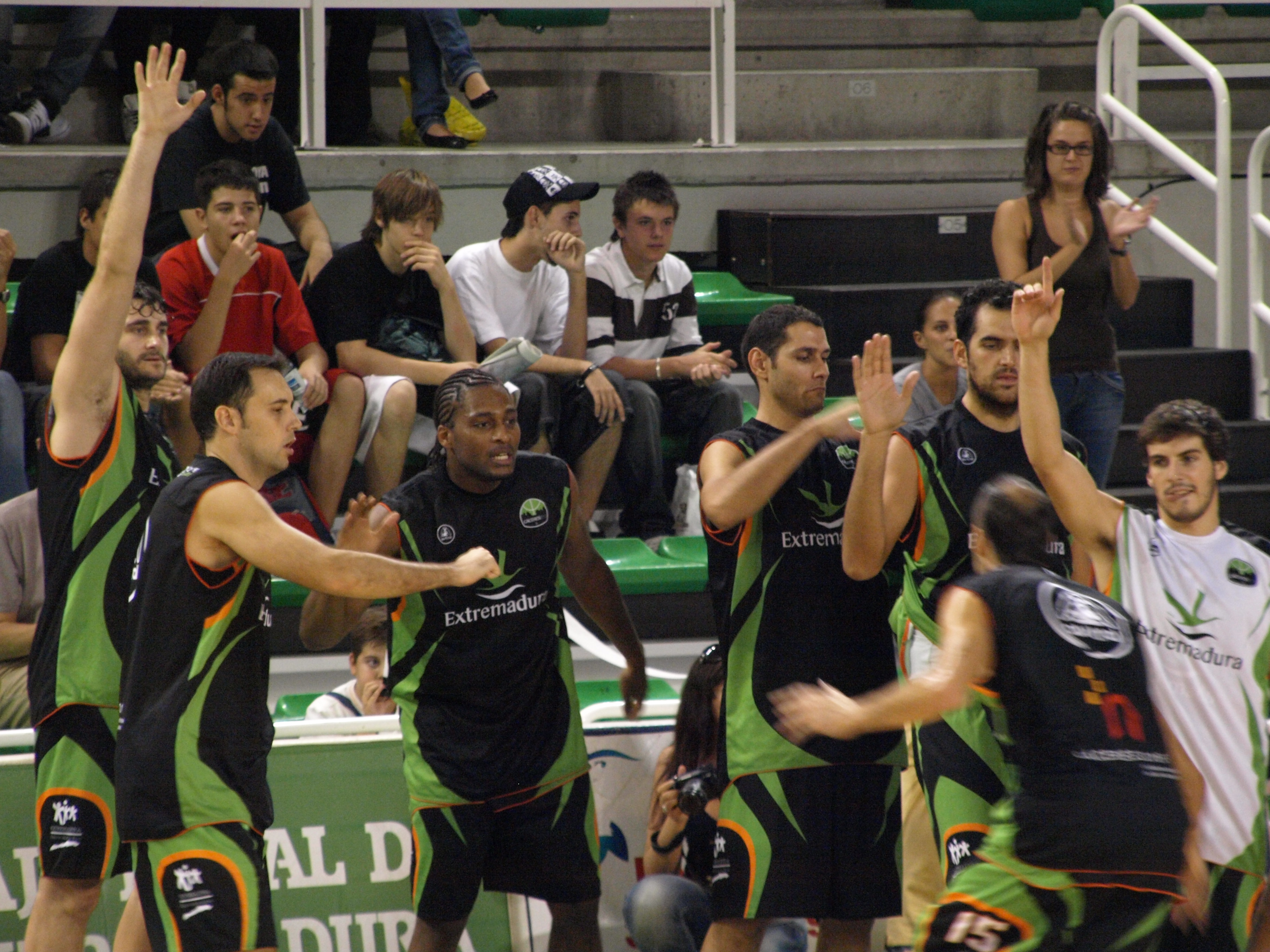
Jugadores de la plantilla del Cáceres Ciudad del Baloncesto durante la presentación del equipo en el primer partido de la temporada 2008-09 de la liga LEB Oro en el Pabellón Multiusos

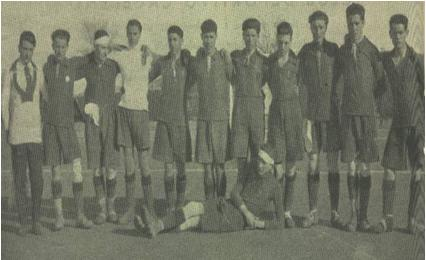
Alineación del Club Polideportivo Cacereño en 1919

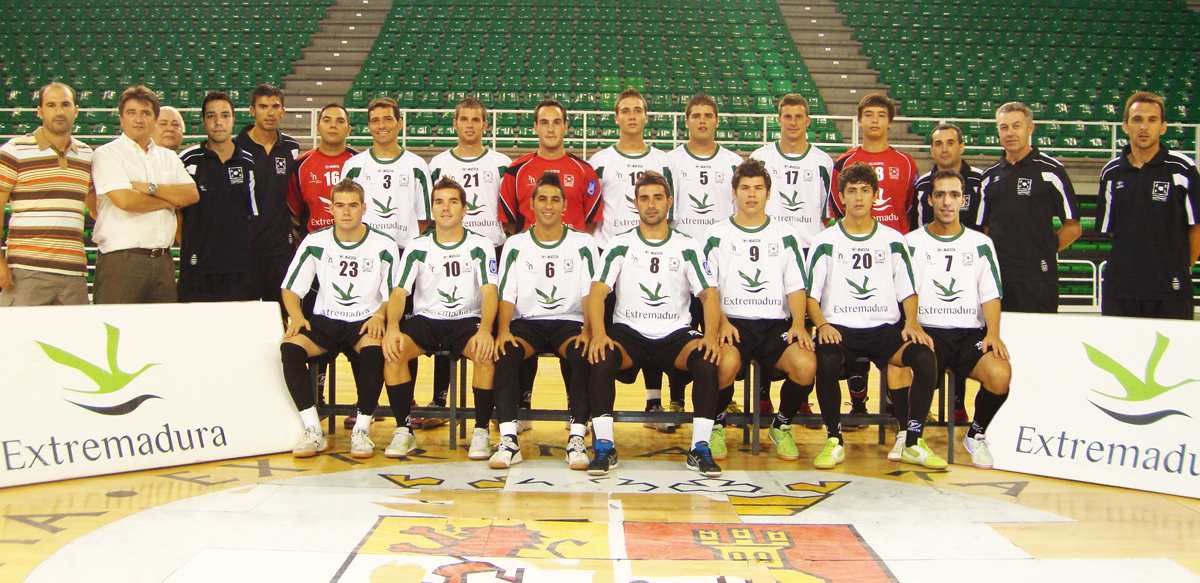
Plantilla del AD Extremadura FS

En fútbol, el Club Polideportivo Cacereño es el club más representativo de la ciudad. Fundado en 1919, en la temporada 2013-2014 milita en la Segunda División B de España y su estadio es el Estadio Príncipe Felipe. Ha militado en Segunda División una temporada y en Tercera División y Segunda B varias temporadas. Otros equipos de fútbol son la Agrupación Cultural y Deportiva Ciudad de Cáceres, y el Club Polideportivo Cacereño B, que en la temporada 2010-2011 militaron en Regional Preferente, y el AD Vía de la Plata, que jugó esa misma temporada en 1.ª regional.
En baloncesto, el Cáceres Ciudad de Baloncesto, también conocido como Cáceres Patrimonio de la Humanidad, es el primer equipo de la ciudad. Actualmente milita en la segunda categoría nacional, LEB Oro, tras comprar la plaza del equipo Balear Palma Acqua Mágica. El máximo exponente del deporte de alto nivel en Cáceres se vivió desde 1993 hasta 2003, cuando el extinto Cáceres Club Baloncesto militó en la liga ACB, consiguiendo el subcampeonato de Copa de Rey en la temporada 1996-1997 y ser semifinalista en la Copa Korac en la 1994-1995 como logros más significativos.
En montañismo, está la sociedad de montañeros Monfragüe: es el club de montañismo más antiguo de la ciudad de Cáceres. Organiza actividades de montaña de diferentes niveles.
En parapente destaca el Club de Parapente Extremadura.
En airsoft, existe desde 2006 en Cáceres la asociación Airsoft Cáceres inscrita en el registro provincial de asociaciones de la Junta de Extremadura, con más de cincuenta socios y con campos propios de juego. Su objetivo es fomentar las actividades de ocio y tiempo libre, así como el deporte al aire libre y el respeto por la naturaleza. Su compromiso con estos temas siempre les ha dado un buen nombre tanto al deporte como a sus socios y jugadores.
Otros asociaciones deportivas de Cáceres son el Club Balonmano Cáceres, el Club Polideportivo Paideuterion, la Asociación Deportiva Extremadura Fútbol Sala, la Agrupación Cacereña de Aeromodelismo, la Agrupación Provincial de Pescadores, la Asociación Cultural Catelsa, la Asociación Deportistas contra la droga, la Avocación de Aviación Experimental y las asociaciones deportivas Aguas Vivas, Al-Qazeres, Amigos de la Gimnasia, Antares, Arapiles, ASPACE, Cacereña, Cáceres de Tenis de Mesa, Cáceres de Voleibol, Cultural de Natación, de Fútbol Veteranos, de Natación Los Delfines, Estrella Roja, Extremadura Fútbol Sala, Khailas, Norba de Danza, Olympus, Pebetero Olímpico, Sagrada Cena, Santa Bárbara y Tirolina. Otros clubes son el Club de tenis Cabezarrubia, el Club de automodelismo cacereño, el Norba club de Golf, Amigos del Rugby, Arqueros San Jorge, Automodelismo Cacereño, Baloncesto Femenino Don Frío, Club Balonmano Cáceres 2016, Cazadores de Aldea Moret, Club Ciclista Bicicleta Cáceres, Club Ciclista Cacereño, Club Ciclista de Montaña Pelín, Club de Tiro Cáceres, Club Deportivo La Sierrilla, Club Deportivo Petanca, Club Deportivo Rueda, Club Deportivo Sagrado Corazón, Club Hípico Monfragüe, Club Multideportivo ASPAINCA, Club Náutico Tajomar, Club Norba de Golf, Club Polideportivo Diocesano, Club Polideportivo El Encinar, Club Polideportivo Estudiantes Nazaret, Club Polideportivo Licenciados Reunidos, Club Polideportivo San Antonio y el Club Puente San Francisco. También se encuentra en la ciudad la Escuela de Atletismo de Cáceres, la Peña Ciclista Ceres, la Sociedad de Pescadores y Ronin Right Club (Sambo).

#### Eventos deportivos
Entre los eventos deportivos de la ciudad destacan las carreras a pie realizadas en sus vías públicas, que por lo general suelen tener lugar en primavera. La prueba atlética más antigua de Cáceres es la Subida Pedestre a la Montaña, que se celebra desde los años 1980 y consiste en subir corriendo la colina del santuario de la Virgen de la Montaña. Otras carreras son más recientes, como la media maratón Cáceres Patrimonio, donde cada año los corredores pasan por lugares destacados del centro de la ciudad, incluyendo el casco antiguo. También se celebra anualmente la Carrera de Montaña Sierra de la Mosca, puntuable para la Copa Extremadura de Carreras por Montaña. Esta carrera de montaña consta de tres pruebas: una de 30 km, otra de 18 km y una ruta senderista guiada.
Aparte de los eventos que se celebran aquí anualmente, la ciudad ha sido sede a lo largo del siglo XXI de varios eventos deportivos de importancia nacional, como el Máster Nacional de Tenis de 2007, el Campeonato de España de Ciclismo en Ruta de 2015 o la Copa del Rey de Voleibol 2016.

### Medios de comunicación
Prensa escrita

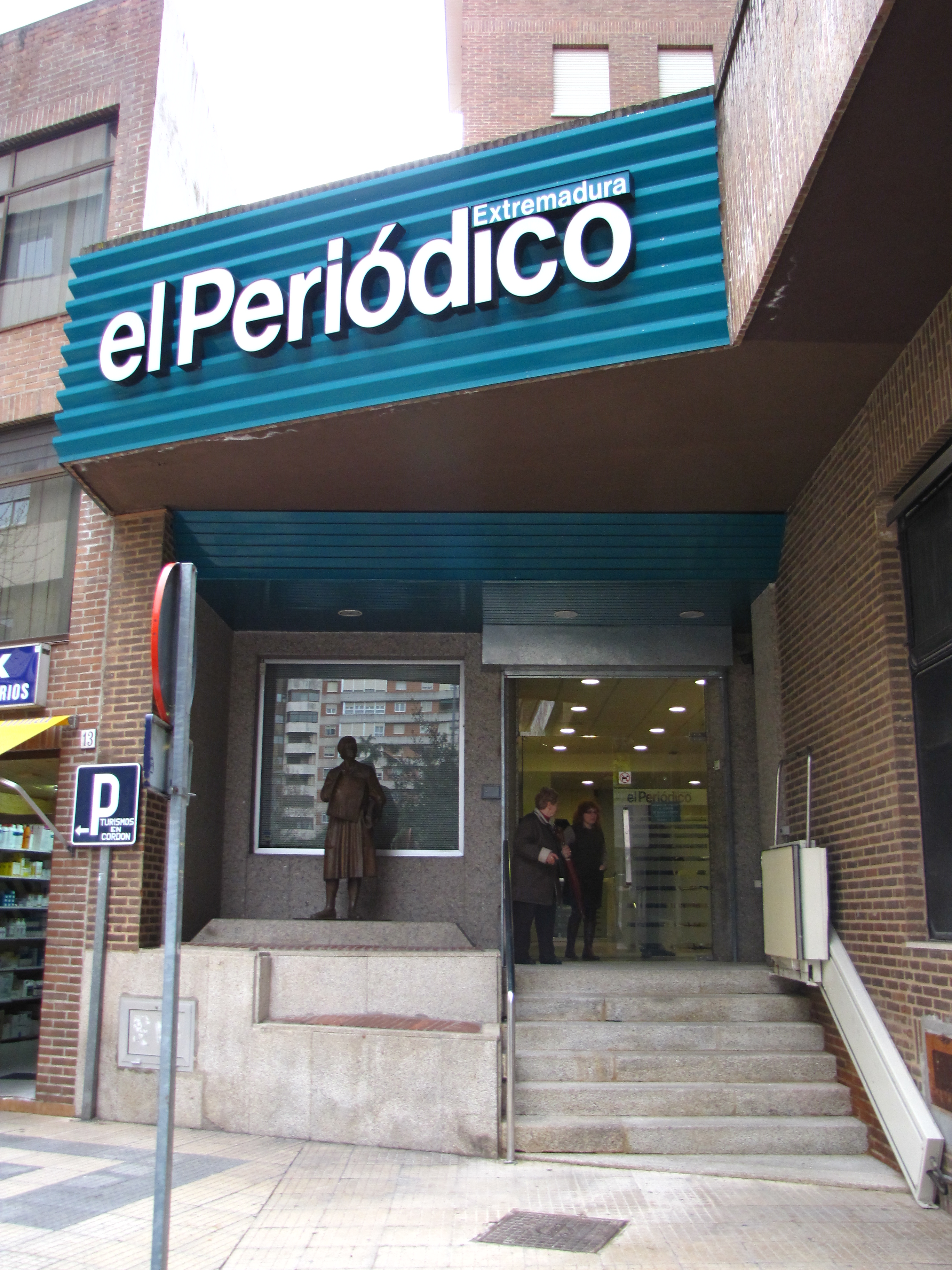
Oficinas de El Periódico Extremadura en la ciudad de Cáceres

La ciudad alberga la sede de El Periódico Extremadura, un diario impreso del Grupo Zeta fundado en 1923. Tanto este diario como el pacense Hoy, del grupo Vocento, cuentan con secciones dedicadas a dar información local del municipio cacereño. Junto a los periódicos regionales, existen periódicos de ámbito local como Avuelapluma o La Revista de Cáceres.
Radio
Desde la ciudad emiten las siguientes emisoras de radio:
- RNE 5: 88.2 FM
- Cadena 100: 88.8 FM
- Onda Cero: 89.5 FM
- Cadena Cope: 91.6 FM y 900 AM
- Los 40 Principales: 92.6 FM
- RNE 3: 93.7 FM
- Cadena SER: 94.4 FM
- Radio María: 94.7 FM
- RNE 1: 95.1 FM y 774 AM
- Cadena Dial: 97.0 FM
- Radio Clásica: 101.7 FM
- Canal Extremadura Radio: 104.0 FM
- Rock FM: 106.1 FM

Televisión
Cáceres cuenta con dos repetidores de televisión propios y algunas zonas de la ciudad tienen cobertura para recibir la señal de TDT del repetidor de Montánchez. Las pedanías solamente reciben la señal de Montánchez. La ciudad es sede de una de las ocho demarcaciones de televisión local de la provincia, cuyo ámbito directo se extiende a Arroyo de la Luz, Casar de Cáceres y Malpartida de Cáceres. Las licencias de TDT local en esta demarcación fueron adjudicadas en abril de 2010 a Francisco Javier Morillo, Producción Audiovisual Norte de Extremadura y Producción Canal 30 Cáceres.

## Ciudades hermanadas
La ciudad de Cáceres participa en la iniciativa de hermanamiento de ciudades promovida, entre otras instituciones, por la Unión Europea. A partir de esta iniciativa se pretenden establecer lazos con otros municipios mediante la celebración de ciclos culturales, intercambios o eventos deportivos. Cáceres está hermanada con las siguientes ciudades:
- Santiago de Compostela, España (1974)[249]
- La Roche-sur-Yon, Francia (1982)[250]
- Norma, Italia (2008)[251]
- Piano di Sorrento, Italia (2008)[252]
- Netanya, Israel (2010)[253]
- Santo Domingo, República Dominicana (2010)[254]
- Quillota, Chile (2011)[255]
- Lumbini, Nepal (2020)

Además de las localidades con hermanamiento individual, la ciudad de Cáceres forma parte desde 1997 de la asociación Triurbir, junto con Plasencia y las ciudades portuguesas de Castelo Branco y Portalegre. Actualmente existen proyectos para hermanar Cáceres con la ciudad francesa de Blois y la ciudad palestina de Gaza.